# Joseph Bonaparte
Vous lisez un « article de qualité » labellisé en 2020.
Pour les articles homonymes, voir Joseph Ier et Maison Bonaparte.
Joseph Bonaparte, né le 7 janvier 1768 à Corte, pendant la période d'indépendance de la République corse, et mort le 28 juillet 1844 à Florence, dans le grand-duché de Toscane, est un homme d'État français et le frère aîné de l'empereur Napoléon Ier. Sa carrière politique, diplomatique et militaire est intimement liée à celle de son frère Napoléon.
Après une enfance passée dans la maison familiale des Bonaparte à Ajaccio, il est élève au collège d'Autun pendant cinq années. À l'issue de brillantes études au sein de cet établissement, Joseph Bonaparte refuse d'embrasser la carrière ecclésiastique, contre l'avis de sa famille. Diplômé en droit à l'université de Pise en 1788, il s'installe comme avocat à Ajaccio peu avant le début de la Révolution française. C'est à partir de cette période qu'il occupe des fonctions de plus en plus importantes. Président du district d'Ajaccio puis membre du directoire du Conseil général de la Corse, il est nommé commissaire des guerres en 1793. La promotion de son frère comme général de division en 1795 accélère son ascension à l'instar de celle de sa famille. Élu député du Liamone au Conseil des Cinq-Cents en 1797, Joseph Bonaparte est nommé ambassadeur auprès du duc de Parme, puis à Rome auprès du pape Pie VI la même année.
Sous le Consulat, il est d'abord nommé membre du Conseil d'État et du Corps législatif en tant que député du Golo, puis chargé de plusieurs missions diplomatiques d'importance majeure : c'est notamment lui qui négocie le traité de Mortefontaine avec les États-Unis, celui de Lunéville avec l'Autriche et la paix d'Amiens avec le Royaume-Uni, tout en prenant part aux discussions qui aboutissent à la signature du concordat.
Grand électeur et prince français après l'avènement de l'Empire le 18 mai 1804, Joseph Bonaparte assure la responsabilité du gouvernement pendant les campagnes militaires de son frère. Roi de Naples de 1806 à 1808, puis d'Espagne de 1808 à 1813, il est un personnage important du dispositif que met en place Napoléon pour asseoir la souveraineté de la France sur l'Europe continentale. Son second règne, qui s'achève par une défaite cinglante des armées napoléoniennes qu'il dirige à la bataille de Vitoria, est marqué par une guerre incessante qui fait de lui « el rey intruso », un roi intrus incapable de gouverner en raison de l'éclatement du pays et de la mainmise de Napoléon sur sa politique.
Nommé lieutenant général de l'empereur lors de la campagne de France en 1814, il ne peut empêcher la capitulation de Paris devant les troupes coalisées. Exilé en Suisse, au château de Prangins, il est rétabli dans toutes ses fonctions pendant la période des Cent-Jours, mais finalement contraint à un nouvel exil après l'abdication de son frère, cette fois aux États-Unis. Écarté de la politique, il fait prospérer ses affaires en Amérique, mais cherche de nouveau à jouer un rôle important en faveur de son pays. En 1832, après la mort de son neveu Napoléon II, il devient le premier héritier du trône impérial et retourne en Europe. Établi à Londres, il tente de faire valoir les intérêts de sa famille et de convaincre, en vain, les responsables politiques et le peuple français de rétablir l'Empire. Après un autre séjour aux États-Unis entre 1835 et 1839, il revient une nouvelle fois en Europe à la mort de sa troisième fille, Charlotte et s'installe à Florence où il meurt quelques années plus tard en 1844.
Homme cultivé, littéraire, séducteur et raffiné, Joseph Bonaparte souffre de la comparaison avec son frère sur le plan politique. Les historiens, comme la plupart de ses contemporains, ne lui attribuent que peu de qualités, tout en soulignant son incompétence militaire. Révolutionnaire libéral, partisan des gouvernements équilibrés, il apparaît comme un modéré face à la fougue et à l'autoritarisme de Napoléon. S'il combat souvent les projets de l'empereur, Joseph Bonaparte se résout toujours à soutenir celui dont il a probablement été « le plus proche et peut-être l'unique ami ».

## Biographie

### Naissance et jeunes années

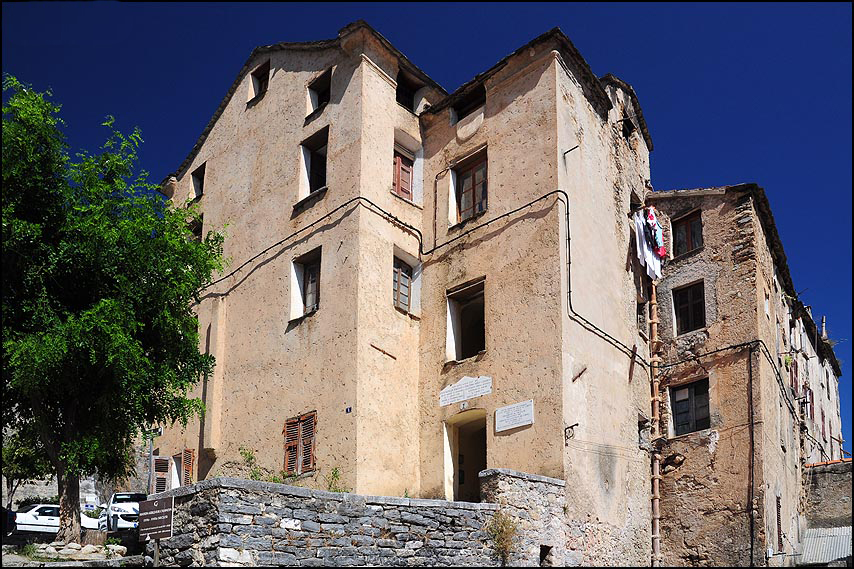
La maison natale de Joseph Bonaparte à Corte.

Joseph Nabulion Bonaparte naît le 7 janvier 1768 à Corte, dans la maison de Giovan Tomaso Arrighi, conseiller d'État du gouvernement de Pascal Paoli. Il est le premier enfant viable de Charles Bonaparte et de Letizia Ramolino, installés à Corte après leur départ d'Ajaccio au début de l'hiver 1765 pour que Charles étudie dans la nouvelle université dirigée par le père Francesco Antonio Mariani. Joseph Bonaparte est baptisé le lendemain de sa naissance dans l'église de l'Annonciation par l'abbé François Antoine Gaffori, en présence de Giovan Tomaso Arrighi et de sa femme Maria Biadelli, choisis pour parrain et marraine.
Quelques jours après la naissance de Joseph, la famille Bonaparte quitte la maison Arrighi pour s'installer à quelques mètres de là, dans la maison de l'ancien médecin et général Jean-Pierre Gaffory, assassiné en 1753. Après la signature du traité de Versailles le 15 mai 1768, par lequel la république de Gênes cède à la France l'exercice de la souveraineté sur la Corse, Charles Bonaparte s'engage auprès de Pascal Paoli pour défendre l'indépendance de l'île. Il refuse pourtant de suivre ce dernier dans son exil en Angleterre après la défaite de Ponte-Novo en mai 1769. Dès lors, Charles Bonaparte se tient à l'écart du débat politique et la famille rentre à Ajaccio. Il se rend à Pise à la fin du mois de novembre 1769 pour y obtenir un diplôme en droit civil et droit canon puis s'installe comme avocat à son retour en Corse. Il prend définitivement le parti de la France et se lie d'amitié avec le gouverneur Charles Louis de Marbeuf qui lui permet, de même que son oncle Lucien Bonaparte, de se faire une place dans la bonne société corse.
C'est dans ce contexte que grandissent Joseph et son jeune frère Napoléon, né le 15 août 1769. Les deux garçons, inséparables dans leur enfance, reçoivent une éducation assez stricte et sont directement placés sous l'autorité de Letizia car leur père est peu présent. À cette époque, Joseph et Napoléon fréquentent régulièrement leur oncle Joseph Fesch, de cinq ans l'aîné de Joseph, et leur cousin Charles André Pozzo di Borgo, quatre ans plus âgé. Sur le plan scolaire, Joseph Bonaparte présente un goût prononcé pour la littérature. Il est notamment instruit par son père, qui souhaite que ses fils bénéficient d'une éducation digne du rang qu'il ambitionne pour eux, ainsi que par son grand-oncle Lucien. Joseph et Napoléon sont également inscrits au cours de l'abbé Jean-Baptiste Recco,.

### Formation du collège d'Autun à l'université de Pise

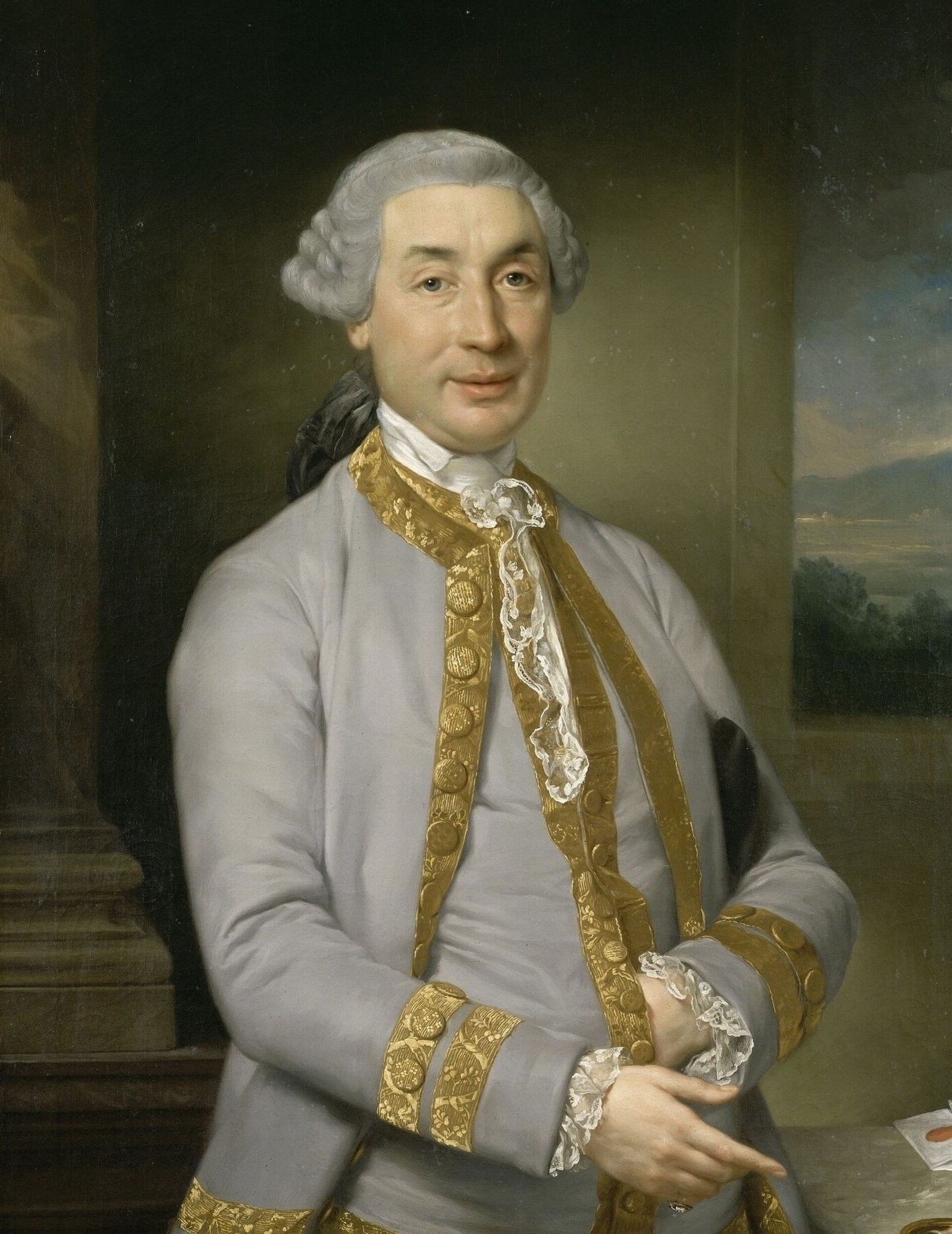
Charles Bonaparte, le père de Joseph.

Contrairement à la tradition qui veut alors que l'aîné de la famille soit dirigé vers la carrière militaire, Charles Bonaparte choisit de destiner Joseph à la prêtrise. Au début de l'année 1779, Joseph et Napoléon entrent au collège d'Autun et sont confiés à l'abbé François Chardon, sous la protection de l'évêque d'Autun Yves Alexandre de Marbeuf, neveu du gouverneur de Corse. Si Napoléon quitte l'établissement moins de quatre mois plus tard pour rejoindre l'école de Brienne, l'aîné y étudie pendant cinq ans. Il y obtient d'excellents résultats, bien que laissant apparaître un faible goût pour l'effort. Tout au long de sa scolarité, Joseph Bonaparte reçoit de nombreux prix. Passionné de littérature, notamment par les œuvres des poètes épiques, de Fénelon ou de Saint-Lambert, il participe à des représentations théâtrales comme lors de la remise des prix de 1782 où il interprète le rôle principal dans la mise en scène de la comédie Les Fâcheux de Molière,.

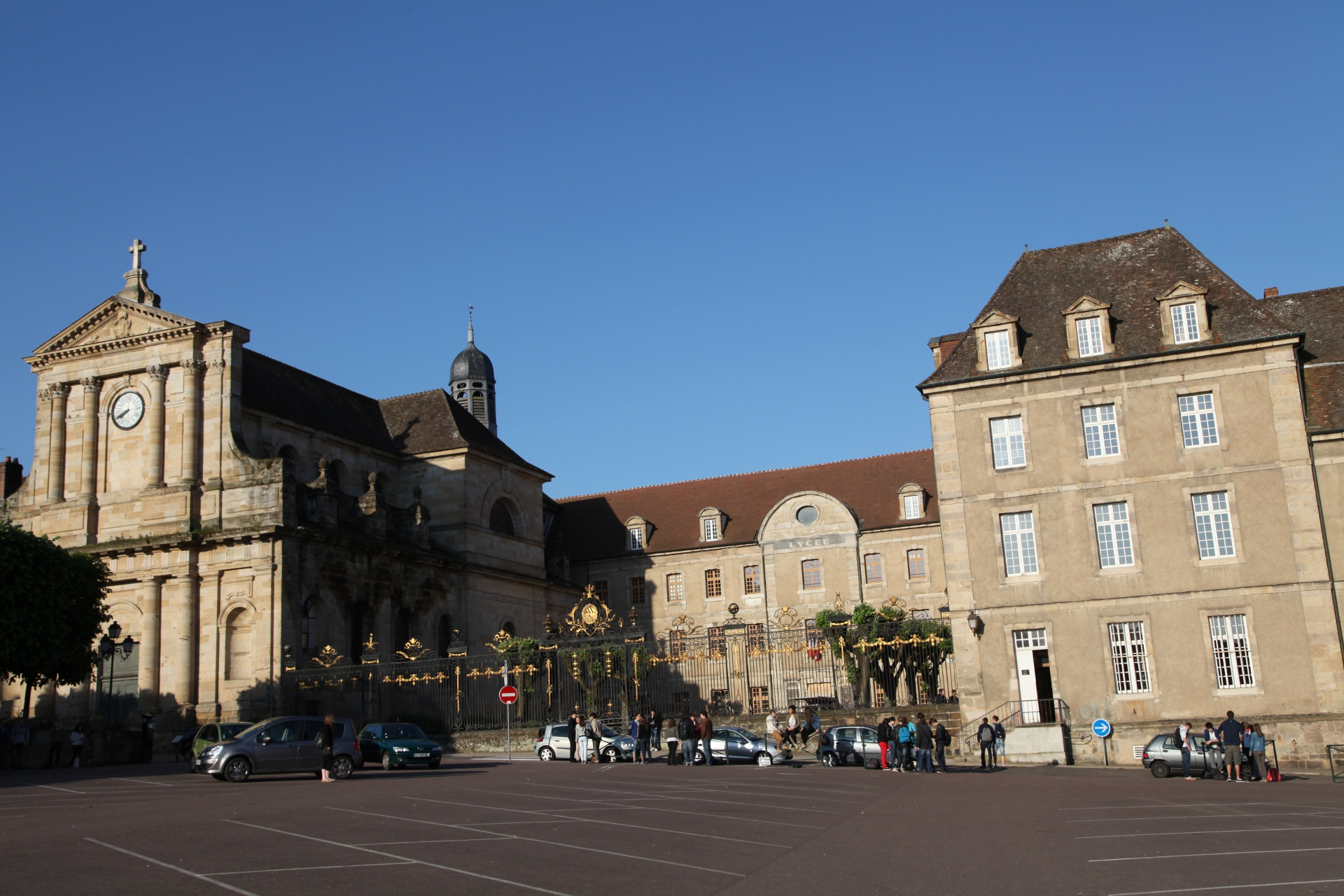
Le collège d'Autun accueille trois des frères Bonaparte.

À Autun, Joseph Bonaparte tisse un deuxième réseau après celui de ses amis corses. Outre ses différents maîtres, qu'il fera récompenser sous l'Empire comme le futur évêque Claude Simon, il y rencontre notamment son futur aide de camp Aimé Lucotte, le futur préfet et gouverneur de province espagnole Hugues Nardon, le futur général Louis Gareau, le futur diplomate Ferdinand Guillemardet ou encore le futur régent de la Banque de France Jean-Baptiste Jame.
Ses études au collège terminées en 1783, Joseph Bonaparte désobéit à sa famille en renonçant à la carrière ecclésiastique. En dépit des vives critiques de son père et de son frère cadet, Napoléon, il persiste dans sa résolution et rentre à Ajaccio à la fin du mois d'août 1784. Contre l'avis de son père, qui souhaite le voir devenir comme lui avocat, Joseph envisage finalement une carrière militaire. Comme Napoléon, il est accepté à l'école de Brienne où Charles choisit de le conduire lui-même. Les deux hommes quittent la Corse à la fin de l'année 1784, mais se rendent d'abord à Montpellier où se trouve un collège de médecins renommés. Depuis de longs mois, Charles Bonaparte est en effet frappé par un mal qui le ronge et lui procure de sévères maux d'estomac. Il y meurt le 24 février 1785. Dans les derniers jours de sa vie, il fait promettre à Joseph de renoncer à la carrière des armes et de rentrer en Corse pour veiller sur sa famille.
Pour autant, Joseph Bonaparte ne devient pas immédiatement chef de famille à la mort de son père. C'est d'abord à son grand-oncle, l'archidiacre Lucien Bonaparte, que revient la charge de Letizia et la tutelle de ses enfants,. Avant de revenir en Corse, Joseph séjourne quelque temps en Provence dans des familles de notables, avec lesquelles il noue de nouvelles amitiés, comme celle de Joachim-Jean-Xavier d'Isoard. Sans être démunie, la situation financière de la famille Bonaparte est alors assez précaire et ses membres sont contraints de réduire leur train de vie. Au contact de Lucien, Joseph apprend à gérer et faire fructifier leurs différents biens ; il prend peu à peu la direction des dossiers familiaux. Selon Thierry Lentz, son biographe, c'est à ce moment de sa vie qu'il devient « un homme d'affaires avisé et économe, un investisseur prudent et souvent habile ».
Au début de l'année 1787, Joseph Bonaparte s'inscrit à l'université de Pise pour y suivre des études de droit. En Toscane, il rencontre les membres de la communauté corse en exil depuis la fin des années 1760 et organisée autour de Clément Paoli, avec lesquels il développe des idées patriotiques : « J'étais dans un âge où l'on conçoit aisément et où l'on sent vivement ce que l'on croit juste et vrai. Un enthousiasme plus solide s'empara de mon jeune esprit ». Le 24 avril 1788, il est reçu docteur étranger devant le professeur Antonio Maria Vanucci et rentre en Corse une semaine plus tard pour prêter serment devant le Conseil supérieur. Au début du printemps 1789, il effectue un deuxième voyage en Toscane pour tenter de prouver l'origine noble de sa famille et d'intégrer l'ordre de Saint-Étienne, sans succès. Il regagne Ajaccio au début du mois de juillet suivant.

### Révolution française

#### Engagement révolutionnaire en Corse
Dès les premiers temps de la Révolution française, Joseph Bonaparte et son frère Napoléon entendent profiter des événements pour affirmer leur position sociale. L'excellente maîtrise de la langue française par Joseph, dans une île où les habitants s'expriment encore majoritairement en italien, lui permet d'officier dès l'automne 1789 comme secrétaire bénévole du comité de trente-six membres créé en marge de la municipalité officielle ajaccienne, toujours dirigée par le podestat. Il est notamment chargé de traduire en italien les décrets de l'Assemblée constituante. Bien que n'ayant pas l'âge requis pour être candidat aux premières élections municipales de mars 1790, il est élu au conseil. Le nouveau maire, son cousin Jean-Jérôme Levie, ne s'exprimant qu'en italien, c'est à lui que revient la charge d'enregistrer et de traduire les différents actes reçus du continent.

Le général Pascal Paoli dont Joseph se rapproche avant de soutenir un autre parti.

Joseph et Napoléon Bonaparte se rapprochent alors de Philippe Masseria, fervent défenseur de Pascal Paoli, et de Philippe Buonarroti, qui crée le Giornale Patriottico di Corsica dans lequel les deux frères écrivent plusieurs articles. Le 12 avril, Joseph se rend avec six autres notables ajacciens à Orezza où les différents représentants de l'île sont conviés pour débattre de l'avenir de la Corse. Napoléon accompagne la délégation, mais ne peut intervenir pendant les réunions puisqu'il n'est porteur d'aucun mandat. À l'inverse, Joseph y prononce un discours dans lequel il s'oppose à la partition de l'île en deux départements, une position pourtant défendue par la majorité des Ajacciens, et vote également en faveur de l'installation du comité patriotique à Corte, occupant une situation plus centrale que celle de Bastia. Au début de l'été, Joseph est désigné pour faire partie de la délégation envoyée à Marseille à la rencontre de Pascal Paoli et pour l'accompagner dans son retour vers la Corse.
En septembre de la même année, Joseph Bonaparte siège au sein du collège électoral du département qui se réunit à Orezza et porte Paoli à la présidence du conseil général de la Corse tout en distribuant les différents postes judiciaires et administratifs sur l'île. De son côté, Joseph est élu à la présidence du directoire du district d'Ajaccio le 9 octobre 1790. La régularité de cette élection est contestée par plusieurs membres du district, mais elle est finalement confirmée après l'arbitrage du directoire du département. Dès lors, les missions de Joseph Bonaparte sont multiples, de la répartition des impôts à l'organisation de la vente des biens nationaux en passant par l'organisation de la garde nationale ou encore l'aide aux indigents, si bien qu'il finit par abandonner son autre mandat à la municipalité d'Ajaccio au mois de février suivant. Les frères Bonaparte participent également à la création du club patriotique d'Ajaccio, affilié à celui des jacobins de Paris. Dans le même temps, les relations entre Joseph et Pascal Paoli se distendent peu à peu ; ce dernier intervenant plusieurs fois en défaveur de l'aîné des Bonaparte dans les conflits qui l'opposent à la municipalité.
Tandis que Joseph Bonaparte espère obtenir une place de député lors des élections législatives de 1791, il comprend qu'il ne bénéficiera pas du soutien de Paoli et renonce à se porter candidat. Il doit se contenter de son élection au conseil général par 192 voix sur 249 suffrages, muni de l'assurance donnée par Paoli, qui est encore le véritable maître de la situation en Corse, d'intégrer son directoire. En parallèle, Joseph profite de ses nouvelles fonctions pour asseoir la position de la famille Bonaparte. Il se porte acquéreur de plusieurs biens nationaux : en quelques mois, la superficie initiale des propriétés foncières de la famille s'accroît considérablement, passant de 45 à 280 hectares. Les historiens conviennent du fait que la famille Bonaparte ne possédait pas, à cette époque, les fonds nécessaires pour assumer de telles dépenses et que cette bonne fortune provient de la « virtuosité » de Joseph en matière d'affaires, de même que de ses liens avec le procureur général syndic de la Corse Christophe Saliceti pour couvrir certains arrangements.
Les troubles qui suivent l'élection de son frère Napoléon comme lieutenant-colonel en second du 2e bataillon de volontaires de la Corse au début du mois d'avril 1792 fragilisent la position de Joseph Bonaparte au sein de la guerre des clans qui agite le département. Candidat à un siège de député aux élections législatives au mois de septembre suivant, il est sévèrement battu par Antoine Andrei, un proche de Pascal Paoli, ne recueillant que 64 voix sur 398 au premier tour et aucune au second. La rupture entre Paoli et Joseph Bonaparte est alors consommée et celui-ci n'est pas reconduit dans ses fonctions au conseil général en fin d'année. Il n'occupe désormais qu'une simple place de juge au tribunal d'Ajaccio. La tension entre la famille Bonaparte et les paolistes s'accentue de nouveau à la suite de la lecture à la Convention d'une lettre de Lucien Bonaparte dénonçant Paoli. Alors que l'arrestation de ce dernier est décidée par la Convention au début du mois d'avril 1793, ses partisans se révoltent et mènent des attaques contre leurs rivaux. Menacée, la famille Bonaparte dans son ensemble quitte la Corse le 9 juin suivant pour s'installer en Provence.

#### Installation sur le continent et premières responsabilités
Au début du mois de juillet, Joseph Bonaparte accompagne à Paris son protecteur Christophe Saliceti, chargé de remettre un rapport officiel à la Convention. Pour son premier séjour dans la capitale, il y fait bonne impression et se voit reçu par les personnages les plus influents de l'Assemblée. Grâce aux faveurs de Saliceti, désormais représentant en mission, la famille Bonaparte s'installe dans un bel hôtel particulier de Marseille et ses membres obtiennent plusieurs nominations. Bien que n'ayant pas les titres militaires requis, Joseph est nommé commissaire des guerres de 1re classe et adjoint du commissaire ordonnateur Chauvet le 4 septembre 1793. À ce titre, il est responsable des revues, des contrôles, de la comptabilité et de l'administration des unités auxquelles il doit fournir les vivres, le fourrage, l'habillement et les charrois. Cette nomination, qui s'accompagne d'un traitement de 6 000 livres auquel s'ajoutent des frais de bureau, de logement et de fourrage pour ses chevaux, permet à Joseph Bonaparte de bénéficier d'une certaine aisance financière. Il commence sa mission au quartier général d'Ollioules, auprès de Saliceti, et commence par recruter de nombreux exilés corses parmi son personnel.
En parallèle, il continue de s'intéresser à l'action politique en fréquentant les clubs jacobins, puis en s'engageant dans la franc-maçonnerie. Il est initié le 8 octobre 1793 à la Loge de la Parfaite Sincérité de Marseille, de même que Saliceti, et avec le commissaire ordonnateur Chauvet pour parrain. Après la fin du siège de Toulon, il est mis au service du représentant en mission Dominique Multedo pour organiser la remise en ordre de la ville, une mission au cours de laquelle il fait preuve de zèle et d'une certaine dureté. Dans le même temps, Joseph Bonaparte officie également en tant que commissaire pour l'esprit public de la Corse, une mission qu'il partage avec Philippe Buonarroti et qui vise à organiser une expédition militaire sur l'île pour éviter qu'elle ne tombe aux mains des Anglais. Pour autant, l'expédition est ajournée et son poste est supprimé le 29 avril 1794.

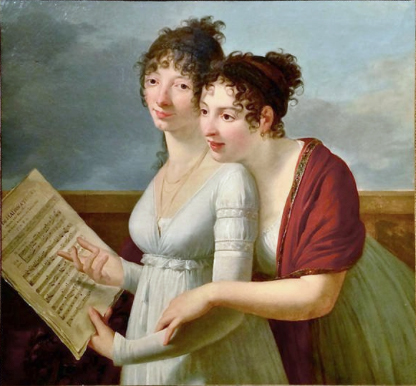
Julie Clary (à gauche) et sa sœur Désirée.

Le 1er août 1794, à la mairie de Cuges-les-Pins, Joseph Bonaparte épouse Julie Clary, la fille du grand armateur et négociant marseillais François Clary. Le mariage est célébré en l'absence de leurs familles respectives : celle de Julie porte encore le deuil de son père, mort quelques mois plus tôt, tandis que Letizia Bonaparte, bien qu'ayant signé un consentement écrit, choisit de ne pas se déplacer. L'historien Auguste Jal affirme que le mariage civil est suivi d'une cérémonie religieuse le 16 août suivant à Saint-Jean-du-Désert, bien qu'aucun document officiel ne l'atteste. Dans un premier temps, le couple ne vit ensemble que quelques mois : au début de l'année 1795, Joseph Bonaparte est nommé commissaire ordonnateur des hôpitaux de Toulon. Il s'y installe sans Julie.
À la fin du mois de mars suivant, deux cents postes de commissaire des guerres sont supprimés, dont celui de Joseph Bonaparte. Sans emploi, ce dernier s'immisce dès lors dans les affaires de sa belle-famille, que mène Nicolas Clary, désormais installé à Gênes. Introduit dans les affaires commerciales, Joseph s'enrichit considérablement par la spéculation sur les assignats. Pour les Clary, qui possèdent une banque à Gênes, l'opération consiste à transformer leur monnaie métallique en assignats, dont la valeur est alors en chute libre, en dessous du cours, puis d'acheter des biens immobiliers ou des denrées avec cette monnaie de papier avant de les revendre en monnaie métallique à l'exportation en recueillant un large bénéfice. Joseph Bonaparte crée notamment une entreprise de négoce de porcelaine pour son oncle Joseph Fesch, installé depuis peu à Bâle ; il initie également son frère Napoléon aux opérations. Les affaires de Joseph concernent aussi bien les objets précieux que les ouvrages imprimés ou les tissus. Les achats effectués en France, réglés en papier acheté en dessous du cours officiel, sont revendus à l'étranger, que ce soit à Gênes, en Suisse ou en Allemagne, au véritable prix, en or ou en argent. Guidé par son beau-frère Nicolas Clary, avec lequel il prend des parts dans une société d'échanges avec le Levant, Joseph le rejoint à Gênes au mois de juin 1795. Il s'installe dans son hôtel particulier, situé à proximité de l'église Saint-Cyr avec sa femme Julie, sa belle-sœur Désirée, courtisée par Napoléon, et sa belle-mère Rose.

### Carrière politique et premières missions diplomatiques sous le Directoire

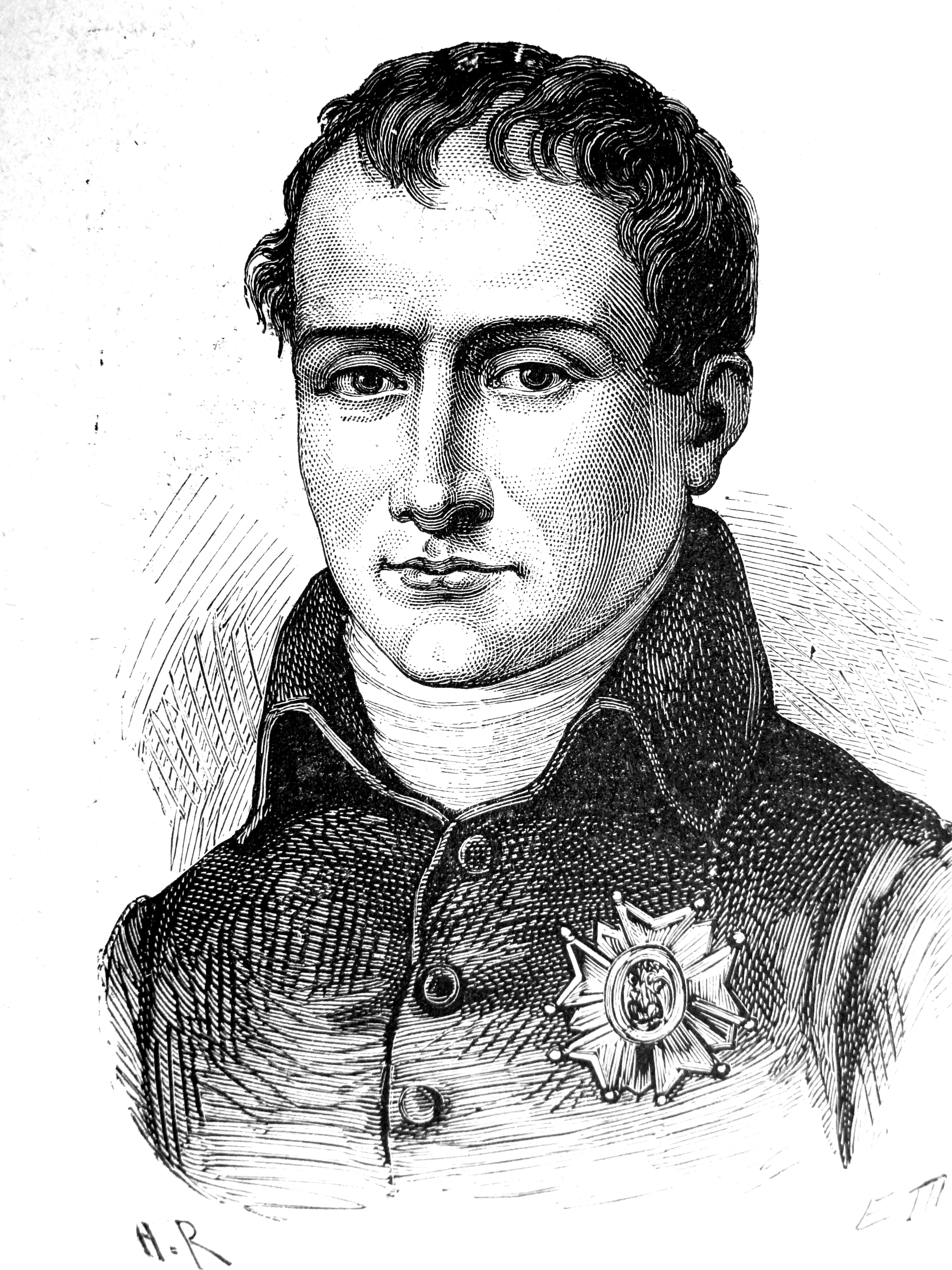
Joseph Bonaparte dans l'Album du centenaire de la Révolution française.

La promotion de Napoléon Bonaparte comme général de division après son succès sur l'insurrection royaliste du 13 vendémiaire an IV bouleverse le destin de sa famille. L'ascension de ce dernier parmi les personnages les plus influents de la capitale permet ainsi à ses plus jeunes frères et sœurs d'obtenir des postes dans l'administration ou des places dans de bonnes écoles, tout en sécurisant la situation financière des Bonaparte. Napoléon cherche également à placer son frère aîné Joseph : un poste de consul lui est notamment proposé à Chios. Les deux hommes se retrouvent le 7 avril 1796 à Albenga où Napoléon, nommé général en chef de l'armée d'Italie, prend ses quartiers. Joseph y apprend alors avec surprise le mariage de son frère avec Joséphine de Beauharnais. Deux semaines plus tard, il est chargé par Napoléon de se rendre à Paris pour porter au Directoire une dépêche annonçant sa décision de suspendre les armes avec les troupes italiennes. À Paris, Joseph bénéficie indirectement de la campagne victorieuse de son frère. Applaudi dans les théâtres, reçu dans les palais républicains, il étend d'autant plus ses réseaux. Il est notamment accueilli par le ministre des relations extérieures Charles-François Delacroix qui promet de lui trouver un poste diplomatique à sa mesure. Joseph Bonaparte rejoint son frère à Milan le 9 juillet suivant, accompagné de Joséphine de Beauharnais qui rend visite à son mari.
La fin de l'année 1796 lui offre l'occasion de prendre sa revanche sur ses rivaux corses. Il s'embarque avec les troupes de l'armée d'expédition commandées par le général Gentili et Christophe Saliceti afin d'y rétablir l'autorité républicaine après l'évacuation de l'île par les Anglais. Outre sa participation à la réorganisation politique et administrative de la Corse, aux côtés d'André-François Miot, Joseph Bonaparte profite de cette mission pour remettre en état la maison familiale d'Ajaccio, saccagée pendant son absence. Il acquiert également de nouvelles propriétés comme des immeubles au centre de la ville, plusieurs terrains et un moulin à la campagne, ou encore le palais épiscopal d'Ajaccio. Ces différentes opérations placent dès lors les Bonaparte parmi les plus grands propriétaires de la région. Fort de cette solide situation, Joseph Bonaparte se porte candidat en avril 1797 au poste de député du Conseil des Cinq-Cents pour le département du Liamone. Il est largement élu avec un score de 103 voix contre une seule pour Jean-Marie Cittadella.

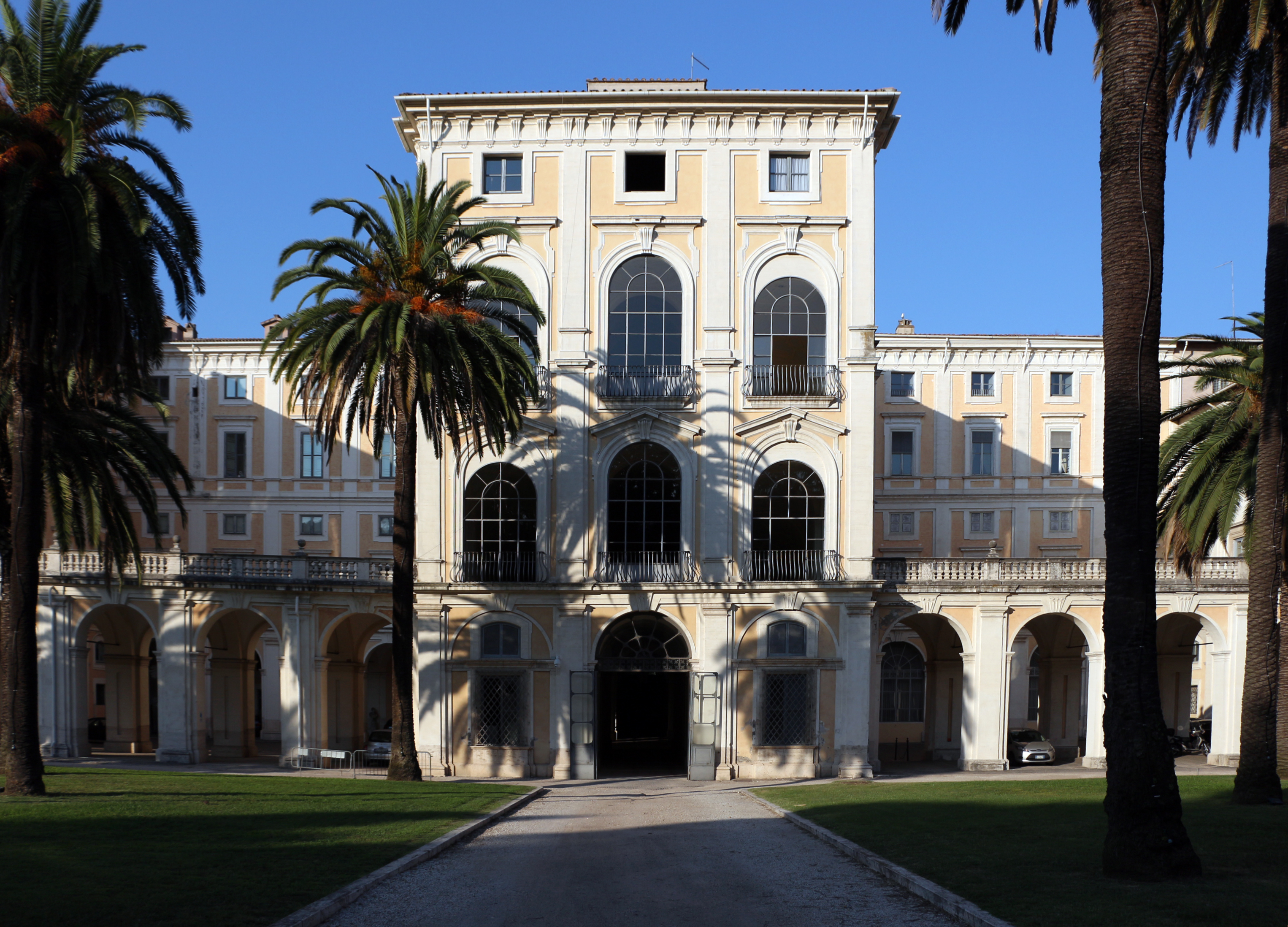
Le palais Corsini, siège de l'ambassade de Joseph Bonaparte à Rome.

Pour autant, il n'a pas le temps d'occuper son siège car un arrêté pris par le Directoire le nomme résident de la République auprès du duc de Parme Ferdinand Ier. Joseph Bonaparte commence ainsi sa carrière diplomatique dans un territoire en paix avec la France depuis la fin de l'année 1796, mais toujours occupé par les troupes républicaines. Il y fait preuve de fermeté mais démontre autant d'habileté pour faire accepter, sans heurter ses hôtes, certaines décisions. Sa mission à Parme est cependant de courte durée : par deux nouveaux arrêtés, datés des 6 mai et 15 mai 1797, il est nommé ministre plénipotentiaire puis ambassadeur à Rome auprès du pape Pie VI. Cette mission est d'autant plus complexe que les relations diplomatiques entre la France et le Saint-Siège, ternies par la Révolution française, sont toujours exécrables, comme le prouve l'absence d'ambassadeur à Rome depuis six ans. Joseph Bonaparte prend ses fonctions le 31 août. Il installe son ambassade au palais Corsini et se voit chargé de contrôler l'exécution des clauses du traité de Tolentino, dont le règlement des sommes dues et le prélèvement d'œuvres d'art. Il obtient également la libération des prisonniers d'opinion détenus à Rome, renforçant de la sorte les rangs des démocrates qui souhaitent importer la révolution dans la cité pontificale. Très vite, des troubles éclatent, parfois soutenus par les militaires français présents à l'ambassade. L'un d'eux, le général Duphot, est tué par les soldats pontificaux lors d'une émeute le 28 décembre 1797, à proximité immédiate de l'ambassade française. En réponse à cet acte, Joseph Bonaparte quitte la ville le lendemain et rentre à Paris pour transmettre son rapport sur les événements. Le Directoire charge alors le général Berthier de marcher sur Rome, ce qui aboutit à l'occupation de la ville à partir du 10 février 1798 et à la proclamation de la République romaine cinq jours plus tard.
La conduite de Joseph Bonaparte pendant ces journées de troubles est saluée à son retour à Paris. Une tragédie en cinq actes, Le Vatican, ou la Mort du général Duphot, est d'ailleurs mise en scène pour retracer l'événement. Il reprend son siège de député du Liamone au Conseil des Cinq-Cents, assurant même le secrétariat de l'assemblée pendant le mois de février 1798. Pour autant, son activité parlementaire est très faible : aucune intervention de sa part n'est reportée dans les procès-verbaux de séance, ni dans la collection des discours imprimés. Sans véritable occupation, Joseph fréquente les principaux salons de la capitale. Souvent reçu par les Directeurs, il noue également des relations avec le ministre de la Police, Joseph Fouché, et avec des personnages influents comme Talleyrand et Pierre-Louis Roederer, propriétaire du Journal de Paris.
Par ailleurs, son rôle au sein du clan Bonaparte est précisé, d'un commun accord avec Napoléon, dès son retour de Rome. C'est à Joseph que revient ainsi la charge d'entretenir le patrimoine immobilier du général, tout en faisant fructifier le sien, ainsi que de financer l'élection du troisième frère de la famille, Lucien, au Conseil des Cinq-Cents. Joseph fait l'acquisition pour 60 000 francs d'une maison située rue des Errancis à Paris,. Souhaitant depuis longtemps disposer d'un grand domaine, il achète à la fin du mois d'octobre 1798 une immense propriété à Mortefontaine, pour une somme de 258 000 francs. Ce domaine, laissé à l'abandon après l'exécution de son ancien propriétaire, Joseph Duruey, en 1794, se compose alors d'un château, ses dépendances et son jardin, de deux moulins, des huit maisons du hameau de Charlepont, de plusieurs étangs, de 274 hectares de prés et de 295 hectares de terres cultivées, bois et friches. Ce domaine ne cesse de s'agrandir dans les années qui suivent, notamment par l'acquisition du château voisin de Survilliers. Dans les premiers mois qu'il passe à Mortefontaine, Joseph Bonaparte achève la rédaction de Moïna, ou la villageoise du Mont-Cenis, entamée trois ans plus tôt, un roman d'une centaine de pages, la seule œuvre littéraire qu'il ait publiée.

### Un personnage influent dans les négociations de paix sous le Consulat
Joseph Bonaparte joue un rôle essentiel dans la préparation du coup d'État du 18 Brumaire. Présenté au nouveau Directeur, l'abbé Sieyès, par Talleyrand et Roederer, il soutient sans réserve son projet de réformer la Constitution en s'appuyant sur la force militaire d'un général. Joseph est de ceux qui prennent parti pour Napoléon, mais l'abbé Sieyès souhaite dans un premier temps s'appuyer sur le général Joubert. La mort de ce dernier lors de la bataille de Novi le 15 août 1799 laisse le champ libre aux Bonaparte. Après le retour d'Égypte de Napoléon, Joseph s'active en coulisse pour « connecter les réseaux », tout en travaillant au rapprochement de Sieyès et de son frère. Il œuvre également pour convaincre son beau-frère Jean-Baptiste Bernadotte de ne pas s'opposer au projet. Lors de la mise en place du coup d'État le 9 novembre 1799, Joseph Bonaparte reste au côté de son frère tout au long des événements mais sans intervenir directement.

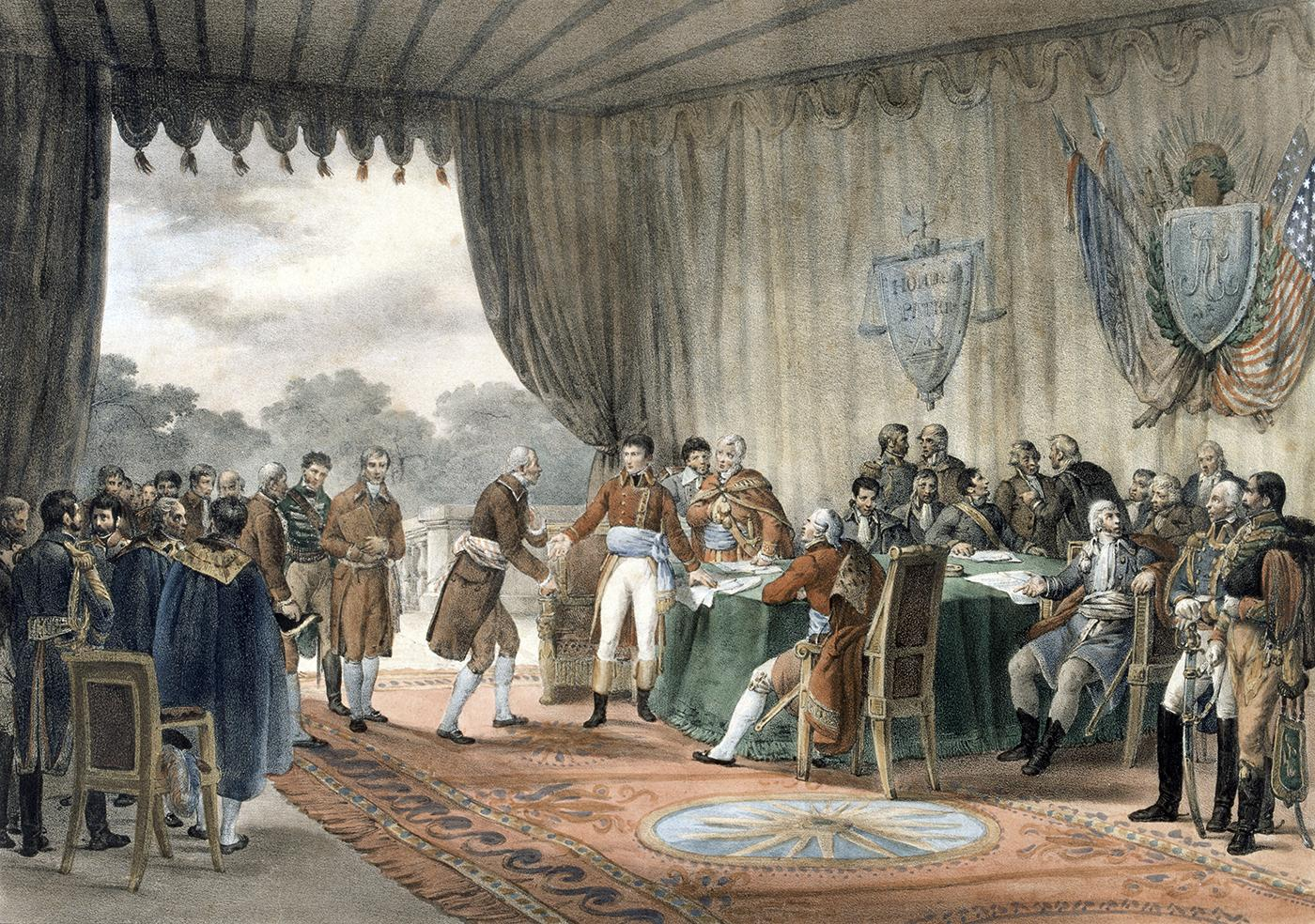
Joseph Bonaparte (au centre) lors de la signature du traité de Mortefontaine.

Après la prise de pouvoir de Napoléon et la mise en place du Consulat, Joseph est nommé député du Golo au Corps législatif, puis au Conseil d'État le 6 mai 1800, mais il se voit surtout confier plusieurs missions diplomatiques. Le 4 mars 1800, il est nommé ministre plénipotentiaire pour mener à bien les négociations de paix avec les États-Unis. Depuis le début du Consulat, les relations entre les deux pays s'étaient tendues en raison de la prise d'une centaine de navires marchands américains dans le cadre du blocus des îles Britanniques. Aidé dans sa mission par Charles Pierre Claret de Fleurieu et Pierre-Louis Roederer, Joseph Bonaparte entame un long travail de persuasion auprès des émissaires américains, en les invitant notamment à dîner ou en organisant des excursions. Les négociations aboutissent à la signature du traité de Mortefontaine, au sein même de sa propriété, à la fin du mois de septembre suivant. Celui-ci garantit dès lors la liberté du commerce entre les deux pays, tout en assurant la restitution des bateaux saisis et le paiement d'une indemnité.
Considéré comme un homme de modération et de paix, Joseph Bonaparte apparaît dès lors aux yeux de certains hommes forts du régime, à l'image du Deuxième Consul Cambacérès, comme le successeur désigné de Napoléon s'il devait arriver malheur à ce dernier.
Quelques jours après la signature de ce traité, le 11 octobre, Joseph Bonaparte est nommé à la tête de la délégation française chargée de négocier la paix avec l'Autriche à Lunéville. Depuis la victoire de Napoléon à la bataille de Marengo au mois de juin précédent, le principal enjeu des négociations réside dans la confirmation des dispositions prises trois ans plus tôt à Campo-Formio mais n'avaient jamais été appliquées. Une fois encore, Joseph Bonaparte démontre toute son habileté pour négocier avec son homologue autrichien, Louis de Cobentzel. Après plusieurs semaines de discussions stériles, les victoires militaires du général Moreau à la bataille de Hohenlinden et du général Brune à celle de Pozzolo au cours du mois de décembre dénouent la situation. Dos au mur, Cobentzel accepte de signer un traité le 9 février 1801, un texte par lequel la France se voit confirmer sa souveraineté sur la rive gauche du Rhin et sa prépondérance en Italie du Nord, à l'exception de Venise.

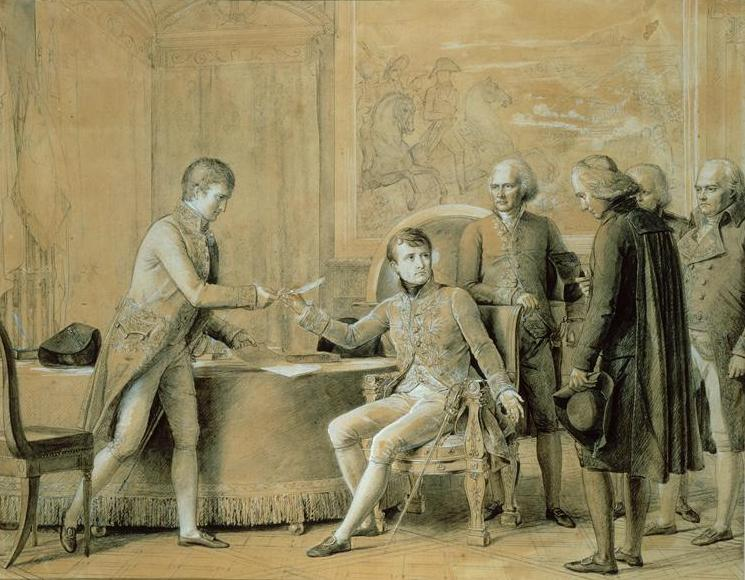
Joseph Bonaparte (à gauche) lors de la signature du Concordat, en 1801.

Après quelques mois de repos entre Paris et Mortefontaine, Joseph Bonaparte est de nouveau sollicité à la fin du mois de juin pour prendre part aux discussions relatives au Concordat, en compagnie du conseiller d'État Emmanuel Crétet. Il y retrouve le cardinal Ercole Consalvi, représentant du Saint-Siège, qu'il avait connu lors de son ambassade à Rome. Un texte est finalement signé le 15 juillet 1801 à l'hôtel Marbeuf entre les différents représentants, réglant ainsi les rapports entre l'État français et l'Église catholique. Bien qu'il ne soit intervenu que tardivement dans les négociations, son rôle a facilité leur dénouement, comme le confirme Consalvi : « Il n'est personne avec qui on puisse mieux traiter qu'avec lui tant il a de sagesse, de modération, de bonnes intentions. Je dis clairement que si j'avais eu affaire à un autre que lui, l'affaire était rompue irréparablement ».

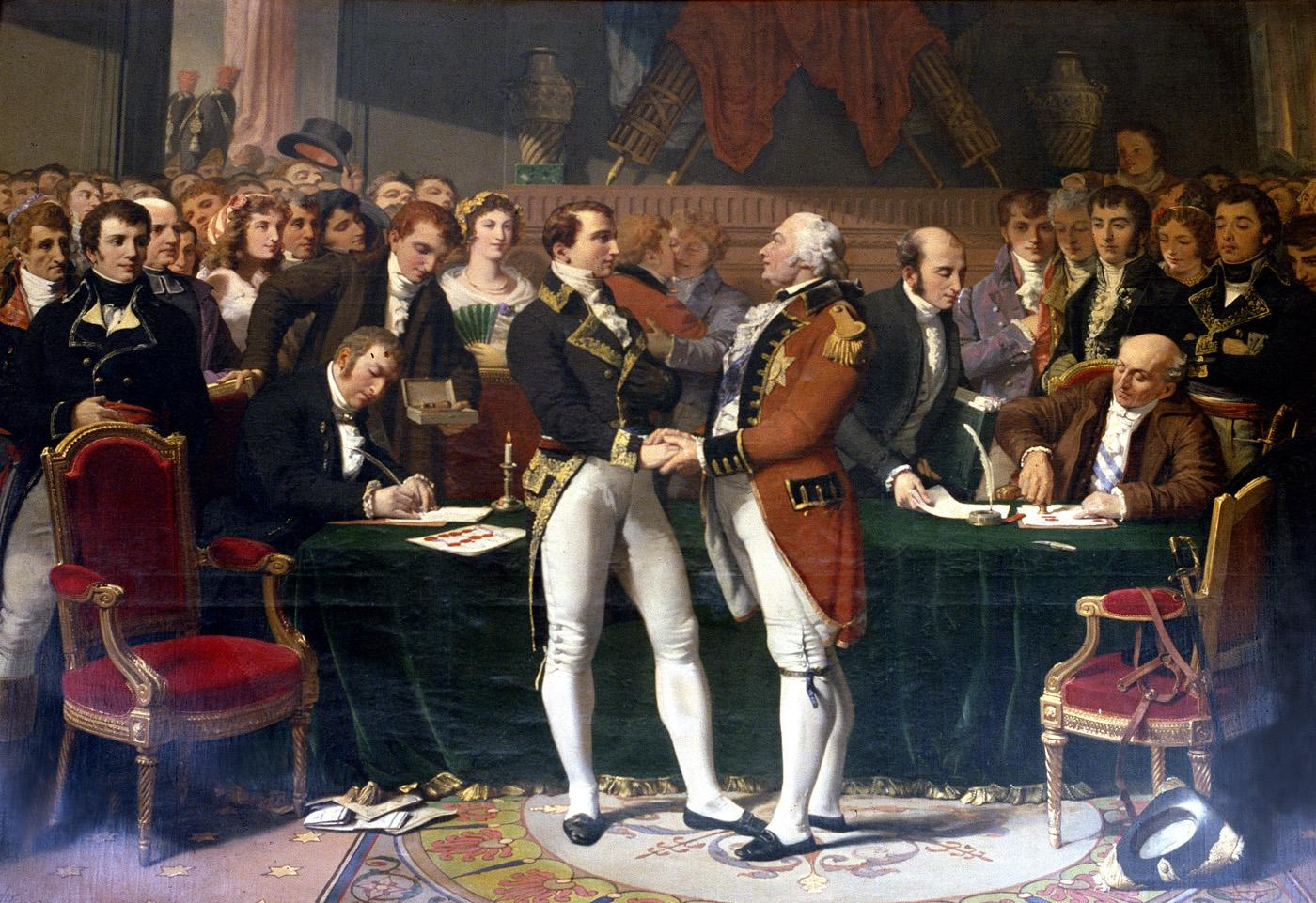
Joseph Bonaparte et Cornwallis lors de la signature de la paix d'Amiens.

Fort de ces différents succès, Joseph Bonaparte est logiquement choisi pour conduire les négociations de paix à Amiens avec l'Angleterre. Ces discussions sont rendues complexes par la présence de plusieurs pays signataires : la France est ainsi associée à l'Espagne, représentée par José Nicolás de Azara, et la République batave, représentée par Rutger Jan Schimmelpenninck, tandis que dans le camp opposé, Charles Cornwallis conduit les négociations pour le Royaume-Uni. Quatre mois après l'ouverture du congrès, un traité est finalement signé le 25 mars 1802. À son retour à Paris, Joseph Bonaparte reçoit un accueil enthousiaste. Napoléon le fait notamment acclamer à l'Opéra et lui octroie successivement de nouvelles fonctions, ainsi que de nouveau grades dans l'armée. Il est nommé sénateur le 4 août suivant, puis intègre le conseil d'administration de la Légion d'honneur. En janvier 1803, il reçoit la sénatorerie de Bruxelles, puis au mois d'avril suivant, un fauteuil dans la classe d'histoire et de littérature ancienne de l'Institut de France. Ces différentes fonctions constituent une source de revenus importants pour Joseph, d'autant plus qu'il peut également compter sur les bénéfices de sa propriété de Mortefontaine et le rendement de ses différentes affaires. Outre les entreprises de la famille Clary, Joseph Bonaparte est alors actionnaire de la société du fournisseur aux armées Jean-Pierre Collot, de la compagnie d'exploitation de plusieurs canaux à péage en Provence et Languedoc, de la Banque de France ou encore de la société chargée de la construction de trois nouveaux ponts sur la Seine à Paris. À cela doivent s'ajouter les différentes gratifications directement octroyées par le Premier Consul en récompense de ses services diplomatiques, si bien que Joseph Bonaparte parvient à une aisance financière considérable à cette époque.
Pour autant, une certaine tension naît dans les rapports qu'il entretient avec son frère. Si l'amitié qui les lie est toujours aussi forte, la question de la succession de Napoléon après l'adoption du consulat à vie est au cœur du débat. Sans révéler publiquement son ambition, Joseph Bonaparte se considère alors comme le successeur naturel du Premier Consul. L'un de ses amis affirme notamment que « sous une feinte de modération, sous une nullité apparente, [il] cachait une âme ardente et une ambition démesurée ». Sur le plan politique, il critique parfois les décisions prises par Napoléon, comme lorsqu'il proteste contre la déportation des Jacobins après l'attentat de la rue Saint-Nicaise ou qu'il intervient en faveur de son beau-frère Jean Baptiste Bernadotte mis en disgrâce lors du complot des libelles. Il refuse également de devenir président de la République italienne, de même que le poste de chancelier du Sénat.
Alors que la proclamation de l'Empire apparaît de plus en plus certaine, Napoléon incite Joseph à embrasser la carrière militaire, condition nécessaire selon lui pour prétendre à l'héritage du trône. En avril 1804, ce dernier est donc nommé colonel commandant le 4e régiment d'Infanterie de ligne en garnison au camp de Saint-Omer, dans la perspective d'une invasion de l'Angleterre. Au mois d'août suivant, il est promu au grade de général de brigade. L'Empire est finalement proclamé le 18 mai 1804, et la question de l'hérédité est fixée par un sénatus-consulte. Si Joseph Bonaparte intègre bien la liste des prétendants à la succession de l'empereur, avec la qualité de prince français, il y figure après la descendance directe ou adoptive de Napoléon.

### Son Altesse Impériale le prince Joseph, grand électeur de l'Empire (1804-1806)
La nouvelle constitution de l'Empire crée six grandes dignités dont celle de grand électeur qui est attribuée à Joseph Bonaparte. Ce titre, avant tout honorifique, est relevé d'un certain nombre de fonctions. Il donne accès au Conseil d'État, au Sénat, au Conseil privé de l'empereur, à son Grand Conseil, ainsi qu'au Grand Conseil de la Légion d'honneur. Joseph Bonaparte est ainsi chargé de présider le Sénat lorsque celui-ci procède aux nominations des sénateurs, des législateurs, des tribuns et des hauts magistrats. Parmi ses autres missions, il peut également convoquer les collèges électoraux de département et les assemblées de canton, recevoir leur serment et présenter leurs réclamations à l'empereur. En tant que grand électeur, son traitement annuel est fixé à 333 333 francs, auxquels il faut ajouter 1 million de francs comme prince français, ainsi qu'une gratification de premier établissement de 300 000 francs. Il reçoit enfin le palais du Petit Luxembourg.

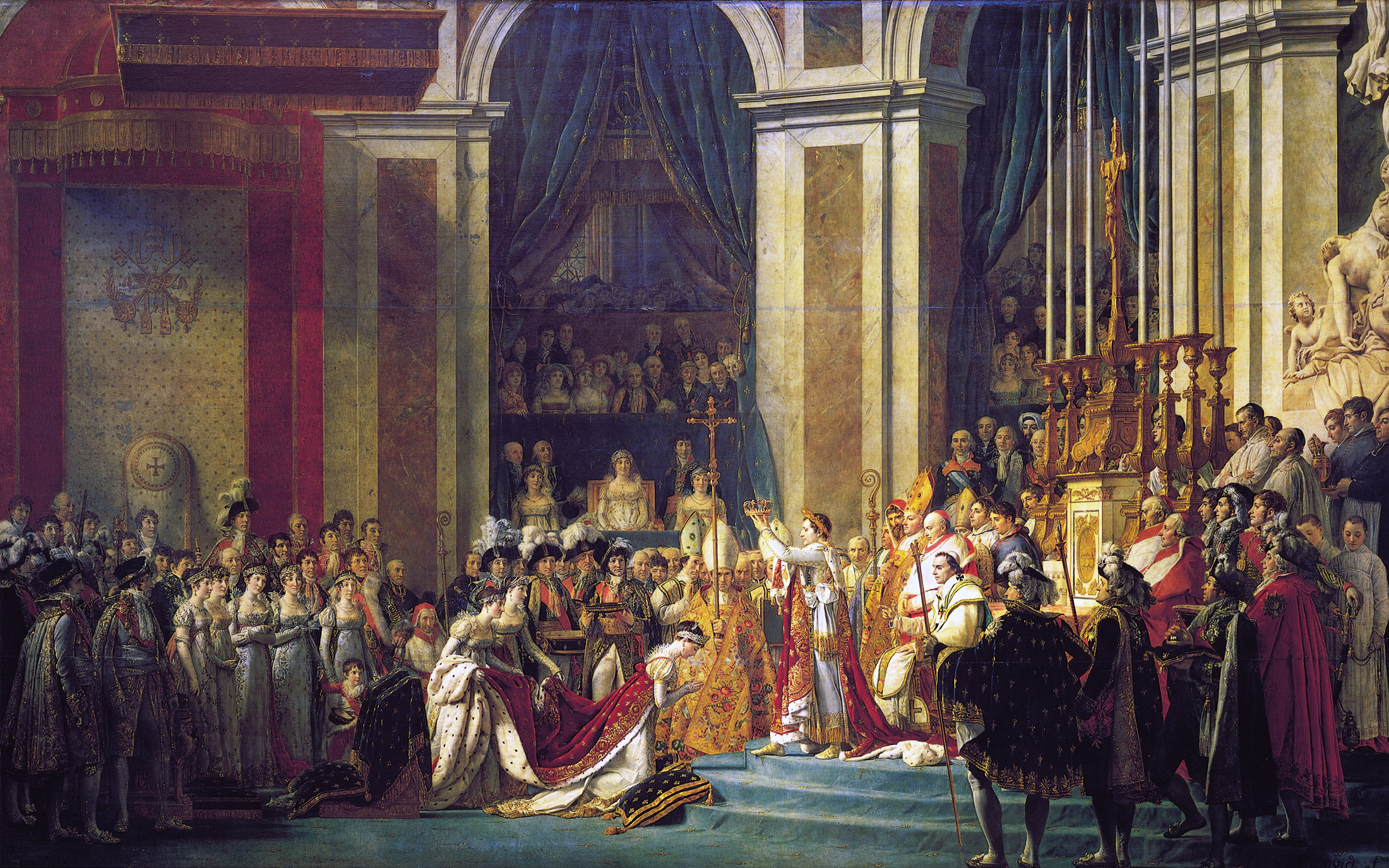
Le Sacre de Napoléon.

Le grand électeur de l'Empire s'entoure également d'une maison composée d'un premier chambellan, d'un chambellan, d'un premier écuyer, d'un écuyer cavalcadour, d'un secrétaire des commandements, d'un aumônier, d'un bibliothécaire et d'un intendant. Cette situation pourtant favorable est loin de satisfaire le frère de l'empereur. Le faste qui entoure sa nouvelle fonction l'incommode, ce qui le pousse à refuser le costume de grand électeur dessiné pour lui, tout comme il demande à ses proches de ne pas utiliser le prédicat de Monseigneur pour s'adresser à lui. Plus encore, il désapprouve le protocole prévu pour le sacre de l'empereur, le 2 décembre 1804, qui laisse selon lui la part belle au jeune Napoléon-Charles, fils de Louis Bonaparte et pressenti pour être adopté par Napoléon en vue d'en faire l'héritier direct du trône. La reproduction officielle de l'événement par le peintre Jacques-Louis David accentue son ressentiment : Joseph Bonaparte et son frère Louis sont rejetés dans le coin gauche de la toile tandis que Napoléon-Charles, en bonne lumière et tenant la main de sa mère Hortense, fait pendant au pape. Cette composition tend à confirmer que c'est bien le jeune enfant qui figure comme l'héritier présomptif de Napoléon Ier.
Au début de l'année 1805, Joseph Bonaparte refuse le trône d'Italie que lui propose l'empereur. En avril, il entreprend une tournée en Belgique afin de présider le collège électoral de Bruxelles et d'inspecter les nouveaux départements français. Le mois suivant, il retrouve son régiment au camp de Saint-Omer. Le 23 septembre 1805, un ordre de service est rédigé pour confier à Joseph la responsabilité du gouvernement en l'absence de son frère, parti rejoindre son armée pour mener les guerres de la troisième coalition. C'est donc lui qui assure la présidence du Conseil des ministres chaque mercredi, de même que certaines séances exceptionnelles du Sénat. Pour autant, Joseph Bonaparte ne dispose pas d'un blanc-seing à la tête de l'État : l'archichancelier Cambacérès, en relation quotidienne avec l'empereur, est chargé des questions administratives et de la présidence du Conseil d'État. Si sur le plan protocolaire, Joseph Bonaparte est le deuxième homme de l'État, c'est bien Cambacérès qui est alors « plus qu'un numéro deux, moins qu'un numéro un ». Les responsabilités confiées aux deux hommes s'avèrent finalement limitées : tout est organisé pour que l'empereur, bien qu'absent, conserve une vue globale de la situation au sein de l'Empire lui permettant de prendre seul ses décisions.
Napoléon se montre plutôt satisfait du travail mené par son frère pendant cette période de « quasi-régence », notamment en raison des mesures efficaces qu'il a prises dans sa gestion de la crise financière et du scandale liés à l'affaire des Négociants réunis,. Leurs vues divergent cependant sur la politique extérieure du pays : partisan de la paix, Joseph Bonaparte se dit prêt à assumer la succession de l'empereur s'il devait lui arriver un malheur. Il s'en ouvre d'ailleurs librement à l'ambassadeur de Prusse, Girolamo Lucchesini. Ces confidences de Joseph sont mentionnées dans les dépêches que transmet le diplomate à Berlin, provoquant la colère de Napoléon.

### La conquête de Naples

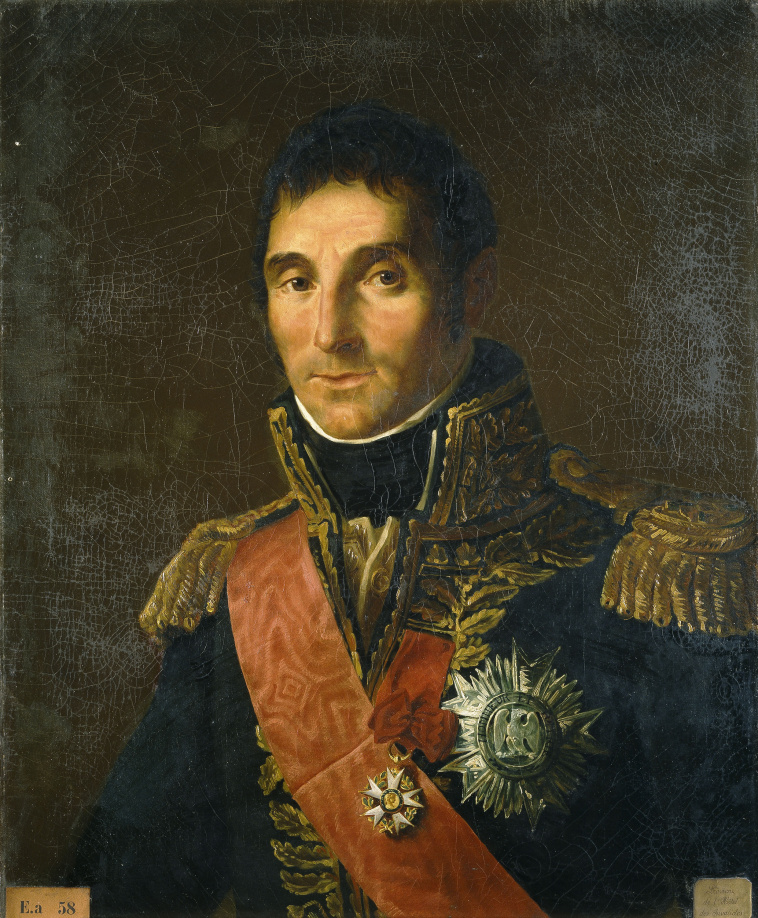
Le maréchal Masséna soutient Joseph à la tête de l'armée de Naples.

Le 27 décembre 1805, au lendemain de la signature du traité de paix de Presbourg avec l'Autriche, l'empereur signe un ordre au château de Schönbrunn pour nommer Joseph Bonaparte commandant en chef de l'armée de Naples. Par la même occasion, ce dernier est promu général de division. Napoléon entend ainsi punir le roi Ferdinand IV de son soutien à la coalition en s'emparant de son royaume.
À la fin du mois de janvier, Joseph installe son quartier général à Albano et reçoit l'aide de plusieurs officiers de renom pour cette campagne, comme le maréchal Masséna et le général Gouvion-Saint-Cyr. L'armée de Naples compte alors 35 000 hommes. Constatant son impuissance face à l'armée française, Ferdinand IV abandonne sa capitale pour se réfugier en Sicile, en laissant la défense de son royaume à un régent. La campagne de Naples est un succès fulgurant pour la Grande Armée. Les unités commandées par Masséna prennent la principale forteresse du royaume, celle de Capoue, le 7 février, tandis que la ville de Naples est livrée sans défense. Les troupes françaises y pénètrent le 14 février et Joseph y fait une entrée solennelle le lendemain. Seules deux villes opposent une certaine résistance : celle de Civitella del Tronto se rend le 20 mai après avoir essuyé plusieurs bombardements, tandis que Gaète, défendue par le prince Louis de Hesse-Philippsthal qui refuse d'obéir à l'ordre de se rendre, soutient un siège de près de cinq mois.
Dès son entrée à Naples, Joseph Bonaparte en organise l'occupation. D'abord nommé gouverneur général du royaume, il compose un ministère provisoire regroupant une partie de ses proches, tout en intégrant plusieurs personnalités napolitaines dont il obtient le ralliement. Le duc de Gallo, ancien vice-roi de Sicile, est ainsi nommé aux Affaires Étrangères. Accusé de faire venir un trop grand nombre de Français, Joseph impose néanmoins un quota d'autochtones dans les administrations. Par ailleurs, il bénéficie du soutien des anciens révolutionnaires napolitains de 1799 et fait rentrer d'exil un grand nombre d'entre eux. Devenu roi de Naples et de Sicile par décret impérial le 30 mars 1806, Joseph Bonaparte tâche de se montrer magnanime et de se faire aimer de la population, mais il échoue à rallier la noblesse. Il veut apparaître comme un « roi réformateur et soucieux du bien-être de ses sujets », face à un « Ferdinand IV, peu soucieux du sort de son peuple ».

### Roi de Naples (1806-1808)
« Je veux sur ce trône asseoir un prince de ma Maison, vous d'abord, si cela vous convient ; un autre si cela ne vous convient point. »

— Lettre de Napoléon à Joseph Bonaparte, le 19 janvier 1806

#### La mise en place d'un «système» européen

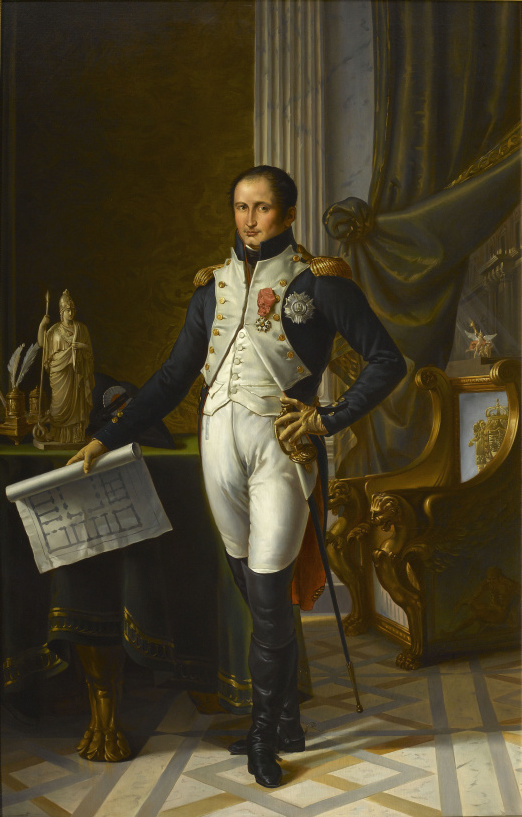
Le roi de Naples représenté par Wicar en 1808.

La nomination de Joseph sur le trône de Naples inaugure la construction du système familial que Napoléon entend placer à la tête de l'Europe. Il veut par ce biais réorganiser l'Europe, « sa dynastie essaimant aux quatre coins du continent pour asseoir, par souverains interposés, la domination française ». Ainsi, dès son avènement, le royaume de Naples intègre « une coalition des alliés de la France dont un des principaux buts était de fermer le continent à l'influence et au commerce britanniques ». Sur le plan géopolitique, la possession de Naples est d'une importance capitale. Elle permet de compléter la domination française sur la péninsule italienne tout en assurant le contrôle des routes maritimes de la Méditerranée et de l'Adriatique, c'est pourquoi Napoléon suit de près la gestion de son frère par l'échange régulier de courriers, d'états ou de rapports entre Paris et Naples, exerçant ainsi une sorte de tutelle sur son royaume. Pour autant, Joseph Bonaparte conserve une certaine marge de manœuvre et peut notamment choisir seul ses ministres. Son gouvernement est définitivement formé à la fin du mois de mai 1806. Ami de longue date, Christophe Saliceti est nommé à la Police, tandis qu'André-François Miot l'est à l'Intérieur et le général Dumas à la Guerre. Les dignitaires napolitains ne sont pas laissés pour compte : le marquis Michel-Ange Cianciulli est nommé à la Justice, le prince Pignatelli-Cerchiara à la Marine ou encore le duc de Cassano-Serra aux Cultes. Les Français occupent cependant des postes clés dans les différentes administrations.
Joseph Bonaparte déploie beaucoup d'énergie pour assurer l'administration de son royaume, ainsi que le présente le général Dumas dans ses souvenirs : « Le roi Joseph, que des observateurs inattentifs et des écrivains malveillants se sont plu à représenter comme un prince uniquement occupé de ses plaisirs, était l'âme de nos travaux ; il s'occupait avec diligence de tous les détails, discutait dans son Conseil d'État sur les diverses matières avec beaucoup de lumières et de précision, et mettait dans l'exécution des mesures arrêtées beaucoup de suite et de fermeté ». La plupart des réformes qu'il engage sont inspirées de celles menées en France par Napoléon. Outre la refonte complète de la fiscalité napolitaine, Joseph Bonaparte s'attache à la réorganisation administrative et territoriale de l'État : son royaume est divisé en treize provinces gérées par un intendant et en quarante-deux districts dirigés par un sous-intendant. Les communes sont également regroupées en circonscriptions judiciaires dépendant d'une nouvelle Cour de cassation. Comme en France, il décide de la création d'un certain nombre d'institutions telles qu'un Conseil d'État ou une Cour des comptes. Des légions de gendarmerie et des commissariats de police sont créés dans tous le royaume, de même que des organismes de bienfaisance, des hôpitaux, des orphelinats ou encore un collège public par province. Sur le plan législatif, Joseph Bonaparte proclame l'abolition de la féodalité le 2 août 1806 et fait rédiger un nouveau code de lois directement inspiré du Code civil promulgué en France en 1804, tout en l'adaptant aux spécificités locales. Ce travail considérable ne s'achève qu'après le départ de Joseph pour l'Espagne, mais c'est bien lui qui, le 22 juin 1808, se trouvant alors à Bayonne, décrète l'entrée en vigueur du nouveau code napolitain pour le 1er janvier suivant.

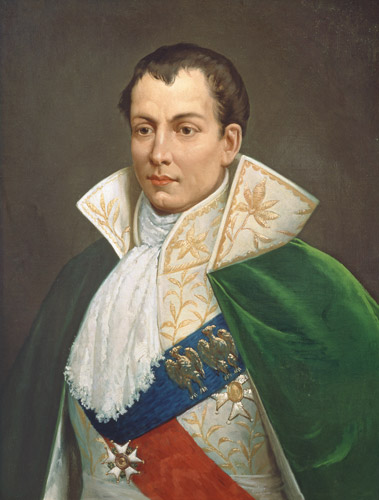
Portrait du roi de Naples par Luigi Toro.

Sur le plan militaire, l'armée napolitaine est elle aussi réorganisée selon le modèle français. Des écoles militaires et de nouveaux casernements sont créés, de même qu'une garde provinciale, inspirée de la Garde nationale et chargée du maintien de l'ordre et de la surveillance des bâtiments officiels. Une garde civique, directement placée sous les ordres de Christophe Saliceti, opère dans la ville de Naples, tandis que dès le mois d'août 1806, une garde royale est instaurée. Formée de deux régiments d'infanterie, d'un régiment de cavalerie, de deux compagnies d'artillerie et d'une compagnie de gendarmes d'élite, elle est commandée par les généraux Mathieu et Saligny.
Bien que très occupé à mettre en place ses différentes réformes, Joseph Bonaparte n'oublie pas pour autant les habitudes d'une vie luxueuse et s'attache à ce que la vie de cour à Naples soit des plus brillantes. Son goût pour le théâtre et la musique le conduit à prendre à son service l'acteur Larive, chargé de mettre en scène les pièces classiques françaises les plus renommées, ainsi que le compositeur Giovanni Paisiello, auteur de la messe du sacre de Napoléon. Par ailleurs, Joseph Bonaparte soutient financièrement les musiciens napolitains les plus célèbres de leur époque comme Gaetano Rossi et Giuseppe Maria Diodati ou encore le poète Vincenzo Monti. À la fin du mois de novembre 1806, il fonde le Collège royal de musique, dirigé par Paisiello et qui permet la création de plusieurs œuvres menées par le chorégraphe Louis Henry et le compositeur Wenzel Robert von Gallenberg. Enfin, Joseph Bonaparte enrichit la collection des musées napolitains par le biais d'œuvres saisies aux partisans du roi déchu Ferdinand IV ou à l'Église catholique, tout comme il rétablit les chasses royales. Toujours dans le but de développer l'instruction publique et la vie culturelle et intellectuelle de son royaume, Joseph Bonaparte refonde l'université napolitaine sur des bases modernes, crée une Société royale de Naples sur le modèle de l'Institut de France, et confie la gestion de l'Académie des arts et dessin au peintre Jean-Baptiste Wicar. L'enseignement primaire est encouragé, de même que la création de maisons d'éducation pour les filles. Pour assurer la diffusion du savoir, des imprimeries sont installées en province. Enfin, Joseph Bonaparte réorganise les différents chantiers de fouilles archéologiques, comme ceux de Paestum et de Pompéi.
Cette politique produit ses effets et le roi parvient à rattacher la plupart des notables napolitains à son régime : « Il ne s'offrit jamais à un conquérant ou à un roi nouveau de plus favorables occasions de s'affermir dans le pouvoir, que celles qui s'offrirent à Joseph Bonaparte à Naples : avoir les principales classes de la société, les nobles, les savants, les riches de la nation, dévoués à sa cause était une circonstance rare ».

#### Une lente pacification

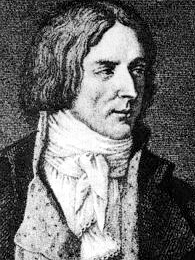
Christophe Saliceti organise la police napolitaine.

Dès l'avènement de son règne, Joseph Bonaparte doit affronter un certain nombre de difficultés. D'une part, les souverains déchus ayant ruiné le trésor du royaume avant leur fuite, la situation financière napolitaine est critique. Joseph refuse pourtant de faire peser le financement des réformes et le paiement des troupes uniquement sur la levée d'un impôt exceptionnel. Il privilégie ainsi l'emprunt. Il n'en demeure pas moins que le budget du nouveau gouvernement se trouve largement déficitaire.
D'autre part, la pacification du royaume est difficilement assurée. Après son entrée dans Naples, Joseph Bonaparte doit encore conquérir la partie sud de son territoire. Un corps commandé par le général Reynier s'en assure et gagne la Calabre dès le début du mois de mars 1806. La Sicile reste néanmoins sous l'emprise de l'ennemi qui reçoit le soutien de la flotte anglaise pour assurer la défense du détroit de Messine. La guerre demeure en « toile de fond » de son règne. Joseph Bonaparte doit donc constamment maintenir une forte pression répressive face aux complots et aux révoltes qui agitent son royaume. Dès les premiers temps de l'occupation française, des bandes de partisans de Ferdinand IV se soulèvent dans les campagnes, dont celle menée par Fra Diavolo. Le 11 mai, un corps de 2 000 soldats britanniques commandés par l'amiral Sidney Smith s'installe sur l'île de Capri, où ils demeurent jusqu'en octobre 1808. Plusieurs débarquements ennemis ont lieu, dont celui du général Stuart dans le golfe de Sainte-Euphémie qui défait les troupes françaises lors de la bataille de Maida, conduisant à l'occupation temporaire des villes de Reggio de Calabre et de Scilla. Bien que Masséna rétablisse la situation en faveur des français, l'échec de Maida connaît un fort retentissement et la Calabre est dès lors secouée par de nombreuses insurrections. La répression menée par Joseph Bonaparte est d'une grande sévérité : les condamnations et les exécutions se multiplient sur tout le territoire. Comme le confirme l'historien Jacques Rambaud, le nouveau roi de Naples prend volontiers exemple sur son frère : « si l'empereur réitère, avec un calme effrayant, les ordres les plus rigoureux, Joseph n'y oppose point la mansuétude qu'on lui prête : c'est bien un Bonaparte ».
La vie de Joseph Bonaparte est plusieurs fois menacée. Ministre de la Police, Christophe Saliceti met en place une surveillance renforcée et applique les mêmes méthodes que Joseph Fouché à Paris en instaurant des arrestations par mesure de haute police, c'est-à-dire sans procédure judiciaire, tout en interdisant la possession des armes. Le pêche en mer la nuit est elle aussi interdite, de même que la tenue de réunions publiques sans autorisation officielle. Des tribunaux d'exception sont créés avec exécution dans les vingt-quatre heures si la peine de mort est prononcée. Pour la seule année 1806, le tribunal exceptionnel de Naples inculpe 3 121 personnes et prononce 16 condamnations à mort, dont celle de Fra Diavolo. Cette politique répressive permet de déjouer de nombreux complots visant à attenter à la vie du nouveau souverain.
Les relations entre le roi Joseph et l'Église sont elles aussi difficiles. L'abolition de la féodalité soulève un vent d'inquiétude au sein du clergé, tout comme le pillage et la profanation de nombreux édifices par les troupes françaises. L'archevêque de Naples Luigi Ruffo-Scilla refuse notamment de prêter serment au nouveau souverain et est exilé à Rome. Bien que Joseph Bonaparte ait permis la restitution de nombreux objets volés par ses soldats, décidé la prise en charge du traitement des hommes d'Église par l'État ou encore financé à ses frais la restauration de l'abbaye du Mont-Cassin, la confiance entre le clergé et le nouveau régime est en grande partie rompue.

### Roi d'Espagne (1808-1813)

#### El rey intruso

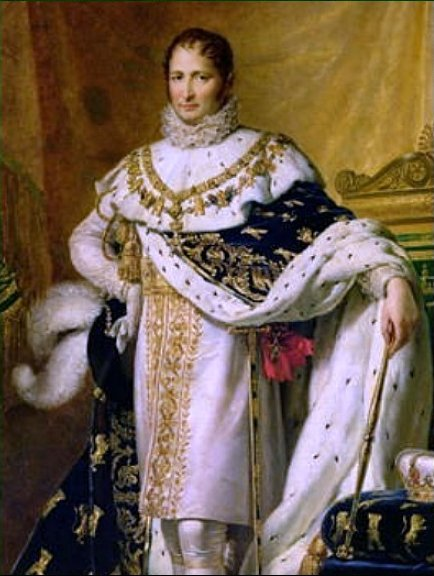
Le roi Joseph par François Gérard, en 1808.

Le 10 mai 1808, Joseph Bonaparte reçoit une lettre de l'empereur qui l'informe de son avènement sur le trône d'Espagne. Charles IV et son fils Ferdinand ont en effet abdiqué quelques jours plus tôt à Bayonne au terme d'une crise sans précédent. Par ailleurs, ses deux frères Louis et Jérôme ont refusé la couronne. Après avoir confié le gouvernement de son royaume de Naples à Pierre-Louis Roederer, Joseph Bonaparte quitte sa capitale le 23 mai et rejoint finalement Bayonne le 7 juin suivant. Officiellement roi d'Espagne depuis le 4, il rencontre ses nouveaux sujets parmi les différents représentants espagnols présents en cette ville. Une nouvelle constitution, influencée fortement par Napoléon lui-même, est alors rédigée par l'assemblée des Cortes, qui n'avaient plus été réunis depuis 1789. Au terme de douze séances de travail à l'évêché de Bayonne, le texte est adopté le 7 juillet et antidaté du 6. Cette nouvelle constitution cherche à concilier les principes napoléoniens et les traditions espagnoles. Si le cadre institutionnel est très proche de celui de l'Empire, doté d'un pouvoir exécutif fort détenu par le roi, entouré de ses ministres et d'un Conseil d'État, l'Ancien Régime n'est pas entièrement aboli. Le Code civil n'est pas introduit en Espagne et certains privilèges électoraux ou fiscaux sont maintenus. Si l'Inquisition est supprimée, le catholicisme est toujours reconnu comme religion d'État. Joseph Bonaparte, qui choisit de régner sous le nom de Joseph-Napoléon Ier, prête serment devant les Cortes de Bayonne et devant le plus haut dignitaire religieux présent, l'archevêque de Burgos Manuel Cid y Monroy. Comme le prévoit la constitution, le roi s'entoure de neuf ministères et d'un secrétariat d'État, à la tête desquels Joseph Bonaparte ne place que d'anciens serviteurs des Bourbons.

Le monogramme royal de Joseph.

Le roi Joseph-Napoléon Ier fait son entrée en Espagne le 9 juillet et doit très vite constater son impopularité. Il est considéré dès le début de son règne comme « el rey intruso », un roi intrus car étranger. Après l'insurrection du 2 mai à Madrid contre l'occupation de la ville par les Français, des troubles ont en effet éclaté dans tout le pays. Les responsables municipaux de Móstoles ont rédigé une pétition appelant au soulèvement général, tandis que des juntes insurrectionnelles se forment dans la plupart des grandes villes, comme à Oviedo, Valence ou encore Séville. Ces troubles sont alimentés principalement par les membres du clergé, qui présentent Bonaparte comme l'« Antéchrist ». Selon l'historien Richard Hocquellet, entre 25 et 40 % des membres des juntes qui se forment sont des ecclésiastiques. De même, les individus soupçonnés d'accepter ou de soutenir la présence française, qu'on nomme alors des afrancesados, sont parfois exécutés sommairement. Joseph Bonaparte est ainsi victime d'une campagne de dénigrement et ce avant même sa prise de fonction. Il est affublé d'un certain nombre de sobriquets péjoratifs ou de caricatures, le présentant parfois en diable, en satyre, en bossu obèse ou en ivrogne, ce qui le touche personnellement. Cette cabale frappe l'opinion qui prend généralement parti contre lui comme le confie le général Bigarré : « On ne saurait croire combien cette odieuse caricature indisposa le peuple contre le nouveau roi. Dans les campagnes, il était impossible de détruire l'impression qu'elle avait faite, et dans les villes où le roi passait, les moines et les prêtres avaient l'impudence de soutenir à la populace que ce n'était pas lui, et ces malheureux le croyaient ».
Joseph Bonaparte ne peut cacher son inquiétude à Napoléon, qui tente en vain de le rassurer. La répression souvent disproportionnée de l'armée française face aux actes de violence commis contre le nouveau régime accentue elle aussi les tensions. Lors de l'entrée solennelle du nouveau souverain à Madrid le 20 juillet 1808, les rues sont presque désertes, en guise de protestation. Il constate également qu'une partie de ceux qui lui ont prêté serment à Bayonne ont déjà rejoint le camp des insurgés. Le désastre français de la bataille de Bailén, qui constitue le premier échec de grande ampleur des armées napoléoniennes, renforce la détermination des factieux, soutenus depuis le départ par les troupes anglaises. Dès lors, l'armée française est repoussée dans chaque région qu'elle occupe. Le 31 juillet, Joseph Bonaparte, qui n'a pas assez d'hommes à sa disposition pour défendre Madrid, prend la décision d'évacuer la capitale. Il rejoint d'abord la région de Burgos, défendue par le corps d'armée du maréchal Bessières avant d'être repoussé vers Miranda de Ebro, Logroño et enfin Vitoria-Gasteiz chez le marquis de Montehermoso. Madrid est occupée par les troupes du général Castaños et une junte centrale suprême de gouvernement proclame Ferdinand VII, en exil à Valençay, roi d'Espagne le 25 septembre.

#### Deuxième entrée à Madrid et nouvelles difficultés pour régner

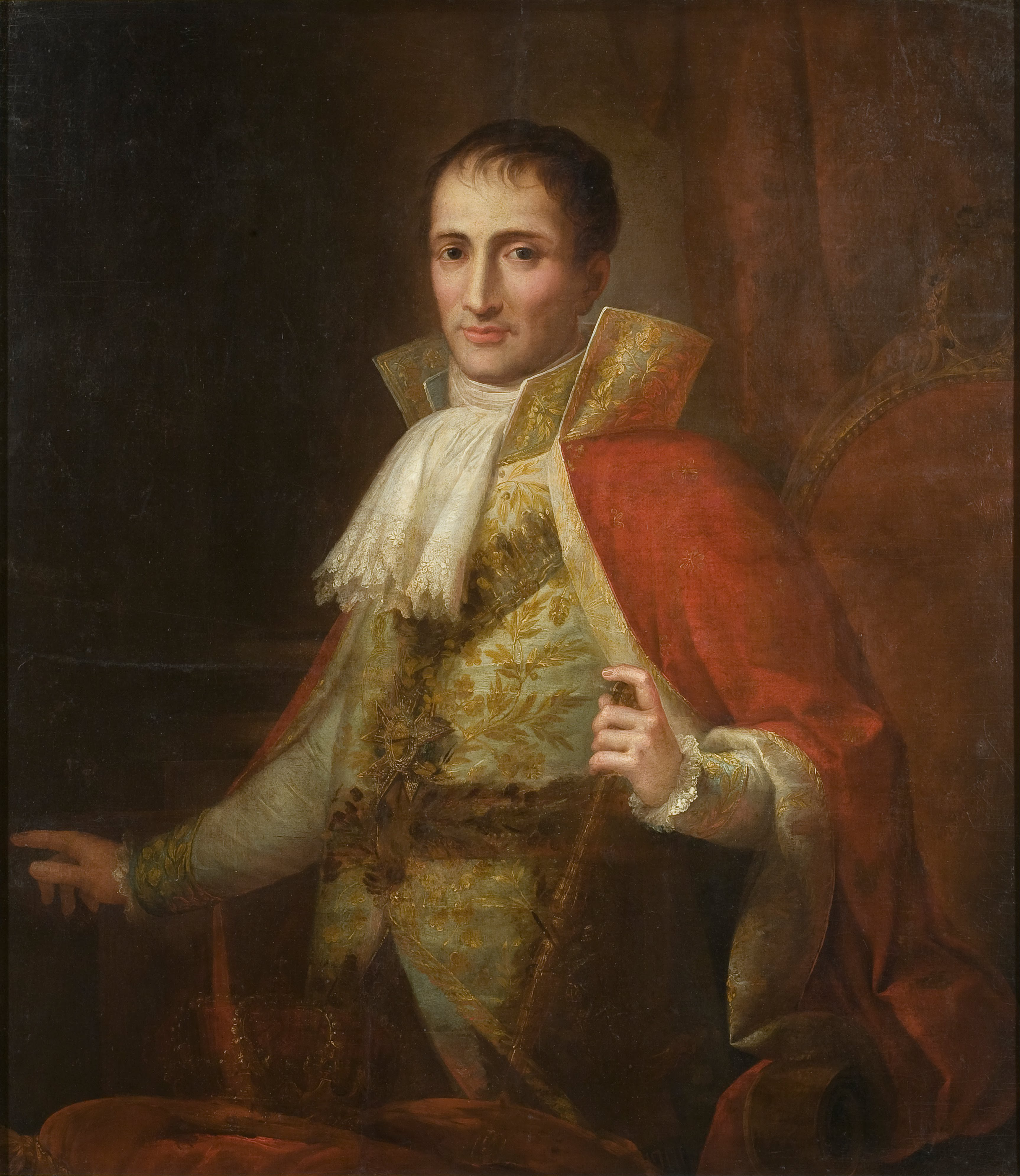
Portrait par Joseph Flaugier, en 1809 (Musée national d'Art de Catalogne).

Pour rétablir la situation, l'empereur Napoléon Ier s'engage personnellement en prenant la tête de son armée le 7 novembre 1808. Les troupes espagnoles, soutenues par le corps expéditionnaire anglais du général Moore, reculent rapidement et Madrid est reprise le 4 décembre. Pour autant, Joseph Bonaparte est tenu à l'écart de la capitale où une répression sévère s'engage, et c'est Napoléon lui-même, sous sa propre signature, qui prend les premières mesures pour affermir le pouvoir de son frère. Selon Thierry Lentz, c'est une façon pour l'empereur de « donner à tous une leçon de méthode : leçon policière et de puissance aux insurgés qu'il méprisait, leçon politique à Joseph et son entourage, enclins à négocier pour pacifier ». Blessé d'avoir été ainsi détaché du pouvoir, Joseph Bonaparte remet sa démission à son frère, mais n'obtient aucune réponse en retour. Cette situation, humiliante pour Joseph, s'éternise, et le roi n'est autorisé à rentrer dans sa capitale qu'un mois et demi après sa libération, le 22 janvier 1809.
L'accueil qui lui est réservé est assez terne, comme le rapporte son écuyer Stanislas de Girardin : « L'enthousiasme ne s'est fait remarquer nulle part, et le mécontentement ne s'est montré dans aucune des parties de la ville ; la neutralité s'est maintenue avec exactitude, et c'est ce que l'on pouvait attendre de mieux dans la situation des esprits ». Comme à Naples quelques années plus tôt, Joseph Bonaparte cherche alors à séduire son peuple en prenant des mesures qui tendent à prouver son attachement à l'Espagne et son « hispanité » : les généraux de l'armée française sont tenus à l'écart des réceptions officielles, les anciennes armoiries sont maintenues (bien qu'en y ajoutant une aigle) et les corridas sont rétablies. De même, il s'applique à maîtriser le castillan de manière à présider les conseils dans cette langue. Pour apaiser les tensions avec le clergé, l'abbé Llorente, ancien secrétaire de l'Inquisition, est nommé aumônier du roi et admis au Conseil d'État, tandis que Joseph Bonaparte s'attache à paraître comme un catholique fervent, assistant à la messe chaque matin. Pour autant, la fermeture de nombreux couvents, souvent pour des raisons économiques, de même que les pillages d'églises et les exécutions de prêtres et de moines commises par les armées napoléoniennes, renforcent la rébellion.
Dans les premiers mois qui suivent son retour, le roi contrôle Madrid et sa région, mais ne peut administrer le pays tout entier en raison des foyers de résistance qui persistent. Il renforce l'organisation du gouvernement central, appuyé en cela par son secrétaire d'État Mariano Luis de Urquijo. Le Conseil d'État, installé au sein même du palais royal, se réunit en séance plénière trois fois par mois pour accélérer le travail législatif qui s'avère finalement peu efficace tout au long de la durée du règne, en raison notamment du manque d'hommes pour organiser l'administration à travers le pays. Ceci explique parfois la lenteur de certaines réformes : à titre d'exemple, la création de treize tribunaux d'appel, décrétée à la fin de l'année 1810, n'est promulguée qu'en juin 1812. Pour essayer d'élargir le cercle de ses partisans, Joseph Bonaparte cherche alors à répandre la franc-maçonnerie en Espagne : la Grande Loge de toutes les Espagnes est fondée en octobre 1809, de même que le Suprême Conseil en juillet 1811. Confrontées à l'hostilité de l'Église puis supplantées par le Grand Orient de France y compris dans les régions que le roi contrôle, les loges instiguées par Joseph Bonaparte sont vouées à l'échec. À la tête d'un pays fragmenté, le roi est également desservi par des finances exsangues : l'impossibilité de percevoir l'impôt dans les régions insoumises ainsi que les frais liés à l'entretien des troupes qui poursuivent les combats condamnent toute perspective de redressement. Une politique de réduction des dépenses publiques, en particulier pour la maison du roi, est entreprise, de même que des emprunts forcés dans la région de Madrid ou en Hollande. Les ventes de biens séquestrés et la fonte de l'argenterie saisie comblent péniblement les déficits. Ainsi, pendant ses cinq années de règne, Joseph Bonaparte ne peut entreprendre de réformes pérennes comme il avait pu en réaliser à Naples.

#### Rivalité avec les maréchaux

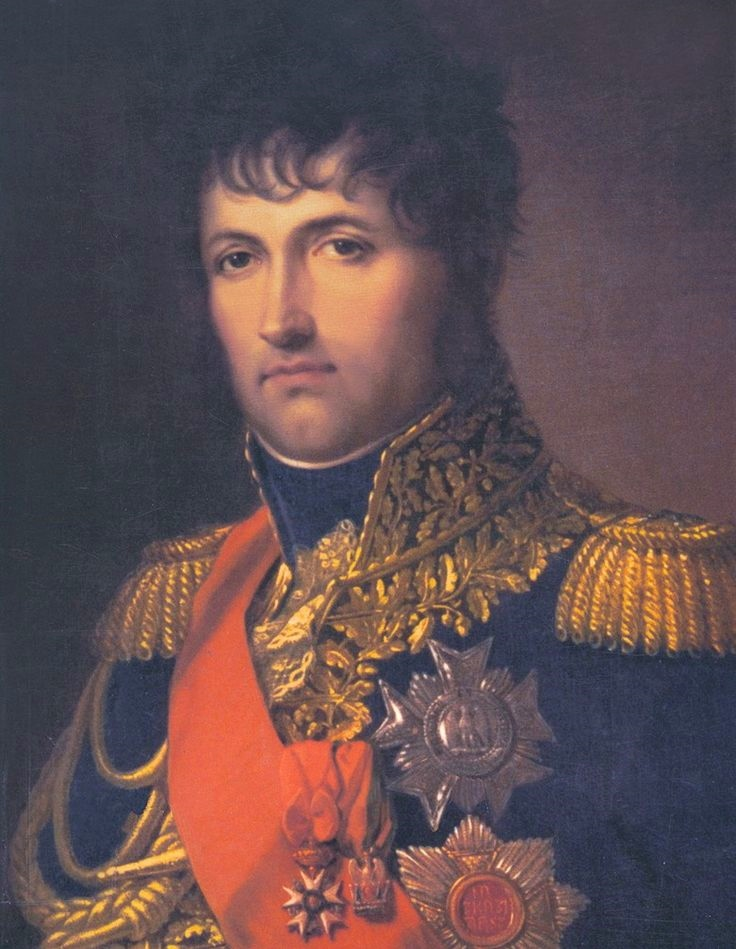
Le maréchal Soult.

Sur le plan militaire, Napoléon refuse de laisser le commandement des armées à son frère, si bien que Joseph est parfois méprisé par les maréchaux à la tête des forces françaises, à commencer par Soult. Le plus souvent, les rapports sur les opérations en cours ou projetées ne lui sont pas transmis. La fuite du corps expéditionnaire anglais après l'intervention de Napoléon fin 1808 n'offre un répit que de courte durée. Dès le 24 janvier suivant, la junte centrale de Séville, qui coordonne l'insurrection espagnole, signe une nouvelle alliance militaire avec l'Angleterre. Un nouveau corps expéditionnaire conduit par le général Arthur Wellesley débarque au Portugal trois mois plus tard. La mésentente au sein de l'état-major français de même que le désintérêt de l'empereur qui tourne ses vues vers le centre et l'est de l'Europe conduisent à une situation d'enlisement de l'armée française dans ce conflit. Au début de l'année 1810, Napoléon accède enfin aux demandes de son frère en l'autorisant à mener une expédition vers l'Andalousie. La campagne, menée tout au long du mois de janvier, est brève et efficace : le roi entre à Séville le 1er février et soumet la plus grande partie de la région. Il prend rapidement des mesures pour y installer de nouveaux fonctionnaires et fait preuve de magnanimité en libérant des prisonniers. Le succès sur l'opinion est manifeste. L'état-major lui déconseille de se tourner vers Cadix, alors sans défense, et l'empereur lui retire le commandement de l'armée du sud au profit de Soult. Ravitaillée par la flotte anglaise, Cadix devient une forteresse imprenable : les Français, incapables de s'en emparer, lèvent son siège deux ans plus tard, en août 1812.

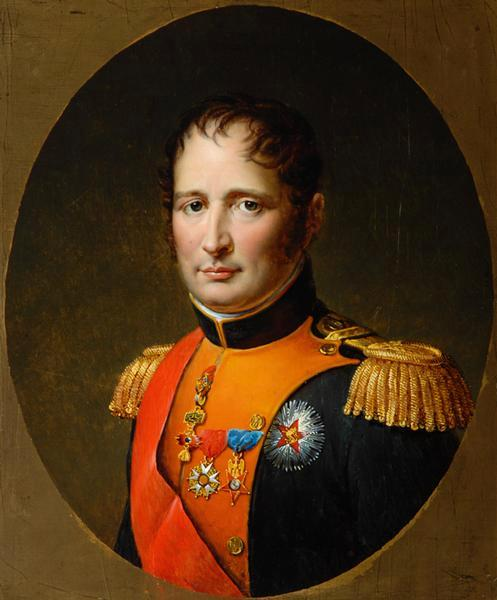
Le roi représenté par François-Joseph Kinson en 1811.

Tandis que Joseph Bonaparte est convaincu que la clémence et les bons traitements sont les seuls moyens de gagner l'opinion et de rallier le peuple espagnol à son régime, Napoléon continue de couvrir les agissements de ses maréchaux et de leurs officiers, n'hésitant pas à tancer le comportement « chevaleresque » de son frère. Découragé devant l'impasse de la situation, le roi est de plus en plus isolé, ainsi que le rapporte son page Abel Hugo : « Nul ne voulait admettre que l'Espagne fût un pays à ménager, l'Espagnol un allié naturel à ramener par de bons traitements, à conquérir par la douceur. Soit ambition, soit cupidité, soit vengeance, la Péninsule leur semblait à tous une proie à dévorer, et ses habitants des brigands à égorger. » À plusieurs reprises, Joseph Bonaparte transmet à l'empereur sa démission, qui continue à la lui refuser. Lors d'un court séjour en France en mai-juin 1811, à l'occasion du baptême de son neveu, le roi de Rome, Joseph Bonaparte pense obtenir des garanties quant au versement d'un prêt mensuel et à sa prise de commandement, mais ces promesses ne seront pas tenues, du moins seulement en partie. Si la fin de l'année 1811 semble favorable aux armées impériales, qui remportent plusieurs succès comme à l'issue du siège de Valence, la division des maréchaux français fragilise une nouvelle fois leur position. De même, le rattachement de la Catalogne à l'Empire au début de l'année 1812,, décidé sans l'accord de Joseph Bonaparte, démontre l'insignifiance de son rôle.

#### La débâcle

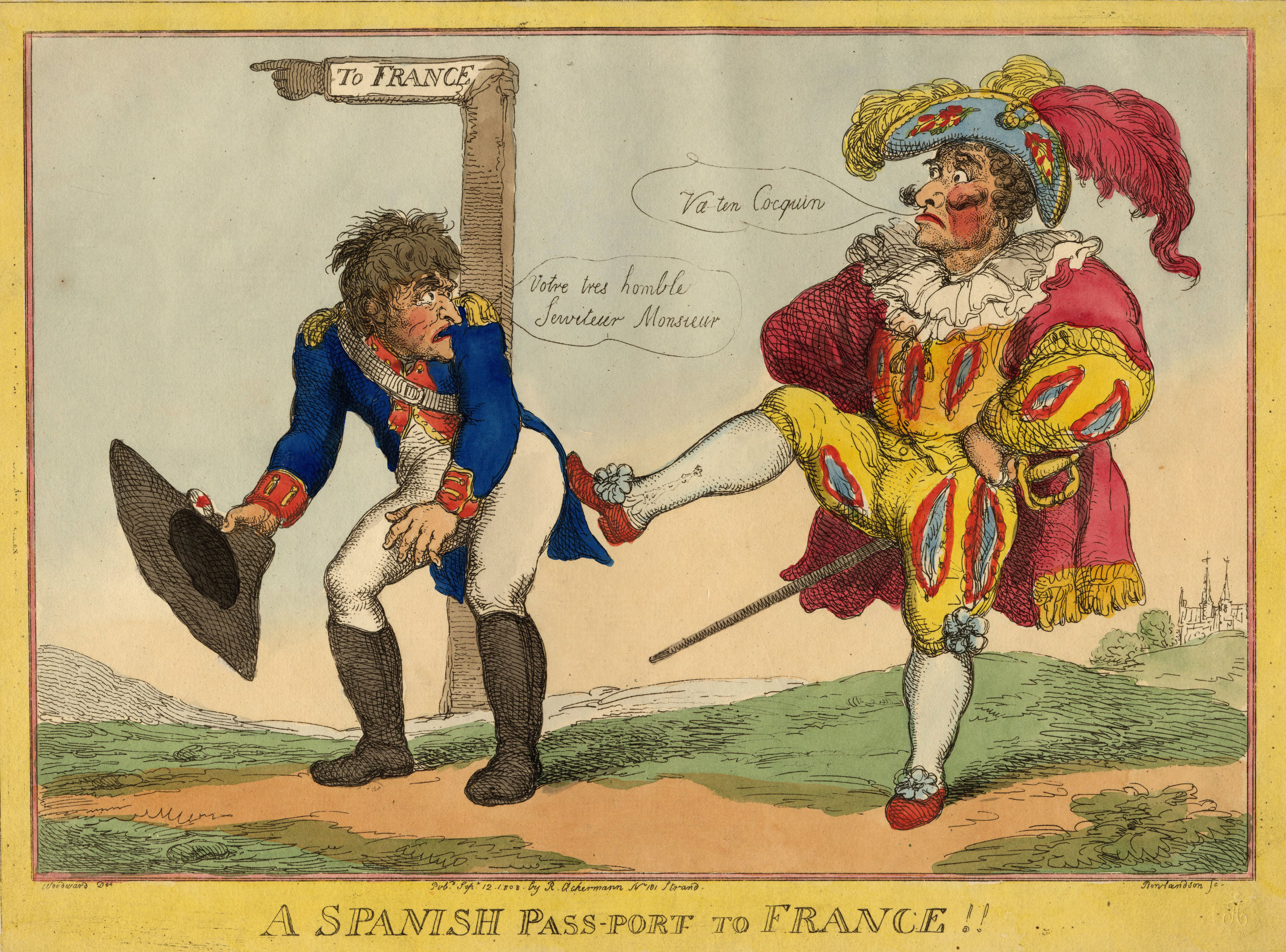
Le roi Joseph chassé par un Espagnol.

Dans l'ouest du pays, les troupes anglaises menées par le duc de Wellington prennent la ville de Ciudad Rodrigo le 25 janvier 1812, puis progressent rapidement. Dans le même temps, l'empereur accepte enfin de placer le commandement général des armées françaises dans les mains de son frère. La décision est prise le 16 mars mais elle tarde à être appliquée en raison du refus des principaux maréchaux de se soumettre aux ordres de Joseph Bonaparte. La désunion profite aux Anglais qui prennent Badajoz le 7 avril, puis Salamanque le 28 juin. Au mois de juillet, la bataille des Arapiles inflige de lourdes pertes à l'armée française du Portugal du maréchal Marmont qui compte près de 7 000 tués et autant de prisonniers. La route de Madrid étant ainsi ouverte, le roi organise son évacuation en direction de Valence, qu'il atteint le 31 août. Les tensions entre Joseph Bonaparte et le reste de l'état-major sont à leur paroxysme, en particulier avec le maréchal Soult qui, se considérant comme le seul homme capable de sauver la situation, intrigue pour discréditer le roi. Repliées sur Saragosse en septembre, les armées napoléoniennes organisent une contre-offensive le mois suivant, tandis que les troupes de Wellington échouent devant Burgos, ce qui permet à Joseph Bonaparte de retrouver sa capitale le 2 novembre. Les Anglais organisent la retraite et sont repoussés vers Ciudad Rodrigo.

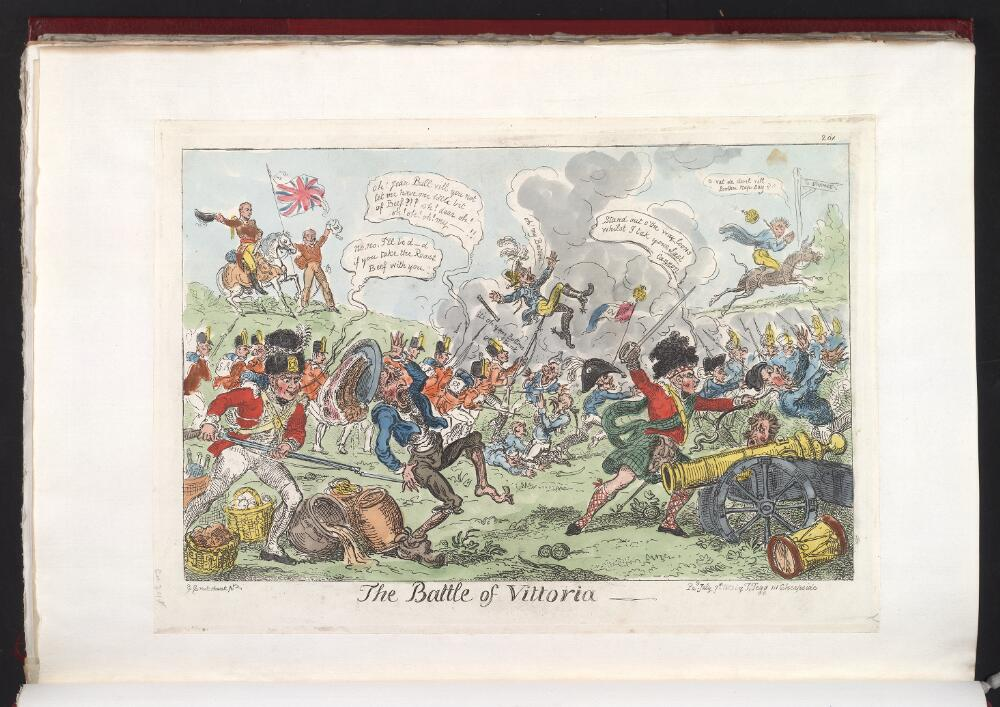
La fuite du roi lors de la bataille de Vitoria.

À Paris, Napoléon rappelle Soult, de nombreux généraux et un effectif de 15 000 hommes pour préparer la campagne d'Allemagne. Affaibli, Joseph Bonaparte se replie vers Valladolid le 23 mars 1813, tandis que les différents corps français reprennent des positions en appui de la chaîne pyrénéenne. Une nouvelle évacuation de Madrid est décidée et achevée le 28 mai suivant. Les troupes britanniques de Wellington, réorganisées et désormais en supériorité numérique, prennent l'initiative des combats. Leur progression est fulgurante, de Salamanque le 26 mai à Burgos le 13 juin. La bataille de Vitoria, le 21 juin, s'avère décisive.
Le jour du combat, les armées napoléoniennes sont mal organisées à la suite d'une série d'erreurs de Joseph Bonaparte ; ce dernier, handicapé par l'indisposition de son chef d'état-major, le maréchal Jourdan, est resté plongé la veille dans une sorte de paralysie et n'a pris que des dispositions relativement secondaires. Face à l'offensive de Wellington, les armées napoléoniennes subissent le feu ennemi, au point que le roi annonce la retraite générale après quelques heures de combat. Dans la confusion générale, il abandonne sa voiture pour se sauver à cheval, échappant de peu aux hussards anglais. De nombreuses munitions et pièces d'artillerie tombent alors entre les mains des Britanniques, de même que la solde de l'armée, le trésor royal, les papiers et les objets personnels de Joseph. Cette déroute marque d'ailleurs la fin de son règne : accablé sur le plan militaire, il franchit la frontière le 28 juin suivant pour installer son quartier général à Saint-Jean-de-Luz.

### Lieutenant général de l'empereur pendant la campagne de France (1814)

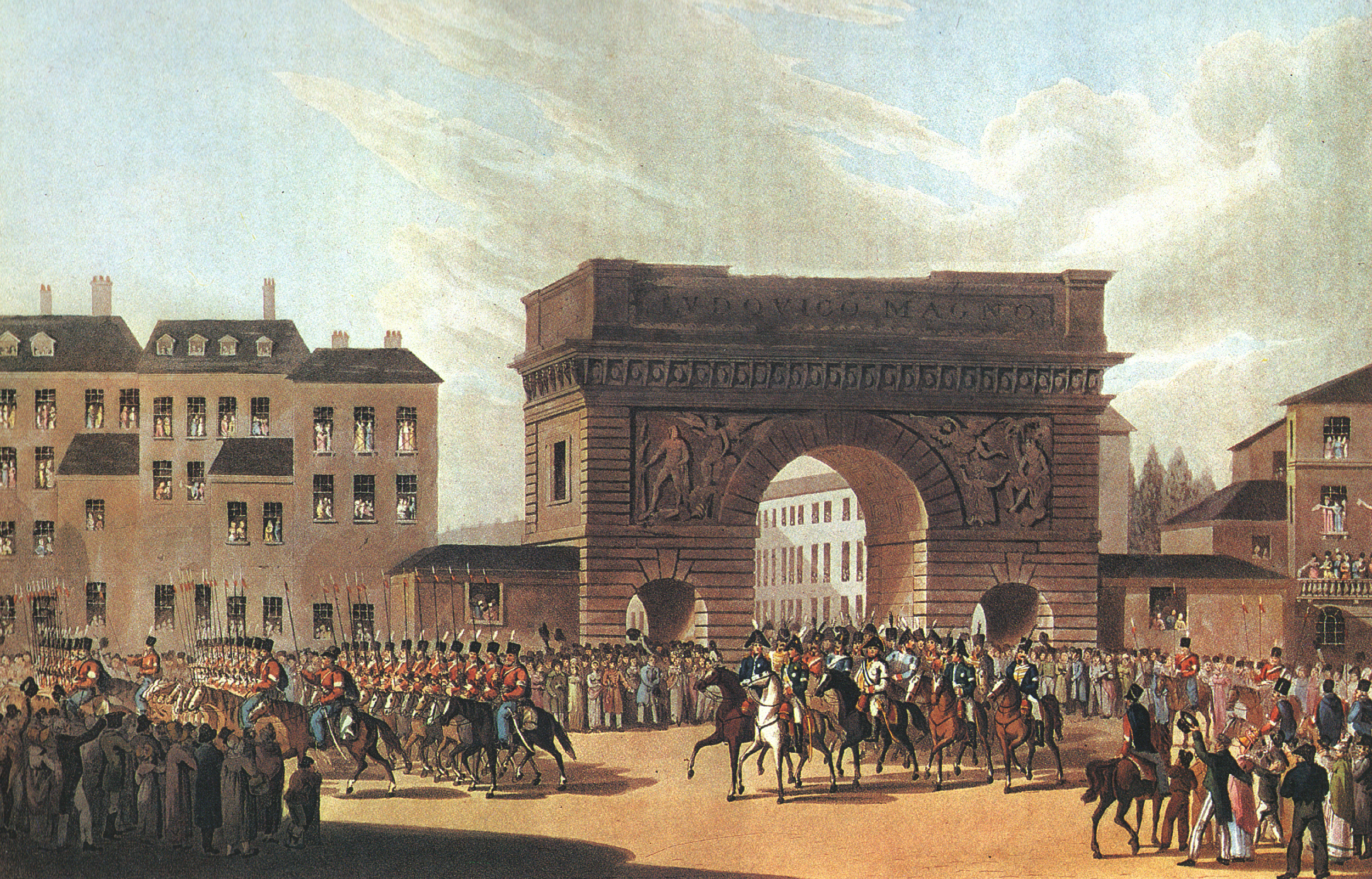
L'armée russe entre à Paris après la capitulation de la ville.

À la fin du mois de juillet 1813, après avoir séjourné pendant quelques jours au château de Poyanne en compagnie d'un détachement de sa garde royale, Joseph Bonaparte est autorisé à rejoindre sa propriété de Mortefontaine, à condition de se tenir éloigné de Paris. Le 11 décembre suivant, Napoléon signe le traité de Valençay avec Ferdinand VII, visant à rétablir ce dernier sur le trône d'Espagne,.
De son côté, Joseph Bonaparte est appelé à de nouvelles fonctions. Au mois de janvier 1814, il devient le conseiller militaire de l'impératrice Marie-Louise d'Autriche, à qui Napoléon confie la régence alors qu'il quitte la capitale pour défendre le territoire français contre l'invasion des puissances coalisées. En plus de son rôle au sein du Conseil de Régence, Joseph est nommé lieutenant général de l'empereur le 28 janvier, avec autorité sur la garde nationale et les troupes de la 1re division militaire de Paris. Après une série de victoires françaises au mois de février, la situation s'inverse. Joseph Bonaparte tente de convaincre Napoléon de signer la paix quelles que soient les conditions, ce qui déplaît fortement à l'empereur. L'ancien roi d'Espagne est même soupçonné d'intriguer pour prendre la place de son frère sur le trône.
Le 21 mars, les troupes françaises sont battues à Arcis-sur-Aube et les armées coalisées convergent vers Paris. Tout en organisant la défense de la capitale, Joseph Bonaparte soumet le 28 mars au Conseil de Régence la question de l'évacuation de l'impératrice et de son fils. Les avis sont partagés mais en prenant appui sur des lettres de Napoléon, qui lui indique qu'il ne souffrirait pas de voir son fils aux mains de l'ennemi, Joseph prend la décision de leur faire quitter la capitale, ce qui lui sera plus tard reproché. Dans le même temps, il fait placarder une proclamation dans les rues de Paris pour exhorter la ville à se défendre. Le 30 mars, les combats s'engagent et la situation tourne rapidement en faveur des coalisés. Il réunit dans l'urgence un conseil formé des ministres Clarke, Daru et Decrès, des généraux Hulin, Mathieu et Strolz, du major Allent et de plusieurs officiers d'état-major. La décision est prise d'autoriser les maréchaux à négocier en vue d'une capitulation, qui est signée dans la nuit du 31 mars 1814. Pendant ce temps, Joseph Bonaparte quitte précipitamment la ville pour rejoindre l'impératrice à Blois, où il arrive le 3 avril.

### Exil en Suisse (1814-1815)

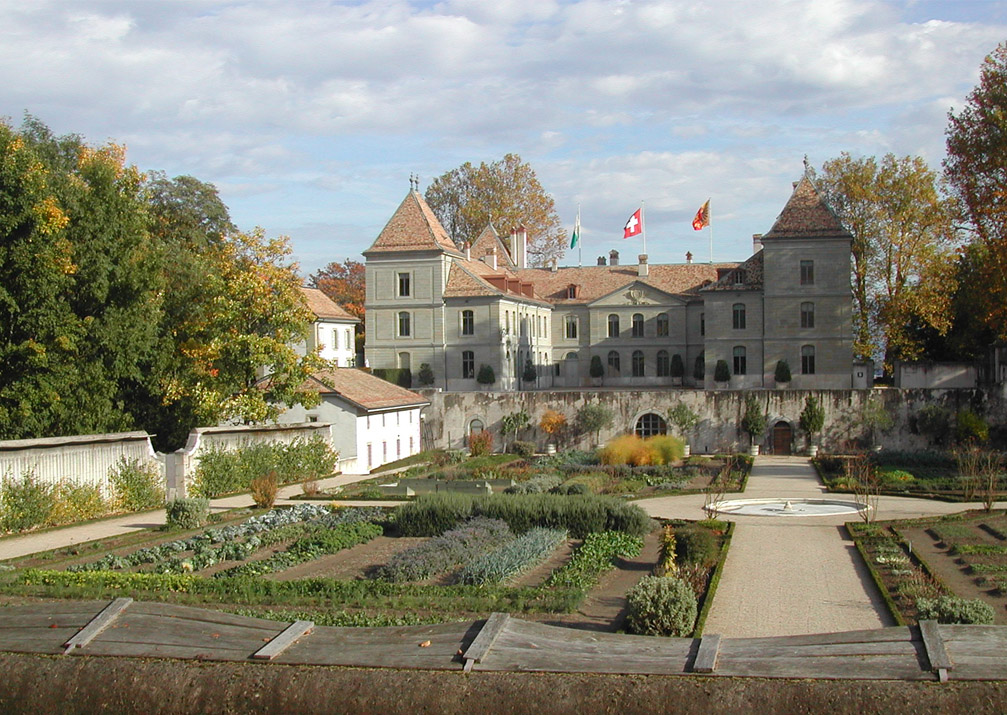
Le château de Prangins devient la propriété de Joseph Bonaparte pendant son séjour en Suisse.

Alors que la nouvelle de l'abdication de l'empereur parvient à Blois le 7 avril, Joseph Bonaparte et son frère Jérôme Bonaparte tentent de convaincre l'impératrice de se replier au sud de la Loire dans le but de poursuivre la lutte et de conserver ainsi son fils sur le trône. Devant l'échec de cette stratégie, les deux frères l'engagent à se rapprocher des lignes autrichiennes pour se placer sous la protection de son père, l'empereur François Ier. Dans les jours qui suivent, Joseph Bonaparte s'installe à Orléans, puis sollicite une autorisation du gouvernement provisoire présidé par Talleyrand pour se retirer dans son domaine de Mortefontaine. Celle-ci lui est refusée et Joseph est contraint à l'exil, comme l'ensemble de la famille Bonaparte. Le 18 avril, il prend la route de la Suisse, accompagné seulement d'un aide de camp, le colonel Espert, de son secrétaire et de son médecin. Il est d'abord accueilli par un ancien chambellan de Napoléon, Jean-Jacques de Sellon, au château d'Allaman qu'il envisage un temps d'acheter voire d'échanger contre celui de Mortefontaine. Il acquiert finalement le 27 juillet 1814 le château de Prangins, situé à proximité du lac Léman, après s'y être établi un mois plus tôt. Dès son installation dans son nouveau domaine, Joseph Bonaparte entreprend des travaux d'aménagement et fait venir des pièces de mobilier et de décoration depuis son château de Mortefontaine. La romancière Germaine de Staël figure parmi ses premiers hôtes et lui permet notamment de s'introduire auprès des notables locaux.
La femme et les deux filles de Joseph le rejoignent en septembre à Prangins, où il entend mener une vie calme et loin de l'agitation politique. Il est cependant suspecté par Talleyrand qui cherche à mettre au jour une éventuelle correspondance avec Napoléon, alors en exil à l'île d'Elbe. Des espions du gouvernement français sont notamment envoyés à Prangins et certains informateurs réussissent à se faire employer au service de maison de Joseph Bonaparte. Bien qu'aucune preuve ne soit découverte, Talleyrand presse les autorités locales de l'expulser, par l'intermédiaire de son neveu, ambassadeur en Suisse. À la fin de l'année 1814, le lieutenant de police du Conseil d'État vaudois suggère ainsi de manière officielle un départ à Joseph Bonaparte. Si des preuves ne sont pas découvertes, la correspondance entre Joseph et Napoléon est pourtant bien réelle. C'est notamment par son intermédiaire que Germaine de Staël peut prévenir l'empereur que deux hommes à la solde du comte d'Artois sont en route pour l'île d'Elbe dans le but de l'assassiner. Malgré ces contacts clandestins, Joseph ne prend aucune part au complot qui permet d'organiser le retour en France de l'empereur. Il se remet cependant immédiatement à son service après le débarquement de Golfe-Juan. Napoléon le charge dans un premier temps d'imprimer et de diffuser ses proclamations dans l'est de la France, ainsi que d'exiger auprès de l'ambassadeur d'Autriche le retour immédiat de l'impératrice,. Dans le même temps, en plein Congrès de Vienne, Talleyrand parvient à convaincre le ministre autrichien Metternich de signer une demande d'arrestation contre Joseph Bonaparte. Sous la pression d'officiers russes et autrichiens, le colonel Girard et le juge de paix Cazenove, représentants des autorités helvétiques, se présentent au château de Prangins le 20 mars pour procéder à l'arrestation de l'ancien roi d'Espagne. L'opération est vaine, ce dernier ayant pris la fuite la nuit précédente, prévenu par des complices.

### Les Cent-Jours et le départ pour l'Amérique
De retour à Paris le 23 mars 1815, Joseph Bonaparte est immédiatement rétabli dans sa charge de grand électeur de l'Empire. Dès lors, il cherche à convaincre Napoléon d'accélérer la libéralisation de l'Empire et fait partie de ceux qui réclament une révision des Constitutions impériales. L'empereur nomme alors une commission constitutionnelle composée principalement de ses fidèles, mais Joseph et son frère Lucien, de retour en grâce, suggèrent à Napoléon de confier cette réforme à l'un de ses plus vifs opposants, le penseur libéral et romancier Benjamin Constant. Le texte que rédige ce dernier, amendé en partie par l'empereur et son comité, aboutit à la promulgation de l'Acte additionnel aux constitutions de l'Empire le 22 avril 1815. Les frères Bonaparte siègent de droit au sein de la nouvelle Chambre des pairs et c'est à Joseph que Napoléon confie le soin de dresser la liste de ses membres.
Une nouvelle fois, les souverains de l'Europe entière se lient contre la France. Au moment du départ de l'empereur pour rejoindre son armée qui marche vers la Belgique, Joseph Bonaparte est investi de la présidence du Conseil des ministres. Pour autant, Napoléon ne veut pas entendre parler de régence et signe un ordre de service pour indiquer qu'il continuera à gouverner lui-même pendant la campagne militaire. Les événements tournent en sa défaveur car l'armée française est sévèrement battue à Waterloo le 18 juin 1815, entraînant la Seconde abdication de l'empereur le 22 juin suivant.
Après avoir un temps envisagé de partir aux États-Unis avec Napoléon, Joseph Bonaparte s'embarque finalement seul pour l'Amérique, tandis que son frère est conduit à Sainte-Hélène. Caché un temps dans une maison des Mathes, près de La Tremblade, Joseph Bonaparte rejoint le port de Royan et monte à bord du brick Le Commerce dans la nuit du 24 au 25 juillet, en compagnie de son aide de camp espagnol Unzaga, de son cuisinier François Parrot, de son secrétaire Louis Maillard et d'un jeune interprète, James Carret. Après vingt-six jours de voyage, le navire débarque dans le port de Brooklyn le 20 août.

### Exil aux États-Unis (1815-1832)

#### Une vie à l'écart de la politique

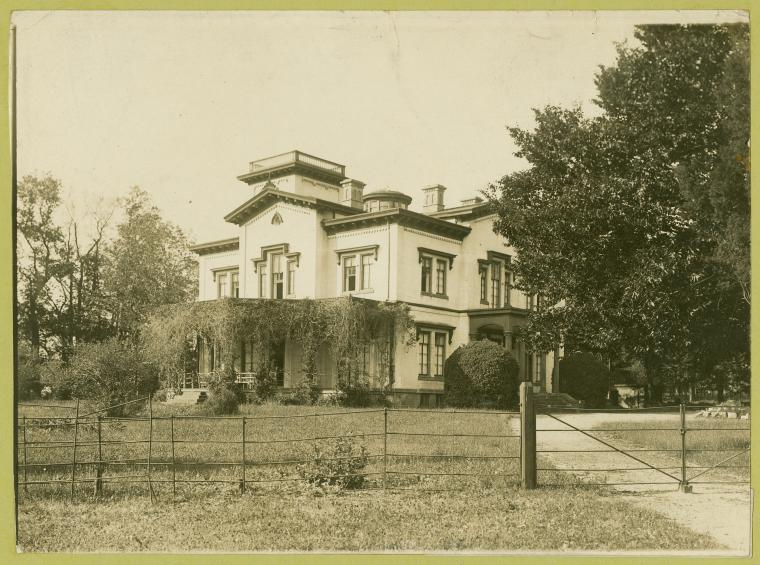
La maison de Joseph Bonaparte à Bordentown.

Le choix de s'installer aux États-Unis n'est pas anodin pour Joseph Bonaparte. En 1814, quelques jours avant la première abdication de Napoléon, il était entré en contact avec Jacques Le Ray de Chaumont, un grand propriétaire ayant fait fortune outre-Atlantique qui le convainc d'investir l'équivalent de 200 000 francs dans ses entreprises agricoles et industrielles de l'État de New York. Après la fin des Cent-Jours, Joseph avait en outre obtenu des passeports français en blanc par l'intermédiaire de Joseph Fouché, ainsi qu'un passeport américain délivré par le chargé d'affaires Henry Jackson.
À leur arrivée à New York, Joseph Bonaparte et ses camarades logent dans une pension de famille à l'écart du centre-ville. Ne connaissant pas encore les intentions du gouvernement américain à son égard, il utilise les pseudonymes de « Bouchard » ou de « comte de Survilliers ». L'hospitalité sur le sol américain lui est finalement accordée par le président James Madison, qui refuse pourtant de le recevoir. Il décide de s'installer provisoirement dans un hôtel particulier du centre-ville de Philadelphie, puis dans la propriété de Lansdowne, à l'ouest de la ville. En avril 1817, il fait l'acquisition de la propriété de Point Breeze, située à Bordentown dans le New Jersey, sur les rives du Delaware. Son interprète James Carret et un dénommé George Reinholdt lui servent de prête-noms car la loi interdit alors aux étrangers de posséder des terres. Tout au long de son séjour américain, Joseph Bonaparte achète des terres pour agrandir son domaine : d'une surface initiale de 85 hectares, il atteint 720 hectares quinze ans plus tard. D'importantes sommes sont affectées à sa décoration : le tableau de Jacques-Louis David représentant Bonaparte franchissant le Grand-Saint-Bernard, de même qu'une toile de Rubens, Les Deux Lions et le Faon, au point que certains hôtes de passage, comme la libre-penseuse Frances Wright, considèrent sa résidence comme la plus belle maison du pays. Au total, la collection de Joseph Bonaparte à Point Breeze s'élève à plus de 150 tableaux des grands maîtres flamands ou italiens, ainsi qu'une bibliothèque de 8 000 livres. Le 4 janvier 1820, un violent incendie ravage le bâtiment, mais grâce au dévouement de son personnel de maison et de son voisinage, de nombreuses pièces de mobiliers ou de décoration sont sauvées. Joseph Bonaparte fait immédiatement reconstruire sa demeure en agrandissant ses proportions, et aménage un parc inspiré de celui de Mortefontaine,.

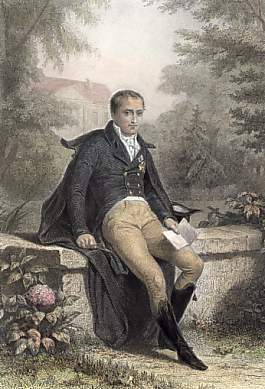
Joseph Bonaparte pendant son exil aux États-Unis.

Aux États-Unis, la vie de Joseph Bonaparte s'accomplit dans une aisance financière remarquable, notamment grâce aux fonds placés en banque avant son départ. La vente de ses terres en Europe lui rapporte des sommes importantes : ainsi, en 1827, son beau-frère Nicolas Clary, avec qui il est en contact permanent, organise la vente de son château de Prangins pour près de 500 000 francs à Marie-Madeleine Verniquet, puis il conclut celle du château de Mortefontaine au prince de Condé. De même, il procède à la vente de tableaux, d'armes de luxe ou de bijoux, comme une épée royale sertie de diamants pour la somme de 107 000 francs en 1821. Par ailleurs, Joseph Bonaparte acquiert des terres situées dans l'État de New York grâce aux fonds placés auprès de Jacques Le Ray de Chaumont quelques années plus tôt. Leur revente en 1835 lui permet d'effectuer une plus-value d'environ 300 000 francs. Ses activités d'homme d'affaires le conduisent à investir dans une société de chemin de fer, ainsi qu'à fonder avec l'ancien officier d'état-major Félix Lacoste un journal francophone, Le Courrier des États-Unis, qui compte jusqu'à 11 000 abonnés. À cette époque, son secrétaire Louis Maillard devient alors son principal collaborateur.
Bien qu'entièrement consacré au développement de sa propriété et de ses affaires, Joseph Bonaparte continue d'alimenter la suspicion des gouvernements européens. L'ambassadeur de France aux États-Unis Jean-Guillaume Hyde de Neuville exerce une surveillance particulière sur sa personne car il redoute la mise en place d'une expédition pour délivrer Napoléon de son exil à Sainte-Hélène. De même, les réceptions de plusieurs anciens officiers ou généraux de l'armée napoléonienne comme Lefebvre-Desnouettes et Grouchy sont interprétées comme autant de preuves de complots. Conscient que sa libre circulation aux États-Unis dépend de sa neutralité, Joseph Bonaparte se borne à donner des nouvelles superficielles dans sa correspondance avec sa famille. De même, si l'existence d'une correspondance parallèle à celle autorisée par le gouverneur britannique de Sainte-Hélène Hudson Lowe, est probable, aucune preuve de sa nature ni d'un éventuel complot pour libérer l'empereur et impliquant Joseph n'a été mise au jour.

#### Une volonté d'agir
En 1830, la chute de Charles X, à l'issue des Trois Glorieuses, amène Joseph Bonaparte à reconsidérer son exil. Bien que ces journées révolutionnaires aient lieu à la fin du mois de juillet en France, la nouvelle de l'insurrection n'est connue que le 3 septembre aux États-Unis en raison de l'éloignement des deux pays. Dès lors, Joseph Bonaparte envoie une série de courriers à destination de ses proches restés en Europe pour indiquer que « Napoléon II peut seul donner à la France la paix et la liberté, à l'Europe la sécurité ». De même, dans une missive adressée au marquis de La Fayette, en plus de demander la levée de son exil, il rappelle que son neveu avait été proclamé empereur par les Chambres en 1815 et se propose d'assurer la régence le temps que l'empereur d'Autriche accepte de laisser Napoléon II rentrer en France. Pour autant, Louis-Philippe Ier est proclamé roi des Français après sa prestation de serment le 9 août 1830 et la monarchie de Juillet s'installe bien avant que ces courriers arrivent en Europe. Déçu par l'issue des événements parisiens, dans lesquels il voit même une « insulte gratuite à la nation », Joseph Bonaparte renonce finalement à s'embarquer pour l'Europe.
Dès lors, il s'active pour défendre son parti. Le journal francophone qu'il a créé, Le Courrier des États-Unis, lui sert de tribune pour répandre ses idées. Joseph Bonaparte expédie également des lettres à l'impératrice Marie-Louise, au chancelier autrichien Metternich ainsi qu'à l'ambassadeur de France en Russie, Charles André Pozzo di Borgo, pour leur présenter l'intérêt et la nécessité d'une solution impériale pour la France. Au mois d'octobre suivant, il envoie même une adresse à la Chambre des députés dans laquelle il affirme qu'il appartenait à la nation tout entière de décider de son souverain, tout en renouvelant sa proposition d'assurer la régence. Les efforts de Joseph Bonaparte sont vains : non seulement son adresse n'est pas lue à la Chambre, mais elle n'est même pas publiée en France. L'initiative de Joseph est d'ailleurs critiquée par sa propre famille. Ses frères Lucien et Jérôme lui reprochent d'avoir « déclaré la guerre au roi des Français » et « empiré la situation de la famille » : la loi d'exil qui frappe les Bonaparte est renouvelée par Louis-Philippe et une autre est votée le 20 mars 1832 pour les obliger à vendre tous les biens qu'ils possèdent encore en France. Seules de rares personnalités le pressent de rentrer en Europe, à l'image de son neveu Achille Murat qui lui déclare : « Vous serez un signe de ralliement que rien ne pourrait remplacer ».

### Retour en Europe

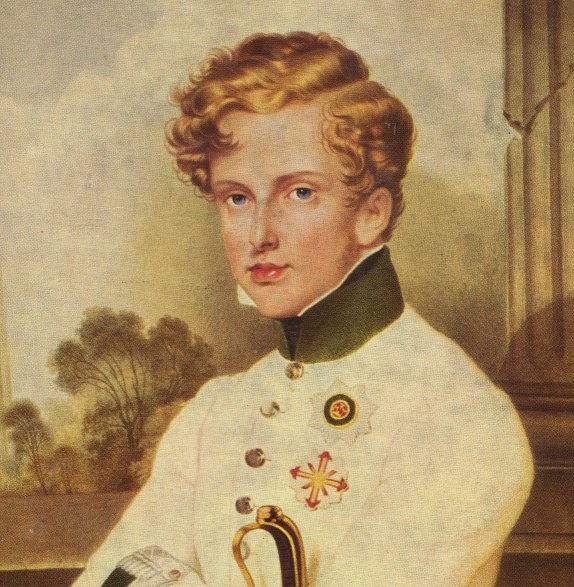
La mort de Napoléon II fait de Joseph Bonaparte le premier héritier du trône impérial.

Les nouvelles inquiétantes quant à l'état de santé de Napoléon II poussent Joseph Bonaparte à accélérer son retour en Europe. Il s'embarque le 20 juillet 1832 sur l'Alexander et atteint Liverpool le 16 août suivant. C'est là qu'il apprend la mort de son neveu, le 22 juillet précédent, faisant de lui le chef de la maison impériale de France et le premier héritier du trône. Il rejoint Londres dans les jours qui suivent et s'installe dans un immeuble cossu de Park Crescent. Cette résidence et celle de Marden Park, qu'il fréquente également dans la campagne du Surrey, deviennent rapidement les lieux de rencontres du « petit monde bonapartiste européen ». Parmi le premier cercle qui entoure Joseph figurent notamment d'anciens généraux comme Arrighi ou l'amiral Truguet, les anciens médecins de Napoléon à Sainte-Hélène François Antommarchi et Barry O'Meara, et les fils de plusieurs anciens maréchaux. Joseph reçoit également la visite d'une délégation des républicains français, conduits par Godefroi Cavaignac, Jules Bastide et Joseph Guinard, ou encore celles du patriote irlandais Daniel O'Connell, qui lui témoigne de son admiration pour l'empereur, et de son ancien adversaire lors de la guerre d'Espagne, le duc de Wellington. S'il multiplie les réceptions, l'activité politique de Joseph Bonaparte se limite à la contestation de la loi d'exil qui touche sa famille.
Celle-ci se réunit d'ailleurs petit à petit auprès de Joseph. Le premier à lui rendre visite est son neveu Louis-Napoléon, fils de Louis et futur Napoléon III, le 18 novembre 1832, suivi quelques mois plus tard de Charlotte Bonaparte, d'un autre de ses neveux, Achille Murat, de son frère Lucien, tandis que son autre frère, Jérôme, n'y séjourne qu'une dizaine de jours au mois de mai 1834. Les membres de la famille ne parviennent pas à s'accorder sur la conduite à tenir. Louis-Napoléon souhaite notamment créer un « centre napoléonien » qui disposerait de son propre journal, ce que Joseph et Lucien refusent. Partisan de l'action, Louis-Napoléon se heurte donc à ses cadets, qui lui rappellent qu'ils souhaitent agir par des voies légales. Lucien et Joseph Bonaparte font même publier le 7 juillet 1833 un texte appelant la France à adopter une Constitution qui placerait à sa tête un empereur surveillé par un conseil exécutif de dix membres élus, ce qui remettrait directement en vigueur le principe dynastique établi par Napoléon. Les deux frères proposent même que le nouveau souverain soit choisi directement par le peuple entre Louis-Philippe Ier, Joseph Bonaparte et Henri V, c'est-à-dire les représentants des trois maisons prétendant au trône de France. Ce projet ne rencontre aucun écho dans l'opinion et la réunion de Londres constitue, selon le mot de Thierry Lentz, le « chant du cygne » pour la première génération des Bonaparte. Le parti impérialiste apparaît irrémédiablement divisé.
À la fin de l'année 1833, une pétition recueillant plus de 30 000 signatures est déposée à la Chambre des députés pour demander l'abrogation de la loi d'exil, mais elle n'est pas même débattue. Ancien maréchal de l'Empire et désormais Président du Conseil, Soult déclare que la résolution du gouvernement sur cette question est « inébranlable ». Déçu de son séjour européen, et devant l'impossibilité de recevoir l'autorisation de se rendre en Italie pour y retrouver sa femme Julie Clary, Joseph Bonaparte décide de rentrer aux États-Unis à la fin de l'année 1835. Dans une lettre adressée à son oncle, le cardinal Joseph Fesch, il confie que son voyage en Angleterre ne lui aura apporté que « déboires, reproches indirects, procès, propos injurieux ».

### Dernier voyage aux États-Unis
De retour dans un pays qu'il a quitté trois ans plus tôt, Joseph Bonaparte se dit frappé par les changements apparus depuis son départ. Les États-Unis sont alors en pleine expansion et les chantiers de construction se multiplient. Il n'en perd pas pour autant le sens des affaires et se fait octroyer un millier d'actions de la compagnie du chemin de fer de Baltimore en échange de la cession d'une partie de son terrain de Point Breeze pour y faire passer une ligne. Peu après son installation dans sa propriété, il apprend la mort de sa mère Letizia survenue à Rome le 3 février 1836. En tant que fils aîné de la famille, Joseph est le légataire universel de son héritage. Il en confie pourtant la gestion à son oncle, le cardinal Fesch, en raison de son éloignement.
Le 30 octobre 1836, Louis-Napoléon Bonaparte effectue une tentative de soulèvement à Strasbourg en compagnie d'une poignée de partisans. Il entend, par cette action, s'emparer de la garnison pour marcher sur Paris et renverser ainsi la monarchie de Juillet. L'opération constitue un échec et Louis-Napoléon est, en dehors de toute procédure légale, expulsé du territoire et conduit aux États-Unis. Aussitôt l'affaire connue, Joseph et ses frères la condamnent. Alors que Louis-Napoléon séjourne à New York, Joseph refuse de le recevoir à plusieurs reprises, considérant qu'il a bafoué l'honneur de sa famille.
D'autres drames le frappent ensuite. Le 18 avril 1839, il apprend la mort de sa deuxième fille Charlotte, survenue le 2 mars précédent, lors de son accouchement. Accablé par le chagrin, il l'est tout autant après le décès de son oncle Joseph Fesch le 13 mai suivant, puis celui sa sœur Caroline cinq jours plus tard. Fesch, qui en avait fait son légataire universel, lui impose dans son testament de créer une maison d'éducation à sa mémoire à Ajaccio, ce que Joseph accomplit finalement après trois années de procédures et de complications avec la municipalité de cette ville.
Isolé aux États-Unis, Joseph décide de revenir en Europe. Il s'embarque sur le paquebot Philadelphia et accoste à Londres à la fin du mois de novembre 1839.

### Fin de vie

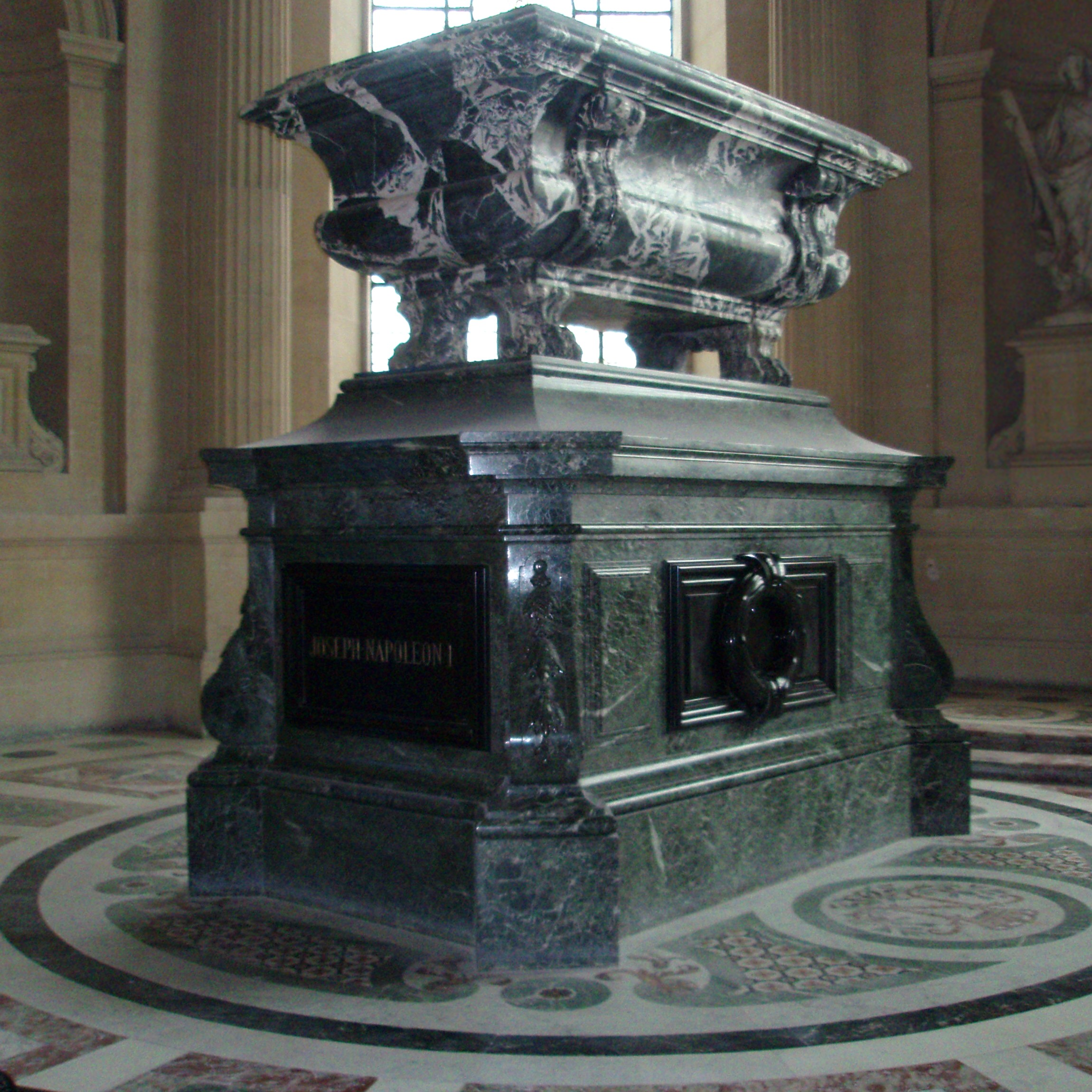
La tombe de Joseph Bonaparte, aux Invalides.

Joseph Bonaparte s'installe dans une maison cossue de Cavendish Square et demande, sans succès, l'obtention d'un passeport pour se rendre à Florence. En 1840, à l'initiative d'Adolphe Thiers, président du Conseil, et du roi Louis-Philippe, le retour des cendres de Napoléon est organisé. Malgré sa demande et son souhait de participer au financement de l'opération, la présence de Joseph Bonaparte est refusée. De même, il réclame en vain l'héritage de l'épée d'Austerlitz et de plusieurs armes de luxe de l'empereur, que le grand maréchal Bertrand remet finalement au roi.
L'année 1840 s'avère particulièrement éprouvante pour Joseph Bonaparte : après la mort de son frère Lucien le 29 juin, il est victime d'une attaque d'apoplexie au cours de l'été qui lui paralyse entièrement le côté droit. Sur les conseils de ses médecins, et avec l'accord des autorités, il se rend à Bad Wildbad pour y prendre les eaux. Cette cure bénéfique ne lui permet pas pour autant de recouvrer l'ensemble de sa motricité. L'année suivante, il reçoit finalement l'autorisation de se rendre en Toscane, auprès de sa famille. Il débarque à Gênes le 6 juin puis à Livourne le 13 juillet, avant de rejoindre Florence où il retrouve sa femme Julie Clary. Celle-ci l'installe dans le palais Serristori. De nouvelles attaques d'apoplexie l'affaiblissent et ses facultés physiques et mentales l'abandonnent peu à peu. Il est également touché au pied par un érysipèle, tandis que la paralysie le gagne. Tombé dans le coma le 27 juillet 1844, Joseph Bonaparte meurt le lendemain matin, entouré de ses frères Jérôme et Louis.
Ses obsèques, organisées par Jérôme, sont célébrées le 3 août suivant dans l'église de San Niccolo. Son corps est inhumé auprès de celui de sa fille Charlotte, dans la chapelle Giugni de la basilique Santa Croce de Florence, où l'accueillent deux compagnies de grenadiers envoyées par le grand-duc Ferdinand IV pour rendre les honneurs militaires à l'ancien souverain.
Le 14 juin 1862, le corps de Joseph Bonaparte est transféré aux Invalides où il est accueilli par le ministre Alexandre Walewski et le maréchal d'Ornano, gouverneur des Invalides. Son ancien secrétaire, Louis Maillard, est chargé d'organiser la cérémonie à laquelle n'assiste pas l'empereur Napoléon III. Son cercueil est déposé provisoirement dans le caveau des gouverneurs, avant d'être placé dans la chapelle Saint-Augustin le 22 mars 1864. La réalisation de son monument funéraire est confiée à Alphonse-Nicolas Crépinet.

## Regards contemporains et postérité
« Napoléon m'a souvent dépeint Joseph comme un homme doux de caractère et d'esprit, mais incapable d'entreprendre une carrière qui exigerait de la vigueur »

— Klemens Wenzel von Metternich, chancelier autrichien.

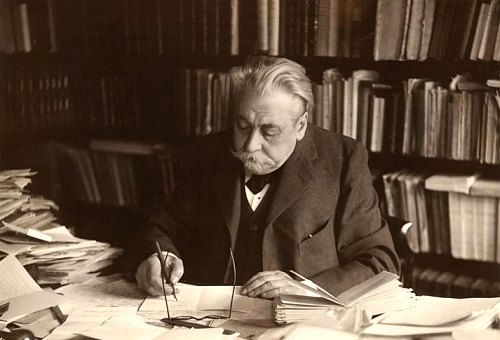
Frédéric Masson, comme de nombreux historiens, est très critique à l'égard de Joseph Bonaparte.

Joseph Bonaparte a longtemps laissé l'image d'un « homme ordinaire » dont la carrière n'est due qu'à « l'indulgence coupable de son frère », et c'est en grande partie à Napoléon lui-même qu'il le doit. Lors de son exil à Sainte-Hélène, au moment de livrer ses Mémoires, l'empereur porte un jugement sévère sur son frère aîné. Dans un entretien avec son médecin Barry O'Meara, s'il reconnaît que Joseph est un homme « extrêmement instruit », il considère que « ses connaissances [n'étaient] pas celles qui conviennent à un roi ». À Emmanuel de Las Cases, il confie également que « dans des circonstances bien grandes, la tâche s'est trouvée hors de proportion avec ses forces ». Rares sont les contemporains à prendre le parti de Joseph, ou du moins à tenter de rétablir l'équilibre entre les deux hommes, comme le fait Abel Hugo : « Je suis du nombre de ceux qui pensent que le frère d'un grand homme ne doit pas toujours être éclipsé dans l'histoire par le grand homme, et qu'il y avait un général dans ce frère de Bonaparte, un roi dans ce frère de Napoléon ».
Dès lors, le portrait de Joseph Bonaparte dressé par les historiens est le plus souvent à charge. Georges Lefebvre le classe, au même titre que ses autres frères, comme un homme avide de pouvoir : « Ils sont pareils à [Napoléon] : ils se couvrent de son génie, mais c'est à leur propre fortune qu'ils pensent ». Frédéric Masson, qui a consacré une étude en treize volumes à la famille de l'empereur, est son principal accusateur. Dans son dernier volume, il tempère néanmoins son jugement sur l'aîné des Bonaparte :

« Joseph mérite d'être mis à part, non comme un homme de génie, mais comme un homme de sens, qui, de bourgeois d'Ajaccio, s'est retrouvé sans trop d'efforts, bourgeois de Pennsylvanie, un bourgeois qui a été roi et qui s'en souvient, mais qui permet parfois qu'on l'oublie. Joseph, auquel on n'a point rendu toute la justice qu'il mérite, est des Bonaparte le plus pondéré ; ses intentions qu'il ne put le plus souvent traduire en actes, à Naples comme à Madrid, mériteraient d'être étudiées en rapport avec son caractère et montreraient qu'il fut peut-être le seul des frères de Napoléon qui eût pu régner utilement — si les peuples s'y étaient prêtés »

— Frédéric Masson, Napoléon et sa famille.
Les principales critiques que l'historiographie a adressé à Joseph Bonaparte portent sur son règne espagnol, marqué par une guerre incessante et jugé catastrophique de manière unanime. L'empereur, les dirigeants militaires de l'époque et les historiens qui ont suivi ont fait de lui le seul responsable de ce bilan. Ce postulat est remis en cause au cours du XXe siècle, notamment par les biographes de Joseph comme Gabriel Girod de l'Ain, qui souligne la part de responsabilité de l'empereur lui-même dans la crise ibérique : « Rien de plus incohérent, de plus inexistant même, que la politique menée par l'Empereur de 1808 à 1812 en ce qui concerne l'Espagne. À toutes les questions posées par son frère, il opposait un silence méprisant, qui en réalité dissimulait son embarras et lui permettait, au regard de la postérité, de rejeter les échecs sur le roi. Les promesses qu'il ne tenait pas, les menaces qu'il n'exécutait pas, ses ordres contradictoires donnent une piètre idée de sa façon de gouverner un pays par personne interposée ». Mis en cause par les historiens français, Joseph Bonaparte l'est aussi par leurs homologues espagnols qui le présentent comme un souverain illégitime, un roi intrus car étranger. Parmi d'autres sobriquets qui lui sont affectés pendant son règne, celui de « rey intruso » revient le plus fréquemment. Carlos Cambronero, un historien du début du XXe siècle, en a d'ailleurs fait le titre de la biographie qu'il lui consacre, de même que Claude Martín au cours de la période franquiste. Des historiens plus récents reconnaissent néanmoins les efforts de Joseph Bonaparte pour s'attacher l'amour de son peuple, conscient de ne pouvoir exiger d'eux le respect de son autorité sans leur accorder sa protection.
De la même façon que Joseph Bonaparte est jugé responsable de la catastrophe ibérique, son attitude lors de la chute de Paris en 1814 est mise en cause. Les jugements de ses contemporains sur cet épisode sont acerbes. Ainsi François-René de Chateaubriand écrit dans ses Mémoires d'outre-tombe : « Rostopchine n'avait pas prétendu défendre Moscou ; il le brûla. Joseph annonçait qu'il ne quitterait jamais les Parisiens, et il décampait à petit bruit, nous laissant son courage placardé au coin des rues ». Ce manque de courage dont aurait fait preuve l'aîné des Bonaparte est repris par bon nombre d'historiens, comme Frédéric Masson pour qui « l'ineptie » de Joseph Bonaparte « déshonore nos pères », tandis que Henry Houssaye se montre railleur : « Alors, Joseph sentit passer en lui le frisson de la peur. Il ne craignait sans doute ni la mort ni les balles des soldats qu'il avait plusieurs fois résolument affrontées ; mais son âme débile défaillait devant le mâle et terrible devoir de la responsabilité ». Pour Jean Massin, Joseph n'est pas à la hauteur de la mission que l'empereur lui confie : « Il tente de galvaniser l'intérieur à sa bonne manière molle, brouillonne et catastrophique ». Dans cette affaire, les soutiens de Joseph sont rares. Le comte de Lavalette est de ceux qui cherchent à le dédouaner : « sans instructions précises pour cette circonstance imprévue, [Joseph Bonaparte] n'osait prendre sur lui de prolonger la défense contre toute apparence de succès ».
Par ailleurs, Joseph Bonaparte laisse dans la mémoire collective espagnole l'image d'un pilleur, en s'étant approprié une partie de son patrimoine et notamment des objets précieux que les dynasties successives des Habsbourg et des Bourbons s'étaient transmis. Parmi les objets en question figurent de nombreux tableaux de maîtres, de même que le diamant « El Estanque », et la perle Pérégrine. Il s'empare également du Beatus de Silos, un précieux exemple de l'enluminure médiévale qui n'avait jamais quitté le territoire espagnol.
À l'inverse, l'historiographie juge moins sévèrement la période napolitaine de Joseph, qui cherche d'entrée à se poser comme un roi proche de son peuple et désireux de se faire aimer de lui,. Les dispositions qu'il prend, notamment dans le choix de ses ministres et conseillers, amènent les historiens napolitains à reconnaître sa volonté de rechercher « un amalgame entre les conquérants et la classe dirigeante locale ».
Au début du XXIe siècle, des travaux d'historiens apportent un nouvel éclairage sur la personnalité de Joseph Bonaparte et son image historiographique, en refusant de le réduire à celle d'un « roi malgré lui » ou d'un homme dépourvu d'ambition et de qualités politiques. C'est le cas de Vincent Haegele, qui publie la correspondance intégrale entre Napoléon et Joseph Bonaparte en 2007, puis une biographie croisée des deux hommes en 2010, ainsi que de Thierry Lentz qui lui consacre une biographie en 2016.
En décembre 2020, l'État du New Jersey acquiert l'ancien domaine américain de Joseph Bonaparte, Point Breeze, à Bordentown. La demeure avait été détruite en 1850. Un musée doit s'installer dans l'ancienne maison du jardinier, l'un des seuls édifices subsistant de l'époque.

## Franc-maçonnerie
Joseph Bonaparte est initié en franc-maçonnerie le 8 octobre 1793 au sein de la loge maçonnique « La Parfaite Sincérité » sise à Marseille. Il semble peu actif jusqu'à sa nomination comme grand-maître du Grand Orient de France, le 5 décembre 1804. Il garde ce titre jusqu'à la fin de l'Empire et reprend cette fonction au cours des Cent-Jours. Il devient également grand maître des Grands Orients napolitain et espagnol. Son activité maçonnique ne laisse que peu de trace : il ne préside au cours de sa vie qu'un seul convent du Grand Orient dont il laisse l'administration complète à son grand-maître adjoint, l'archichancelier Jean-Jacques-Régis de Cambacérès. Il accorde toutefois une protection à la franc-maçonnerie et à ses membres en France et en Espagne.

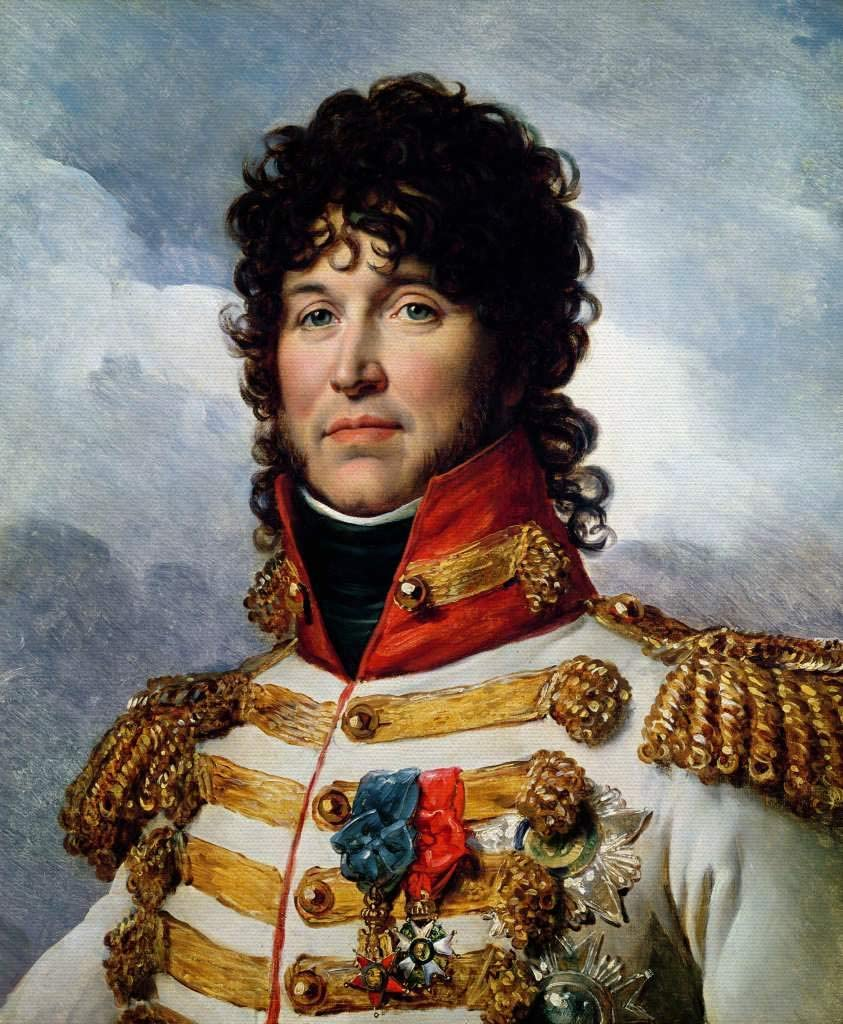
Joachim Murat, successeur de Joseph Bonaparte à Naples.

En Espagne, son arrivée sur le trône est un des éléments principaux de la naissance de la franc-maçonnerie qui, pour la première fois, est autorisée et protégée dans ce pays. Son implantation est d'une double nature, militaire et civile. Plusieurs loges militaires sont créées dans les villes espagnoles comme à Barcelone, Cadix ou encore Figueras, et leurs membres sont exclusivement des militaires ou des personnels des hôpitaux de guerre. Les loges civiles sont principalement constituées de notables français ou espagnols faisant partie de l'entourage de Joseph Bonaparte et partisans du nouveau régime. Joaquin Feirerra, représentant du grand-maître, prononce un discours lors de la fondation de la Grand Logia National, soutenue par des francs-maçons français, qui institue la franc-maçonnerie en Espagne le 24 novembre 1809. Très active, cette obédience civile coexiste avec quelques difficultés avec les loges militaires sous tutelle du Grand Orient de France. En 1811, le roi Joseph favorise la création d'un Suprême Conseil, dont l'administration est confiée à Miguel José de Azanza, ministre des Affaires ecclésiastiques, qui est nommé grand maître et grand commandeur de ce conseil et de la grande loge.
En 1813, le retour de Ferdinand VII sur le trône, et de l'Inquisition que Bonaparte avait abolie, entame le déclin et la quasi-disparition à partir de 1814 des loges et obédiences tant françaises qu'espagnoles. Contrairement à l'Espagne, Joseph Bonaparte semble se désintéresser des loges pendant son règne à Naples, le contexte géopolitique n'étant pas propice à leur mise en place. Son successeur sur le trône en 1808, Joachim Murat, plus actif sur ce sujet, évoque publiquement et rapidement la création d'une obédience nationale.
À la chute de l'Empire, Joseph Bonaparte est sollicité plusieurs fois pour abdiquer de sa charge de grand-maître du Grand Orient. Il refuse, tenant à conserver ce dernier titre honorifique. De fait, à partir de 1814, où la vacance de la grande maîtrise est constatée par le Grand Orient, et jusqu'en 1844, la charge de grand-maître reste inoccupée.

## Aspects privés et personnalité
« Ils ont de l'audace ; nulle timidité, nul respect humain. […] Ils ne s'étonnent de rien, se tiennent égaux à tout le monde et supérieurs à tout emploi. À peine un échelon gravi, ils voient le suivant et y aspirent. »

— Frédéric Masson, à propos des frères Bonaparte

### Un goût pour le raffinement et la littérature

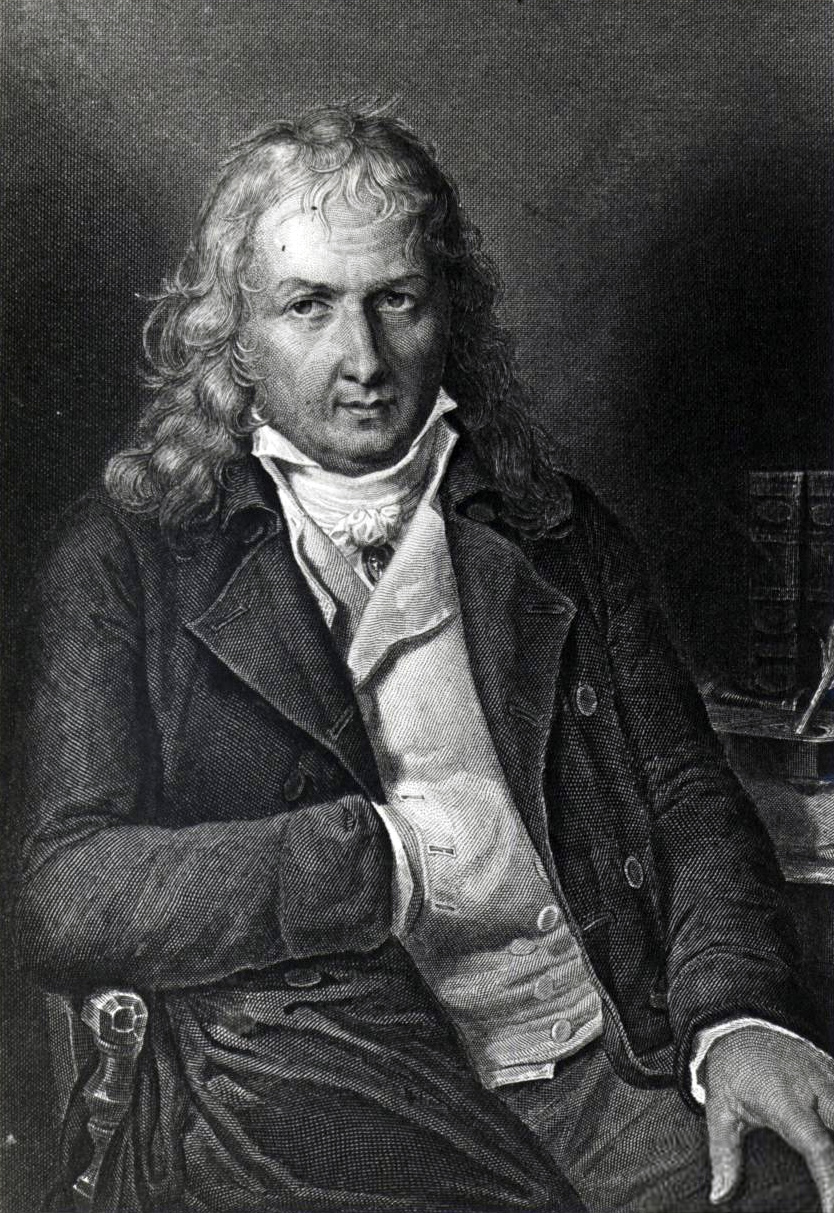
Bernardin de Saint-Pierre, l'un des auteurs favoris et ami de Joseph Bonaparte.

Lors de ses premiers voyages dans la capitale, Joseph Bonaparte est remarqué et apprécié pour ses manières raffinées, ce que souligne notamment Bernard Nabonne : « [il] se mouvait avec une aisance parfaite dans une société et une ville si nouvelles pour lui », des qualités qu'il conserve en accédant aux plus hautes responsabilités. Ainsi apparaît-il à Naples avec « cette aisance royale qui n'appartient qu'aux Bonaparte ». « Homme de culture, de conviction et de réflexion », il tient cette habileté de l'éducation qu'il a reçue. Son « heureuse mémoire » et son « goût pour l'étude » sont remarqués dès son plus jeune âge et de fait, Joseph Bonaparte réussit de brillantes études qui l'amènent à posséder la langue d'un « homme de qualité », commettant « peu de faute de syntaxe ». Pour Vincent Haegele, Joseph est « un littéraire qui aime soigner son style ».
C'est notamment au collège d'Autun qu'il se passionne pour la lecture, principalement de poèmes antiques, de philosophie et des œuvres d'auteurs contemporains de son époque comme Bernardin de Saint-Pierre qu'il apprécie particulièrement et avec qui il noue une amitié solide. En 1810, le poète et dramaturge François Andrieux lui dédie sa comédie Le Vieux Fat, ou les Deux Vieillards en évoquant le cercle littéraire que Joseph Bonaparte avait réuni à Mortefontaine, tandis que l'un de ses compagnons d'exil aux États-Unis, James Caret, se remémore lui aussi les conversations littéraires qu'il entretenait avec son maître : « [Il] me fit passer des journées charmantes en me récitant, avec un talent égal, des poésies françaises et italiennes. Il avait la mémoire bondée de ces deux littératures ».
Sa passion littéraire, et plus généralement pour les arts, le conduit à engager une véritable politique culturelle au cours de ses deux règnes. À Naples, il cherche à s'entourer des meilleurs musiciens, compositeurs et acteurs français de l'époque, tout en soutenant financièrement la création musicale par le biais du Collège royal de musique dont il encourage la fondation. L'Académie napolitaine des arts est réformée tandis qu'il multiplie les acquisitions et les saisies pour enrichir les collections des musées de sa capitale. De même en Espagne, Joseph Bonaparte soigne la décoration de ses palais en prélevant des toiles dans les églises, dans les palais d'Andalousie ou dans les demeures des nobles ayant rejoint l'insurrection. Sa collection déjà riche s'embellit de surcroît, comme en témoigne son page Abel Hugo : « Ce qui donne à la décoration intérieure du palais de Madrid un caractère de grandeur et de magnificence vraiment royale, c'est la profusion de peintures qu'on y trouve : ce sont des tableaux nombreux, chefs-d'oeuvre de Raphaël, de Michel-Ange, de Véronèse, du Corrège, de Poussin, de Vélasquez, de Murillo, de van Dyck, etc. ; ce sont les plafonds et les fresques de Titien, de Bassan, de Luc Giordano et de Anton Raphael Mengs ». Au palais de la Moncloa, demeure plus modeste, Joseph Bonaparte organise de simples dîners, avec une douzaine de convives, dans lesquels la littérature et le théâtre remplacent les discussions politiques et où il surprend ses invités à déclamer des vers de Corneille, Racine et Voltaire.

### Un goût pour la vie luxueuse et les plaisirs champêtres

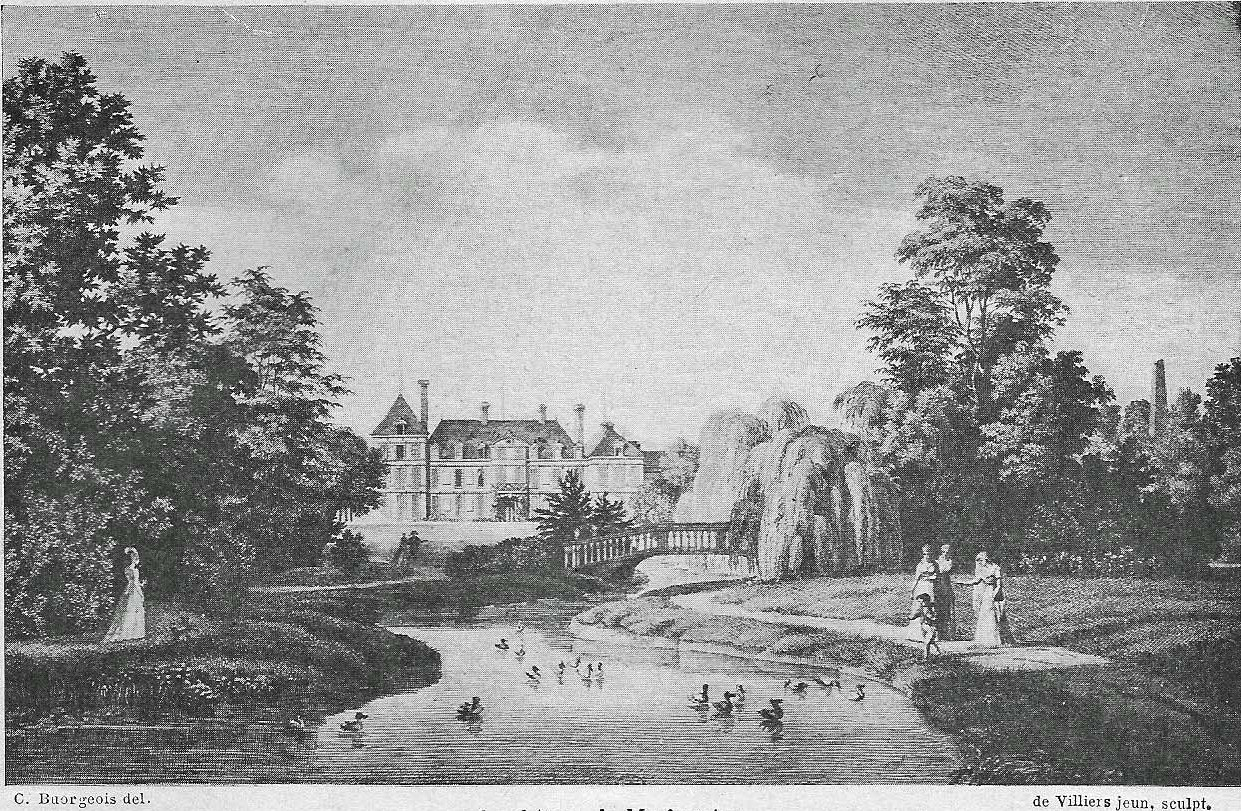
Joseph Bonaparte fait du château de Mortefontaine une demeure luxueuse.

Avant même d'accéder aux plus hautes responsabilités, Joseph Bonaparte s'enrichit considérablement en prenant part aux affaires de sa belle-famille, en particulier celles de son beau-frère Nicolas Clary. Son sens aigu des affaires de même que les faveurs dont il bénéficie sous le Consulat et l'Empire le conduisent à accumuler une immense fortune. À sa mort en 1844, la valeur de sa succession est estimée à 7,8 millions de francs. En 1798, Joseph Bonaparte assouvit son désir de posséder un immense domaine en faisant l'acquisition de celui de Mortefontaine. Il entreprend d'importants travaux d'aménagement du château, confiés à l'architecte Jacques Cellerier, ainsi que la construction d'un pavillon de chasse au bord d'un étang. Les deux parcs sont eux aussi réaménagés et ornés de statues, tandis que le domaine ne cesse d'être agrandi par l'acquisition récurrente de nouvelles terres.
C'est au cours de ses deux règnes qu'il déploie plus fortement son goût pour une vie luxueuse. À Naples, il entretient une cour brillante qui lui permet d'acheter l'adhésion de nombreuses personnalités à son régime. Les palais royaux de Naples et de Capodimonte sont ouverts à la bourgeoisie aisée et à l'aristocratie locale. Des dîners somptueux, préparés par le traiteur parisien Méot, sont organisés fréquemment, de même que des bals et des représentations théâtrales au sein des palais napolitains restaurés et remeublés à grands frais.
Grand amateur d'art et collectionneur de tableaux comme sa mère Letizia et son oncle Joseph Fesch, il possède 3 333 pièces à la fin de sa vie. Tarquin et Lucrèce du Titien et la Nativité de Anton Raphael Mengs sont les œuvres les plus chères de sa collection dans laquelle on trouve des tableaux des plus grands maîtres italiens et flamands,.
Malgré son immense fortune, Joseph Bonaparte demeure un homme simple, goûtant notamment les plaisirs champêtres lors de son exil aux États-Unis : « Il préfère les occupations actives et utiles à la vie de luxe et à la brillante oisiveté recherchée en France. Il demeure au milieu des fermiers du New Jersey, où il exerce sa bienfaisance sans ostentation ni vanité […]. Il regarde ces travaux comme une obligation de reconnaissance pour la protection et l'hospitalité des États-Unis d'Amérique ». De même, il semble parfois incommodé par le rôle de représentation qui incombe à un souverain. Ainsi, un officier français en mission à Madrid rapporte : « Joseph paraissait gêné sous ses habits royaux. Sa contenance était contrainte et son air gauche : plus il cherchait à en imposer, plus il me parut affecté et ridicule », ce que confirme Abel Hugo : « Malgré les réclamations des gentilshommes de l'ancienne cour, Joseph […] n'aimait pas à trôner ».

### Orientations politiques
« Il était né pour briller dans les arts de la paix. »

— Louis-Napoléon Bonaparte, après la mort de Joseph.
C'est lors de son séjour à l'université de Pise que Joseph Bonaparte prend ses premiers engagements politiques. Il y rencontre des membres de la communauté corse en exil dont Clément Paoli, le frère du général Pascal Paoli, et Christophe Saliceti. Il développe avec eux ses idées patriotiques et écrit notamment deux lettres, « État de la Corse et maux de sa situation actuelle » et « Sa régénération ; moyens d'y parvenir en se conformant aux améliorations qui se préparent pour chacune des communes de France », adressées au procureur du roi Laurent Giubega. Dès les premiers temps de la Révolution, il apparaît comme partisan du jacobinisme et participe avec son frère Napoléon à la création d'un club affilié à celui de Paris. Très critique envers Paoli, qu'il accuse de vouloir fomenter une contre-révolution et qualifie même de « vieillard machiavéliste », il s'en éloigne définitivement au début de l'année 1793.
À son arrivée sur le continent, Joseph Bonaparte se décrit lui-même comme un « jeune homme exalté par la liberté ». Toujours défenseur du jacobinisme, il s'en éloigne dès son retour d'ambassade à Rome, au début de l'année 1798. Il adopte dès lors des positions plus modérées, « plus proches de sa nature et de sa nouvelle position sociale ». Sous le Consulat, les missions diplomatiques qu'il remplit avec succès lui permettent d'asseoir sa position d'homme « doué pour le bonheur et partisan des gouvernements équilibrés », notamment par opposition aux penchants autoritaristes de Napoléon. La querelle autour de la question dynastique et de la succession impériale montre néanmoins que sous un apparent détachement, Joseph Bonaparte s'était finalement laissé gagner par « la vanité et une ambition puérile » qui perçaient sous sa « fausse modestie ». C'est la raison pour laquelle il refuse dans un premier temps le trône du royaume d'Italie avant d'accepter celui de Naples à la condition de conserver son statut de prince français et ses droits à la succession de Napoléon.
Pendant ses deux règnes, et plus encore en Espagne, il cherche à cultiver une certaine indépendance vis-à-vis de la politique impériale, mais ne peut s'opposer aux décisions prises pour lui par son frère. Réputé pacifique, et convaincu que le respect et l'attachement du peuple ne peuvent se gagner qu'en prenant soin de celui-ci, il doit pourtant se résoudre à employer des méthodes répressives. Selon Thierry Lentz, Joseph Bonaparte est « une sorte de révolutionnaire libéral entraîné dans le tourbillon d'un pouvoir qu'il ne voyait qu'avec regret prendre un tour autoritaire. » Ainsi, tout en combattant parfois les projets de son frère, il finit toujours par soutenir sa politique avec un « dévouement aveugle ». Après la chute de l'Empire, il montre encore un fort attachement au régime. Bien qu'en exil, aux États-Unis ou à Londres, il s'attache à défendre les intérêts des Bonaparte et à convaincre l'opinion du bienfait d'un retour à l'Empire, en s'appuyant notamment sur les libéraux comme La Fayette qu'il rencontre plusieurs fois.

### Joseph et Napoléon, une amitié profonde au-delà du lien fraternel

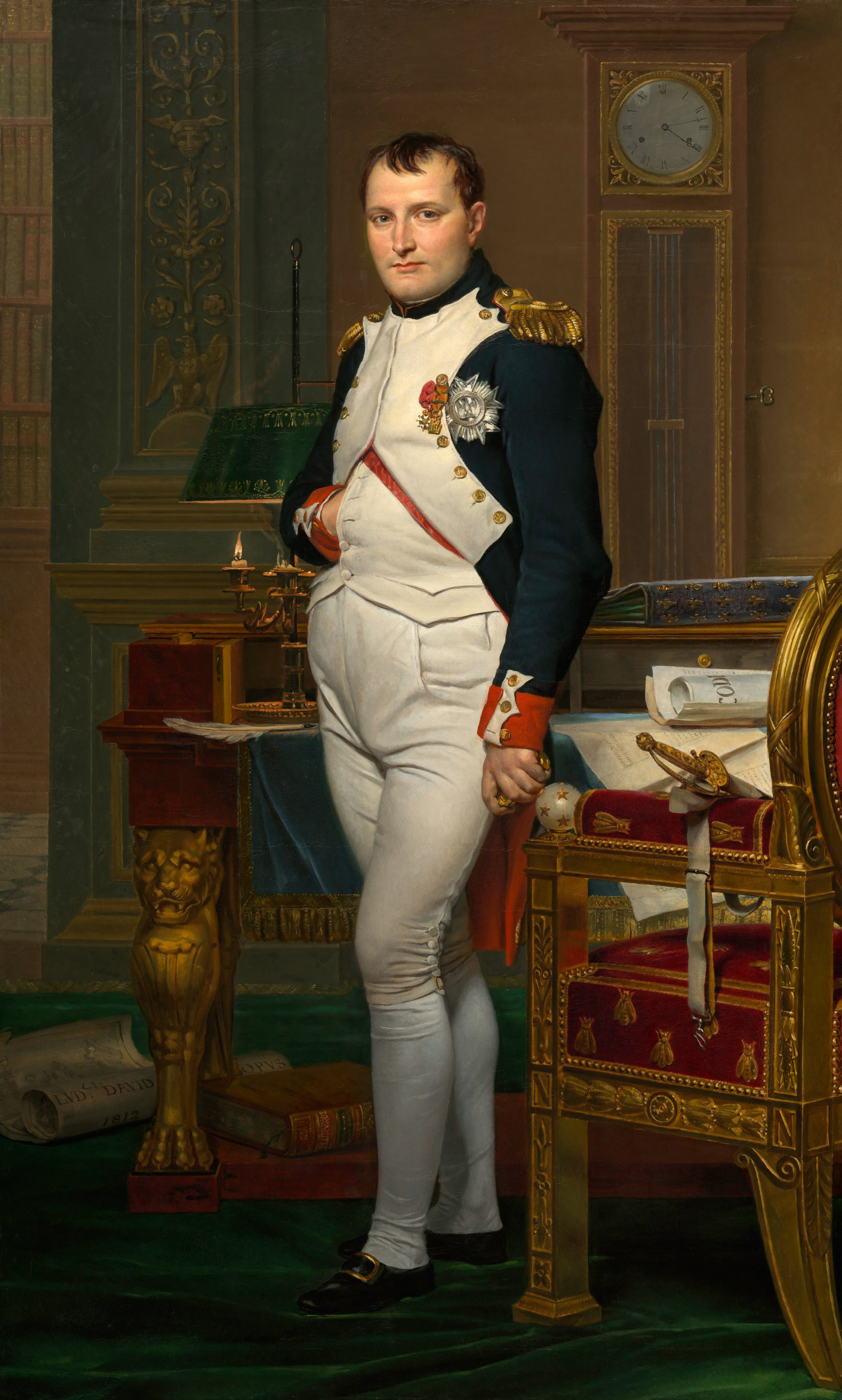
L'empereur Napoléon Ier.

Selon l'un de ses biographes, Joseph Bonaparte fut pour Napoléon « le plus proche et peut-être l'unique ami ». Leur naissance n'étant séparée que de dix-neuf mois, les deux frères sont élevés ensemble. Inséparables dès leur plus jeune âge, ils reçoivent en commun leurs premières leçons et fréquentent le même cercle d'amis. Ce lien fraternel très intense persiste tout au long de leur vie, malgré les disputes ou les tensions qui naissent parfois entre les deux frères. Pour Thierry Lentz, c'est ce lien qui explique notamment pourquoi Napoléon a choisi de faire confiance à Joseph dans des moments importants de son règne, en lui confiant la régence pendant la campagne de France en 1814 ou bien encore en le chargeant des négociations diplomatiques difficiles sous le Consulat. En dépit des critiques qu'il lui a parfois adressées, Napoléon a toujours témoigné un fort respect envers son aîné et cela car, plus que ses autres frères, « [Joseph] ne [lui] devait pas tout. Il commença sa carrière sans avoir eu besoin de lui. Il jouit d'un certain pouvoir et fut riche avant lui ».
Dans les premières années de la Révolution, après la mort de leur père Charles Bonaparte, c'est Joseph qui endosse le rôle de chef du clan familial, conformément à son statut d'aîné. La correspondance soutenue qu'entretiennent les deux frères à cette période en témoigne malgré la position de nombreux historiens qui ont toujours vu en Joseph un frère soumis au désir et aux ordres de son cadet, ce que résume Thierry Lentz : « Joseph a toujours été perdant dans le passage considéré comme obligé de la comparaison avec son frère. Il semble subir l'histoire tandis que Napoléon paraît la dominer. Sa timidité apparente et sa réelle tranquillité d'âme furent opposées, jusqu'à la caricature, à la fougue et à la recherche permanente de la lumière de son cadet. Sa patience fut assimilée à de la faiblesse, qualité et défaut dont Napoléon ne souffrait pas. Ses idées toujours raisonnables furent jugées à l'aune des passions qui ne l'étaient pas toujours du nouvel empereur d'Occident. Pour utiliser une image contemporaine, au calme joueur d'échecs l'histoire a le plus souvent préféré le flamboyant joueur de poker ».
À la suite de l'insurrection royaliste de 1795, où Napoléon se distingue et qui le porte au grade de général de division, le rapport s'inverse : « Ce n'est qu'une fois Napoléon entré dans la cour des gouvernants que son aîné se laissa aspirer par le météore ». Plus tard, leurs relations se ternissent et un « bras de fer » s'engage quant à la question de la succession impériale. Alors que Joseph refuse la présidence de la république italienne et la place de chancelier du Sénat, Napoléon s'inquiète des positions libérales que prend son frère, celui-ci n'hésitant pas à contester publiquement les décisions prises par le Premier Consul. En le plaçant sur le trône du royaume de Naples en 1806, Napoléon ne se contente pas seulement de mettre en place le système familial qu'il entend imposer à l'Europe, mais il en profite également pour freiner l'ambition de Joseph.
De même, pendant le second règne de Joseph, les deux hommes s'opposent littéralement quant à la conduite à tenir, notamment car « les deux frères avaient oublié de se mettre d'accord sur ce qu'ils voulaient faire de l'Espagne ». La volonté d'indépendance de Joseph irrite particulièrement son frère et explique en partie les remontrances que ce dernier lui adresse fréquemment : « Joseph n'avait pas besoin de Napoléon pour être quelqu'un, à ses propres yeux et à ceux des autres. Son frère le savait et était mal à l'aise avec un personnage qui échappait souvent à son emprise. C'est ce qui explique probablement qu'il s'employa à le rabaisser, voire à l'humilier. »
Néanmoins, ces dissensions n'entament pas l'amour et le respect mutuel qu'éprouvent les deux hommes. Dans son exil à Sainte-Hélène, Napoléon confie : « Joseph et moi nous sommes toujours aimés et fort accordés, il m'aime sincèrement. »

### Joseph Bonaparte et les femmes

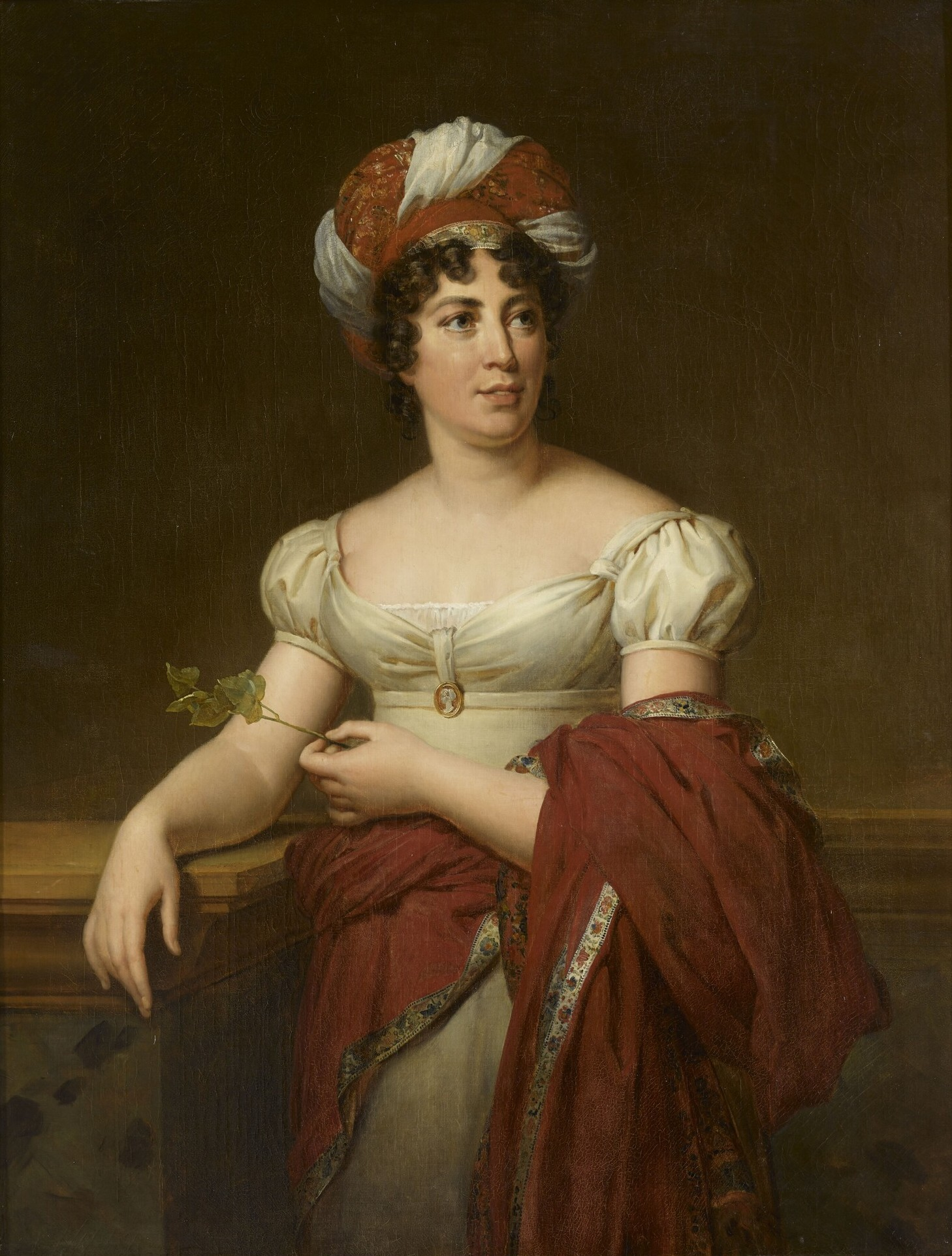
Madame de Staël et Joseph Bonaparte entretiennent une amitié très forte et très intime.

Malgré son mariage avec Julie Clary en 1794, Joseph Bonaparte collectionne les relations amoureuses et prend plusieurs maîtresses, au point qu'on lui attribue justement d'avoir de mauvaises mœurs. Il est même qualifié d'« insatiable coureur de jupons » par son biographe Thierry Lentz. Après son retour de Rome en 1798, il entretient des relations avec plusieurs actrices de théâtre, ainsi qu'avec la femme du diplomate néerlandais Rutger Jan Schimmelpenninck. C'est également à cette époque qu'il se rapproche de la romancière Germaine de Staël, et bien que celle-ci lui envoie parfois des lettres enflammées, il est probable que leur relation se soit finalement limitée à une amitié sincère, et ce jusqu'à la mort de Germaine en 1817. En 1804, pendant son séjour au camp de Boulogne, il s'éprend d'Adèle Fagnan, une jeune femme de Dunkerque qui aurait été également la maîtresse de plusieurs généraux dont Soult.
Les responsabilités qu'occupe Joseph l'éloignent souvent de Paris et de sa femme, ce qui le conduit à multiplier les aventures, notamment lors de ses deux règnes. À Naples, peu de temps après son arrivée, en 1806, il s'éprend d'Élisabeth Dozolle, la femme d'un capitaine de son aide de camp. Leur aventure passionnée dure jusqu'au retour en France de cette dernière, l'année suivante. Entre-temps, il rencontre Maria Giulia, la fille de son chambellan, le prince Colonna di Stigliano,. Mariée depuis trois ans au duc d'Atri, Giangirolamo Acquaviva, elle devient sa favorite bien que les deux amants cherchent à dissimuler leur relation. Ensemble, ils ont deux enfants.
Pendant son règne espagnol, Joseph fait de María del Pilar Acedo y Sarriá, marquise de Montehermoso, sa favorite,. Il séjourne notamment dans son palais de Vitoria lors des campagnes militaires qui l'obligent à quitter la capitale. Leur relation dure plusieurs années mais n'est pas exclusive puisqu'une relation avec la comtesse de Jaruco est elle aussi évoquée. Après son retour en France, Joseph rend parfois visite à la marquise qui s'y est établie et remariée en 1818 avec un officier, Amédée de Carabène,.
Enfin, deux maîtresses lui sont connues de son exil aux États-Unis. Il fréquente tout d'abord Annette Savage, une jeune femme issue d'une famille de quakers et de 32 ans sa cadette. Leur relation, de laquelle naissent deux enfants, dure plusieurs années, jusqu'au départ pour la France d'Annette en 1825. Il prend ensuite pour maîtresse Émilie Hémart, la femme d'un de ses fondés de pouvoir et associé à la rédaction du Courrier des États-Unis, Félix Lacoste. Un garçon naît de cette relation.

### Mariage et descendance

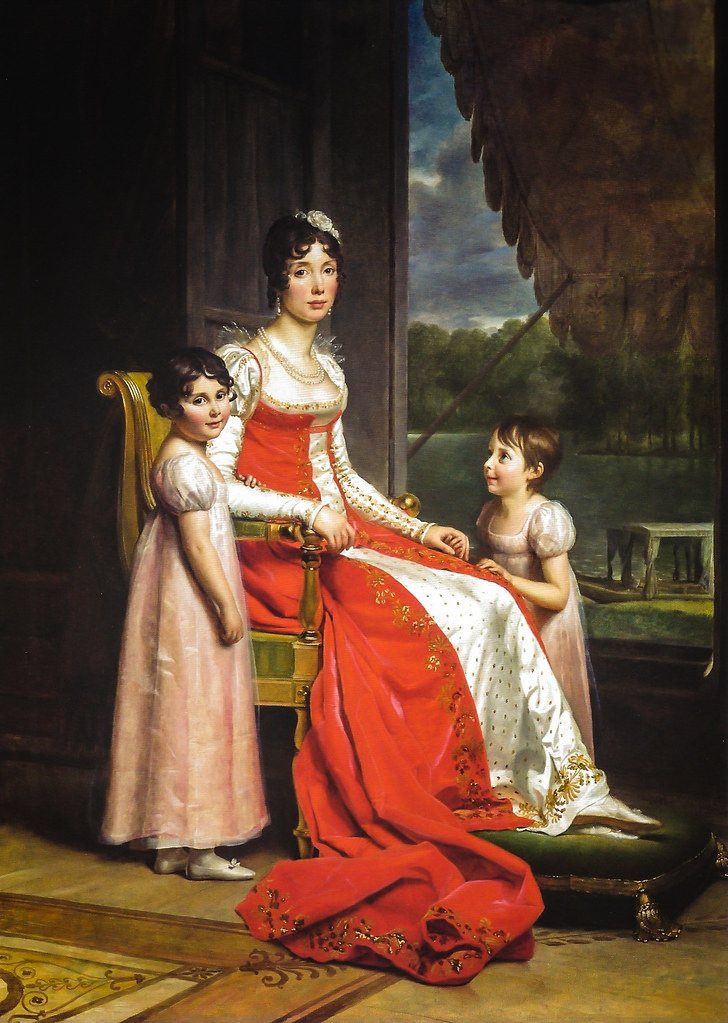
Julie, la femme de Joseph, et leurs deux filles Zénaïde et Charlotte.

Joseph Bonaparte se marie le 1er août 1794 à Julie Clary, la fille d'un riche armateur et négociant marseillais, François Clary, et de Françoise Rose Somis. De leur union naissent trois enfants :
- Zénaïde, une première fille née le 29 février 1796 et décédée plus d'un an plus tard, le 6 juin 1797[Note 12] ;
- Zénaïde, née le 8 juillet 1801, qui se marie en 1822 à son cousin, le prince Charles-Lucien Bonaparte, et meurt le 8 août 1854 à Naples ;
- Charlotte, née 31 octobre 1802, peintre renommée, mariée en 1826 à son cousin, le prince Napoléon-Louis Bonaparte jusqu'à la mort de ce dernier en 1831, et qui meurt en couches en 1839.

Reconnu pour ses nombreuses infidélités, Joseph, qui « aimait trop le plaisir et les femmes » selon le mot de son frère Napoléon, laisse ainsi cinq enfants naturels, :
- Giulio et Teresa, respectivement nés en 1807 et 1808 à Naples de sa liaison avec Maria Giulia, duchesse d'Atri ;
- Caroline Charlotte (née en 1819) et Pauline Josèphe (née en 1822), deux filles de sa liaison avec Annette Savage ;
- Félix-Joseph-François Lacoste, un garçon né en 1825 de sa liaison avec Émilie Hémart.

Selon certains de ses biographes, cette liste est probablement non exhaustive.

## Ouvrages
Joseph Bonaparte est l'auteur d'un court roman, Moïna, ou la Villageoise du Mont-Cenis, paru en 1799 et dont il a entrepris la rédaction trois années plus tôt après avoir rencontré un soldat blessé pendant la campagne d'Italie au relais de poste de Bramans. Ce texte, d'une centaine de pages, raconte l'histoire d'un amour impossible entre une jeune villageoise, Moïna, et un soldat de l'armée française, Liandre, tout en développant les thèmes du bonheur et de la guerre, en intégrant quelques passages autobiographiques. Il est qualifié de « bergerie montagnarde » par François Forray, par comparaison avec la « bergerie tropicale » proposée par Bernardin de Saint-Pierre dans Paul et Virginie, une des œuvres favorites de Joseph Bonaparte. Bernardin de Saint-Pierre apprécie d'ailleurs « les aimables sentiments » du roman de Joseph Bonaparte, tandis qu'il reçoit un bon accueil de la part d'une autre romancière, Madame de Staël. L'historien et critique littéraire Amédée Renée porte un jugement tout aussi favorable sur ce texte, « un petit ouvrage honnête et doux qui glisse discrètement entre les deux écueils du temps, la déclamation et la sensiblerie ».
Contrairement à de nombreuses personnalités de son temps, Joseph Bonaparte n'a pas écrit de Mémoires, en dehors d'un Fragment historique dont la chronologie s'arrête en 1806. Albert Du Casse a néanmoins publié, entre 1853 et 1854, une édition en dix volumes de sa correspondance officielle, sous le titre de Mémoires et correspondance du roi Joseph publiés, annotés et mis en ordre par A. Du Casse, aide de camp de S.A.I. le prince Jérôme Napoléon.
On a longtemps considéré, à tort, que Joseph Bonaparte était l'auteur de Napoléon en dix chants, un long poème hagiographique de près de 5 000 alexandrins. C'est en fait Hubert-Louis Lorquet, un professeur au lycée de Port-Louis, sur l'île Maurice, qui l'a composé et publié dans cette île en 1822 avant de le rééditer à Paris en 1838. De son côté, Joseph Bonaparte s'est contenté de le faire éditer chez un imprimeur de Philadelphie en 1823, après avoir reçu une copie du texte. C'est la publication de cette édition américaine en Europe, d'abord à Bruxelles puis à Londres, qui a attribué à tort la paternité de l'œuvre à Joseph, en dépit de plusieurs démentis.

## Honneurs

### Grades militaires
- Général de brigade le 10 août 1804[82]
- Général de division le 3 janvier 1806[82]

### Décorations
- Grand aigle de la Légion d'honneur le 2 février 1805[82]
- Chevalier de l'ordre de la Toison d'or en 1805[a 134]

### Héraldique
| Figure | Blasonnement |
| ------ | --- |
|        | Armes comme roi de Naples de 1806 à 1808 Gironné de 15 pièces : I, en forme de franc-quartier, d'or, à une triquètre issante d'une tête de Mercure de carnation (Île de Sicile) ; II, d'or au cheval contourné et effaré de sable (de Naples (ancien)) ; III, d'azur, à deux cornes d'abondance d'or, passées en sautoir (du Labour) ; IV, coupé en A d'azur à une comète d'argent chevelée d'or, en B d'argent à un vol d'azur ; V, d'or, à l'aigle de gueules, couronnée du champ, issante d'une fasce denchée et abaissée d'azur (de Basilicate) ; VI, d'argent, à la croix potencée de sable (de Basse-Calabre) ; VII, écartelé en sautoir d'or, à quatre pals de gueules et d'argent, à la croix potencée de sable (alias d'Aragon et de Basse-Calabre) (de Haute-Calabre) ; VIII, D'or, à quatre pals de gueules, au dauphin d'argent, plongeant vers la pointe, brochant sur-le-tout (d'Otrante) ; IX, écartelé en sautoir d'azur et d'argent, à la crosse d'or, brochante sur-le-tout (de Bari) ; X, d'azur, à un Saint-Michel d'or, terrassant un diable de sable, sur une montagne à trois coupeaux du deuxième, issante de la pointe (de Capitanate) ; XI, de gueules, à une étoile à huit rais d'or, ceinte d'une couronne de feuillage du même (de Molise) ; XII, coupé de gueules, à la couronne à l'antique d'or, et d'argent. (de Haut-Principat) ; XIII, d'or, à la hure de sable, surmontée d'un joug de gueules (des Basses-Abruzzes) ; XIV, d'azur, à l'aigle d'argent, surmontant une montagne d'or, issante de la pointe (des Hautes-Abruzzes) ; XV, de gueules accompagnée de deux croisettes alesées le tout d'argent ; sur-le-tout d'azur, à l'aigle d'or, la tête contournée, au vol abaissé, empiétant un foudre du même (de Napoléon) dans son pavillon de gueules. |
|        | Armes comme roi d'Espagne de 1808 à 1813 Parti de un et coupé de deux : en I, de gueules au château d'or ouvert et ajouré d'azur, en II, d'argent au lion de gueules armé, lampassé et couronné d'or, en III d'or à quatre pals de gueules, en IV de gueules aux chaînes d'or posées en orle, en croix et en sautoir, chargées en cœur d'une émeraude au naturel, en V d'argent à une pomme grenade de gueules, tigé et feuilleté de sinople et en VI d'azur, de gueules au vieux et nouveau monde d'or entre les colonnes d'Hercule d'argent ; sur le tout un écu ovale d'azur, à l'aigle d'or, la tête contournée, au vol abaissé, empiétant un foudre du même (de Napoléon). |

## Joseph Bonaparte dans la culture

### Peinture

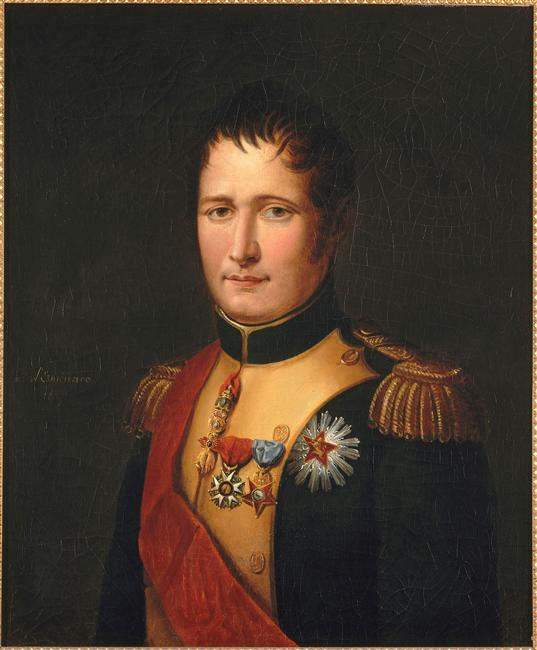
Joseph Bonaparte par Inès Esménard.

En tant que souverain, Joseph Bonaparte a fait réaliser de nombreux portraits le représentant. Pendant son règne napolitain, Jean-Baptiste Wicar, à qui il confie la gestion de l'Académie des arts et dessin, exécute trois portraits en pied du roi, l'un en costume de sénateur, le second en uniforme de général français et le troisième en costume des grenadiers de la Garde. Les deux premiers sont conservés dans des collections privées, tandis que le dernier est exposé à Versailles. Luigi Toro l'a également représenté en petit costume civil sur une toile conservée au musée San Martino. Le nombre de ses portraits comme roi d'Espagne est encore plus important. François Gérard l'a peint à la manière des portraits royaux français, debout devant un trône et vêtu d'un manteau de velours bleu, brodé d'or et doublé d'hermine. Sur cette toile, Joseph porte également les colliers de la Toison d'or et de l'Ordre royal d'Espagne, ainsi que la plaque de grand officier de la Légion d'honneur. L'original est conservé au château de Fontainebleau, tandis qu'une réplique, commandée par Letizia Bonaparte, orne la salle napoléonienne de la mairie d'Ajaccio. D'autres portraits de son règne espagnol sont exécutés par Josep Bernat Flaugier, Robert Lefèvre, François-Joseph Kinson ou encore Inès Esménard, mais un grand nombre des portraits du souverain ont été détruits ou ont disparu après l'avènement de Ferdinand VII sur le trône. Avant cela, Robert Lefèvre a réalisé entre 1805 et 1806 un portrait de Joseph en tenue de sénateur français, une œuvre acquise en 1995 par le Musée national suisse grâce à la participation de l'Association des Amis du Château de Prangins. Pendant son exil aux États-Unis, deux portraits sont réalisés, l'un par Charles Willson Peale en 1820, conservé par la Société historique de Pennsylvanie, l'autre par Innocent Goubaud en 1832, dont il existe deux versions : la première exposée à Fontainebleau et la seconde dans la Maison Bonaparte à Ajaccio.
En 2011, une étude aux rayons X du Portrait de Ramón Satué par Francisco de Goya, réalisé en 1823 et conservé au Rijksmuseum Amsterdam, fait apparaître que ce tableau aurait pu être un portrait de Joseph Bonaparte, en uniforme et assis dans un fauteuil, que le peintre aurait recouvert après le retour de Ferdinand VII,.
Joseph Bonaparte figure également sur un grand nombre de toiles représentant des événements du Consulat et de l'Empire. Il est ainsi présent sur La Distribution des aigles et Le Sacre de Napoléon de Jacques-Louis David, sur Napoléon reçoit au Louvre les députés de l'armée après son couronnement, le 8 décembre 1804 de Gioacchino Serangeli et sur L'Assemblée du Champ-de-Mai de François-Joseph Heim. Il est lui-même au centre de plusieurs scènes comme sur La Paix d'Amiens de Jules-Claude Ziegler, en 1853, ou Le Roi Joseph Ier dans la baie de Cadix d'Augusto Ferrer-Dalmau en 2011.

### Cinéma et télévision

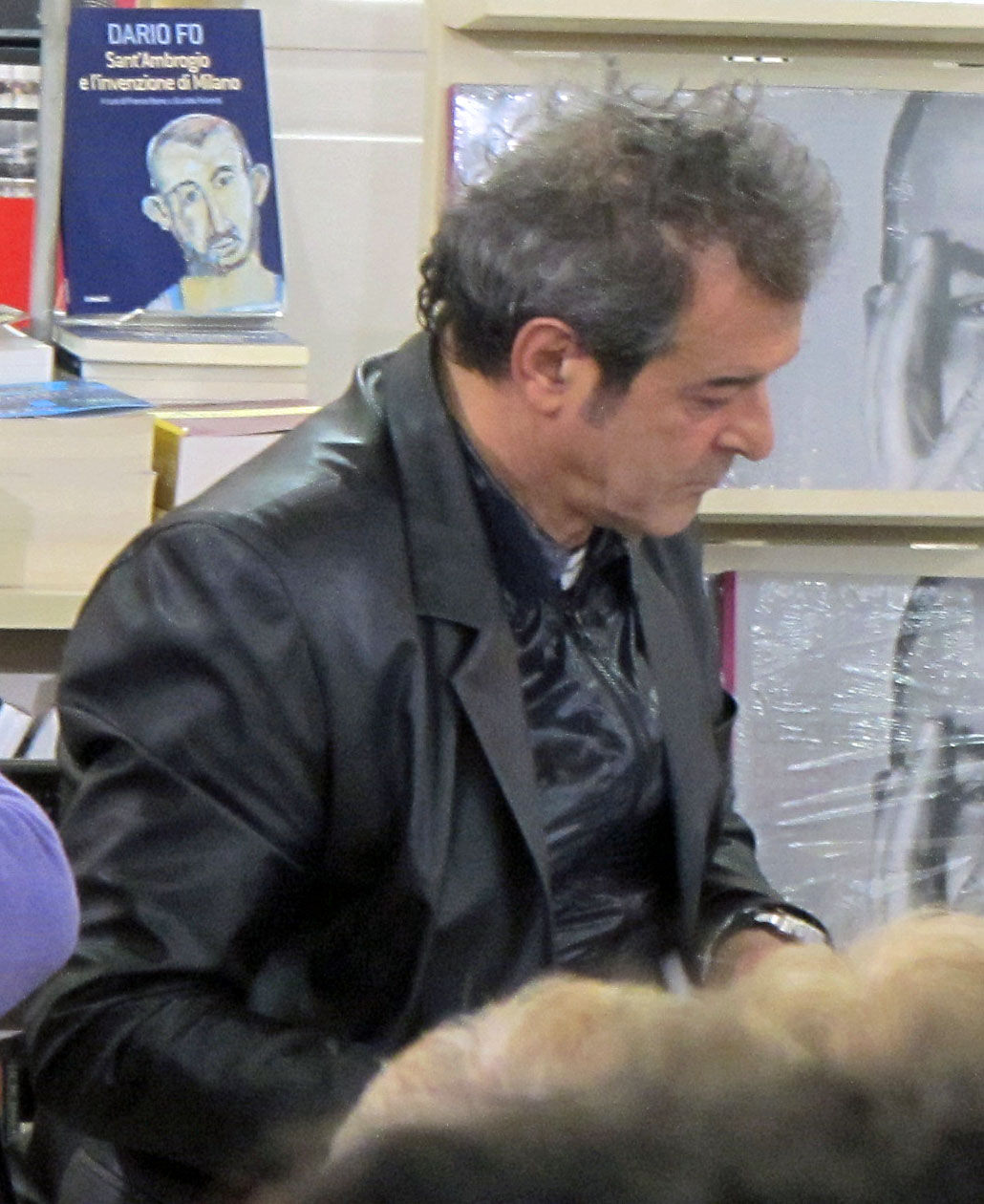
Ennio Fantastichini interprète le rôle de Joseph Bonaparte dans une série télévisée.

Le personnage de Joseph Bonaparte apparaît dans plusieurs films et séries. Il est interprété par :
- Georges Lampin, dans le film Napoléon, en 1927[85] ;
- Cameron Mitchell, dans le film Désirée, en 1954[86] ;
- Robert Manuel, dans le film Napoléon, en 1955[87] ;
- Edward de Souza, dans la série Napoleon and Love, en 1974[88] ;
- Fabrizio Jovine, dans le téléfilm Joséphine ou la Comédie des ambitions, en 1979[89] ;
- Philippe Rouleau, dans la série La Guérilla ou les Désastres de la guerre, en 1983[90] ;
- Jacek Domański, dans la série Napoléon et l'Europe, en 1991[91] ;
- Ennio Fantastichini, dans la mini-série Napoléon, en 2002[92] ;
- Julian Wadham, dans le film Les Fantômes de Goya, en 2006[93].
- Benjamin Gomez dans la série La Guerre des trônes, la véritable histoire de l'Europe en 2024[94].

### Monuments
Un monument représentant Napoléon sur son cheval et entouré de ses quatre frères, dont Joseph, est installé au centre de la place Charles-de-Gaulle à Ajaccio. Il est érigé entre 1864 et 1865 à la demande de l'empereur Napoléon III et selon des plans dressés par Eugène Viollet-le-Duc. La statue de Joseph est l'œuvre du sculpteur Jean-Claude Petit. Plusieurs plaques commémoratives lui rendent hommage, notamment sur sa maison natale de Corte, dans le parc de la mairie de Survilliers, sur un des murs de la chapelle des Grecs à Ajaccio et sur la façade du Palazzo Serristori à Florence, son lieu de décès. À Lausanne, dans le chemin des Trois-Rois, une plaque honore le passage de Joseph, Louis et Jérôme Bonaparte lors de leur exil qui suit la première abdication de l'empereur.

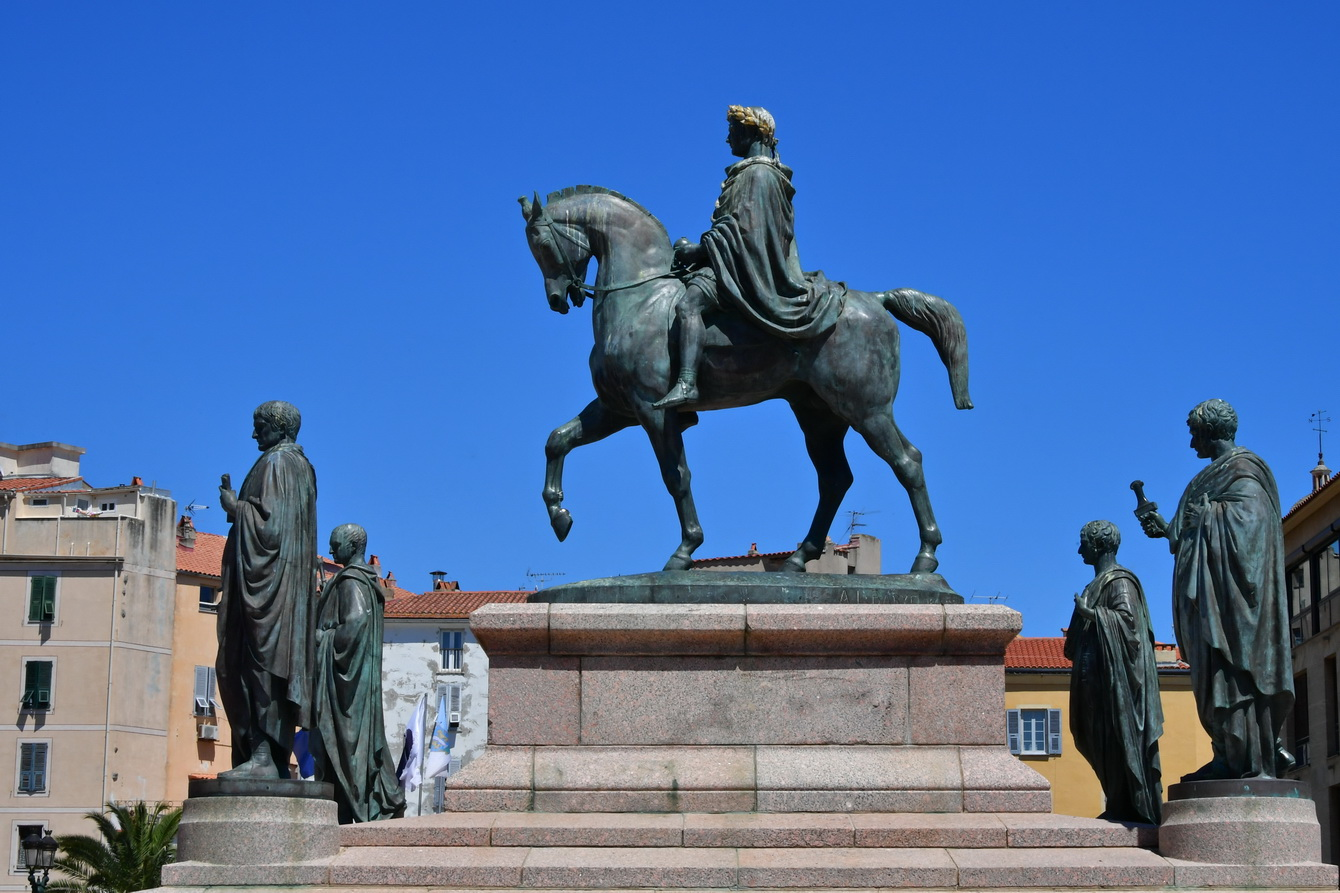
Monument à Napoléon et ses frères, Ajaccio.
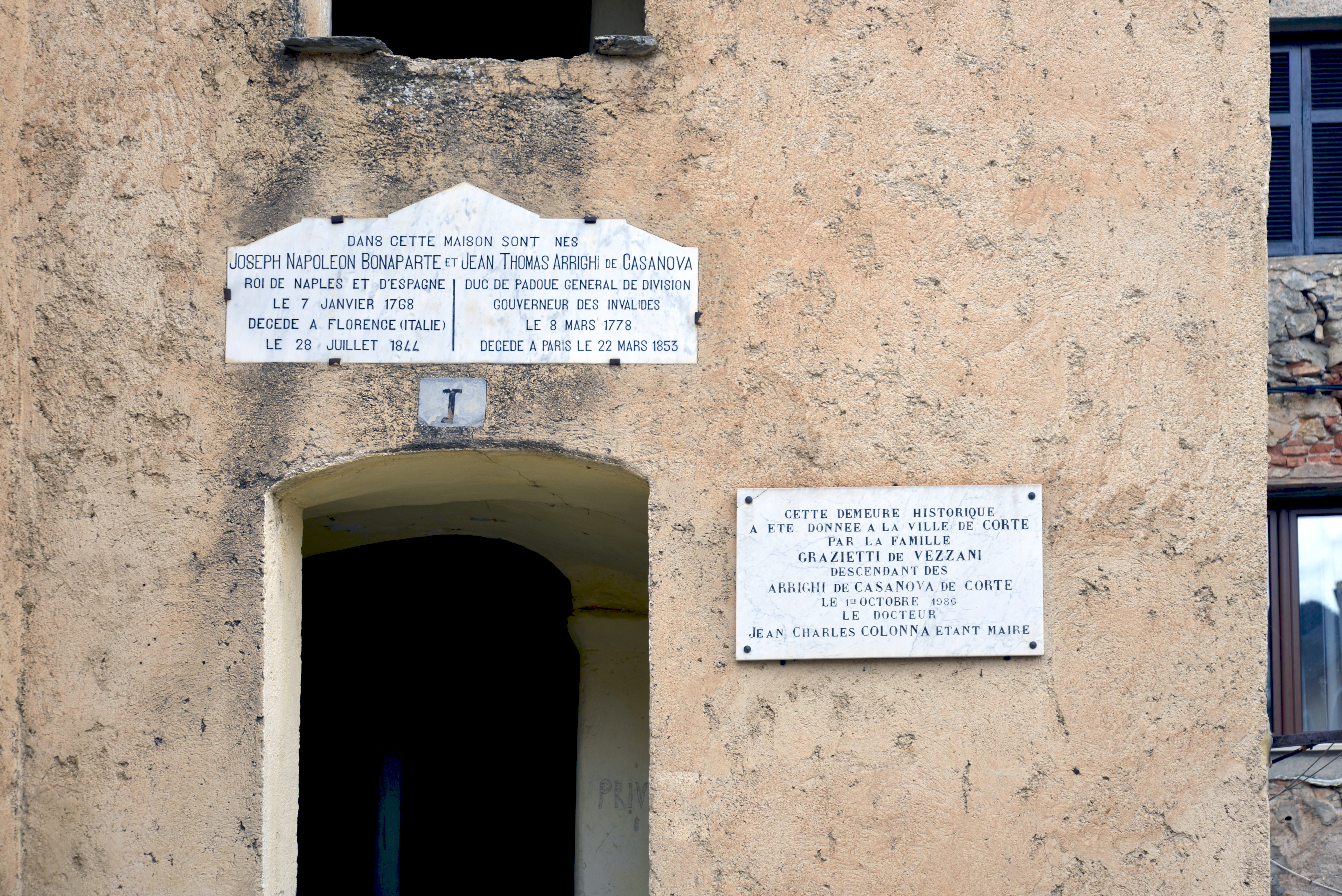
La maison Arrighi à Corte.
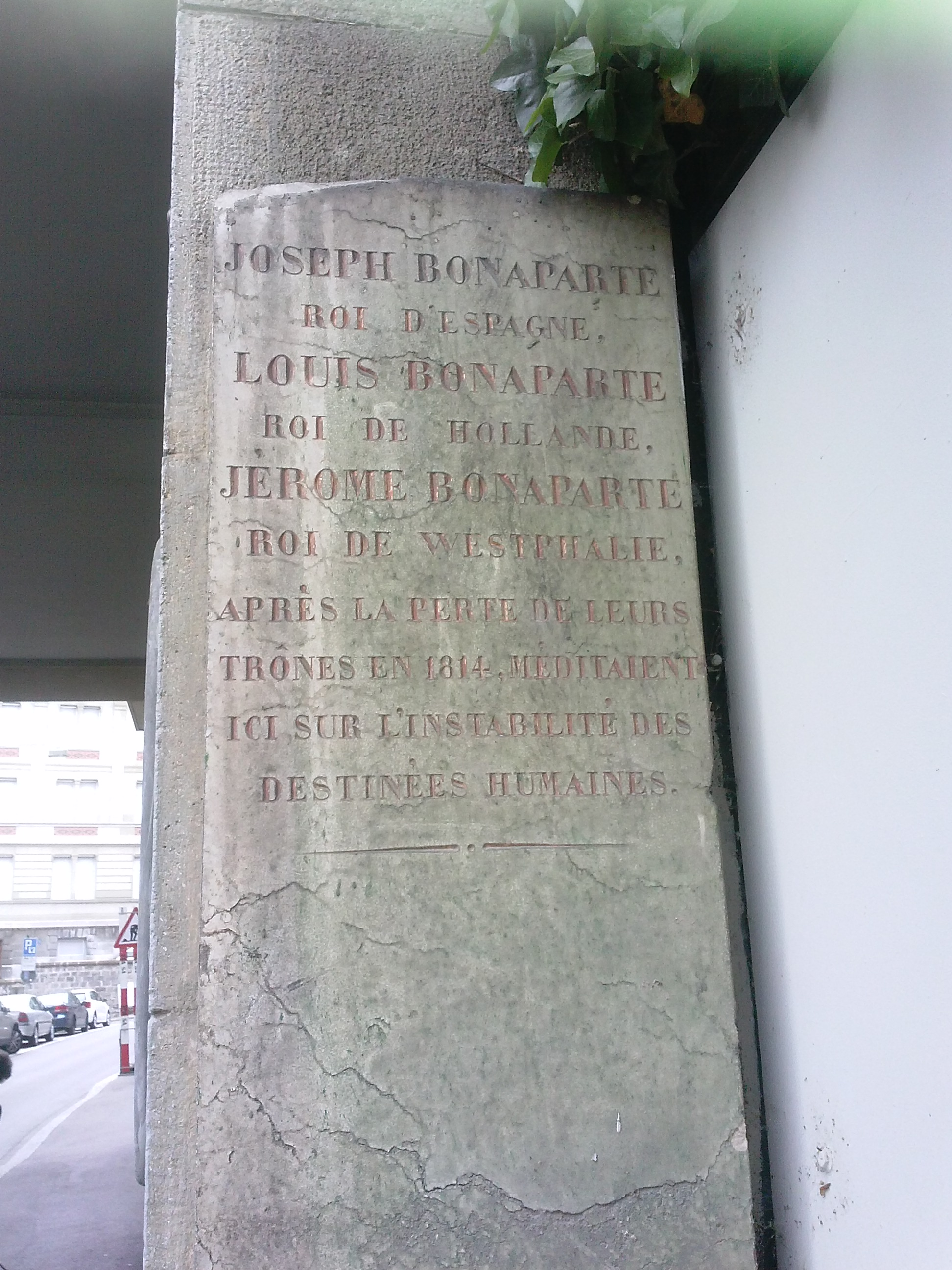
Inscription à Lausanne.
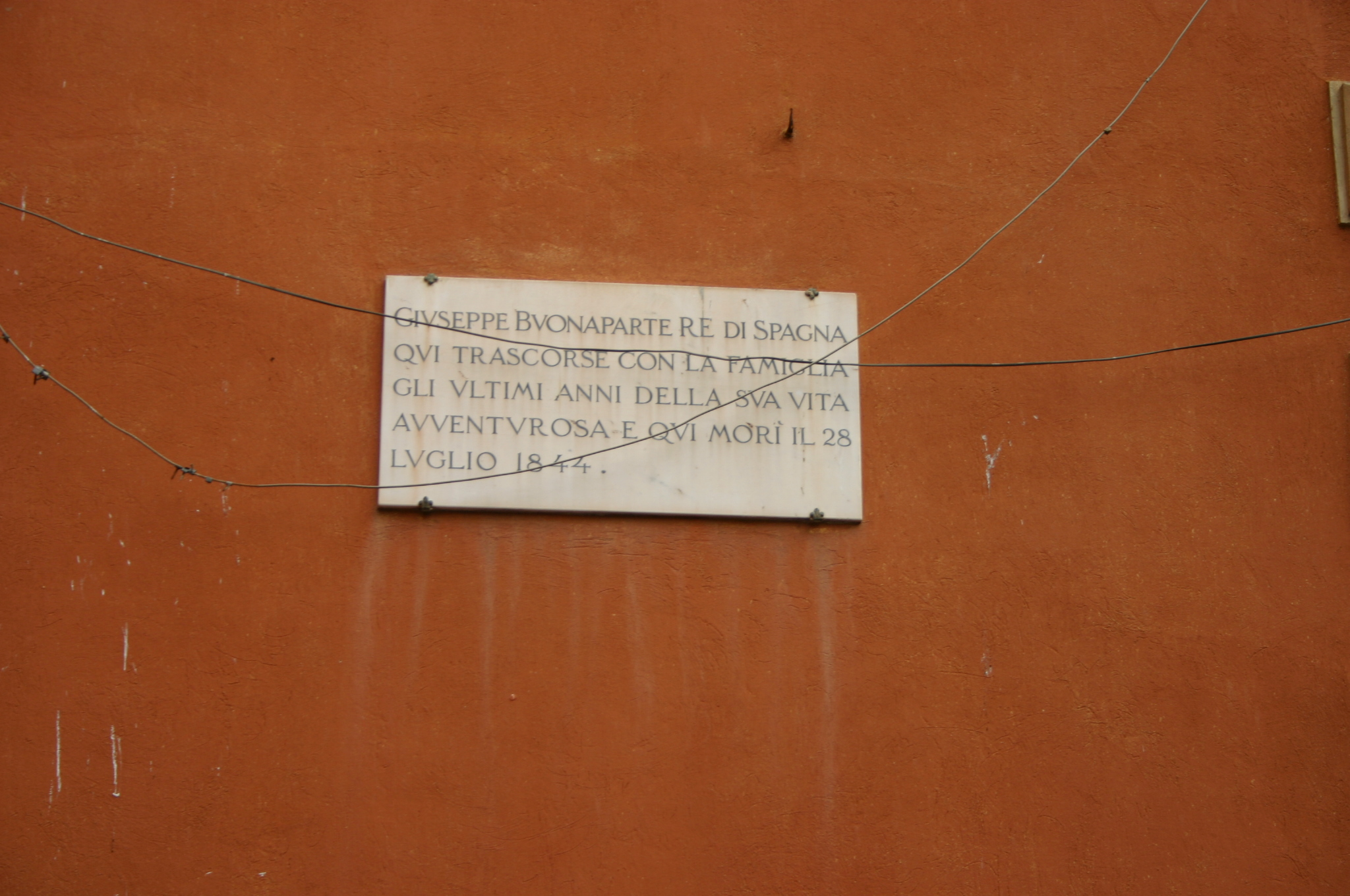
Le Palazzo Serristori à Florence.

#### Ouvrages généraux sur la période du Consulat ou de l'Empire
- Thierry Lentz, Nouvelle histoire du Premier Empire, t. I : Napoléon et la conquête de l'Europe 1804-1810, Fayard, 2002, 618 p. (ISBN 978-2213613871).
- Jean-Paul Bertaud, Histoire du Consulat et de l'Empire : Chronologie commentée, Paris, Éditions Perrin, coll. « Tempus » (no 536), 2014, 416 p. (ISBN 978-2262043711).
- Pierre Branda, La saga des Bonaparte, Paris, Éditions Perrin, 2018, 450 p. (ISBN 978-2262048907).

#### Études biographiques en langue française
- Bernard Nabonne, Joseph Bonaparte, le roi philosophe, Hachette, 1949, 278 p. (lire en ligne).
- Gabriel Girod de l'Ain, Joseph Bonaparte, le roi malgré lui, Paris, Éditions Perrin, 1970, 475 p. (ASIN B01N5KPP1C).
- Vincent Haegele, Napoléon et Joseph Bonaparte : correspondance intégrale, 1784-1818, Paris, Éditions Tallandier, 2007, 895 p. (ISBN 978-2847344653).
- Vincent Haegele, Napoléon et Joseph Bonaparte : Le Pouvoir et l'Ambition, Paris, Éditions Tallandier, coll. « Bibliothèque napoléonienne », 2010, 640 p. (ISBN 9782847344646).
- Thierry Lentz, Joseph Bonaparte, Paris/impr. en Allemagne, Éditions Perrin, coll. « Tempus » (no 785), 2019 (1re éd. 2016), 896 p. (ISBN 9782262083106).

#### Études biographiques en langue étrangère
- (en) John Stevens Cabot Abbott, History of Joseph Bonaparte, King of Naples and of Italy, New York, Harper & Brothers, 1869, 391 p. (lire en ligne).
- (es) Carlos Cambronero, José I Bonaparte : el rey intruso, Madrid, Alderabán, 1997 (réimpr. 1997) (1re éd. 1908), 202 p. (ISBN 978-8488676306).
- (en) Owen Connelly, The Gentle Bonaparte : A Biography of Joseph, Napoleon's Elder Brother, New York-Londres, Macmillan, 1968, 335 p. (ISBN 978-1299308121).
- (es) Claude Martín, José Napoleón I, « Rey intruso » de España, Madrid, Editora Nacional, 1969, 596 p..
- (es) Juan Mercader Riba, José Bonaparte, rey de España (1808-1813) : Historia externa del reinado, Madrid, 1971.
- (es) Juan Mercader Riba, José Bonaparte, rey de España (1808-1813) : Estructura del estado español bonapartista, Madrid, Instituo Jerónimo Zurita, 1983.
- (en) Michael Ross, The Reluctant King : Joseph Bonaparte, King of Two Sicilies and Spain, New York, Mason & Charter, 1977, 302 p.
- (es) Juan Antonio Vallejo-Nágera, Yo, el rey, Barcelone, Planeta, 1985, 288 p.
- (es) Rafael Abella, La Vida y la Epoca de José Bonaparte, Barcelone, Planeta, 1997, 256 p. (ISBN 978-8408019541).
- (en) Patricia Tyson Stroud, The Man who had been King : The American exile of Napoleon's brother Joseph, University of Pennsylvania Press, 2005, 296 p. (lire en ligne).
- (es) Manuel Moreno Alonso, José Bonaparte : Un rey republicano en el trono de España, Madrid, La Esfera de los Libros, 2008, 584 p.

#### Articles, notices biographiques, études
- Abel Hugo, « Souvenirs et Mémoires sur Joseph Bonaparte, sa cour, l'armée française et l'Espagne en 1811, 1812 et 1813 », Revue des Deux Mondes, t. I,‎ 1833, p. 300-324 (1re partie) et p. 114-142 (2e partie).
- A. Lievyns, Jean Maurice Verdot, Pierre Bégat, Fastes de la Légion d'honneur, biographie de tous les décorés accompagnée de l'histoire législative et réglementaire de l'ordre, vol. 1, 1842 [détail de l’édition] (BNF 37273876)
- Frédéric Soulié, « Joseph Bonaparte à Rome », Revue de l'Empire,‎ 1847, p. 292-298.
- Albert Du Casse, Histoire des négociations diplomatiques relatives aux traités de Mortfontaine, de Lunéville et d'Amiens pour faire suite aux Mémoires du roi Joseph, Paris, E. Dentu, 1855, 3 volumes.
- Harold de Fontenay, Napoléon, Joseph et Lucien Bonaparte au collège d'Autun, en Bourgogne, Paris-Autun, Dumoulin et Sixdeniers, 1869, 18 p. (lire en ligne).
- Marie-Nicolas Bouillet  et Alexis Chassang (dir.), « Joseph Bonaparte » dans Dictionnaire universel d’histoire et de géographie, 1878 (lire sur Wikisource)
- « Joseph Bonaparte », dans Adolphe Robert et Gaston Cougny, Dictionnaire des parlementaires français, Edgar Bourloton, 1889-1891 [détail de l’édition].
- Georges Bertin, Joseph Bonaparte en Amérique : 1815-1832, Paris, Librairie de la Nouvelle Revue, 1893, 456 p.
- Arthur Chuquet, « La mission de Joseph Bonaparte en 1793 et 1794 », Les Annales révolutionnaires,‎ 1908, p. 95-98.
- Jacques Rambaud, Naples sous Joseph Bonaparte, Paris, Plon-Nourrit, 1911, 572 p.
- François Rousseau, Les Sociétés secrètes en Espagne au XVIIIe siècle et sous Joseph Bonaparte, A. Picard et fils, 1914, p. 170-190.
- Paul Marmottan, Joseph Bonaparte et les Piranesi, Paris, F. Alcan, 1923, 17 p.
- Paul Marmottan, « Joseph Bonaparte diplomate (Lunéville, Amiens, 1801-1802) », Revue d'histoire diplomatique,‎ 1927, p. 276-300 (lire en ligne).
- Paul Marmottan, Joseph Bonaparte à Mortefontaine (1800-1803), Coulommiers, Brodard, 1929, 53 p.
- François Piétri, « Joseph Ier ou le roi errant », Revue des Deux Mondes,‎ novembre 1954, p. 210-218 (lire en ligne).
- (en) Arnold Whitridge, « Joseph Bonaparte in America », History Today, vol. 9, no 5,‎ 1959, p. 308-318.
- Jean Tonnelé, « Joseph Bonaparte, roi de Naples », Revue historique des armées,‎ février 1963, p. 73-95.
- Jean-Paul Garnier, « Joseph Bonaparte aux États-Unis », Revue des Deux Mondes,‎ 1969, p. 267-278 (lire en ligne).
- Marie Wargny, « Le domaine de Joseph Bonaparte à Mortefontaine et à Vallière », Bulletin de la Société des amis de Malmaison,‎ 1975, p. 123-124.
- Emmanuel Larraz, Théâtre et politique pendant la guerre d'Indépendance espagnole : 1808-1814, Aix-en-Provence, Université de Provence Aix-Marseille I, 1988, 591 p.
- Geneviève Mazel, « Joseph Bonaparte et Mortefontaine », Revue de l'Institut Napoléon, no 165,‎ 1994-iv, p. 23-68.
- Richard Hocquellet, « Des sujets aux citoyens, une analyse des projets électoraux avant les Cortes de Cadix, 1808-1810 », Annales historiques de la Révolution française, no 323,‎ 2001, p. 1-19.
- Xavier Abeberry Magescas, « Joseph Ier et les afrancesados », Annales historiques de la Révolution française, no 336,‎ 2004, p. 169-184 (lire en ligne).
- Federico Galantini, Napoléon et Sarzane : Les origines italiennes des Bonaparte, Paris, Michel de Maule, 2004, 138 p. (ISBN 978-2876231498).
- Jean-Philippe Luis, « L'influence du modèle napoléonien en Espagne (1814-1845) », Annales historiques de la Révolution française, no 336,‎ 2004, p. 199-219 (lire en ligne).
- Thierry Lentz, « Joseph Bonaparte, chef de la délégation française au congrès d'Amiens », dans Nadine-Josette Chaline (dir.), La Paix d'Amiens, Amiens, Encrage, 2005, p. 109-121.
- Jean-Baptiste Busaall, « Le règne de Joseph Bonaparte : une expérience décisive dans la transition de la ilustración au libéralisme modéré », Historia Constitucional, no 7,‎ septembre 2006, p. 123-157 (lire en ligne).
- Gérard Dufour, « Le roi philosophe », Mélanges de la Casa Velásquez, nos 38-1,‎ 2008, p. 53-70.
- Maximiliano Barrio Gozalo, L'Espagne en 1808 : régénération ou révolution, Presses universitaires de Provence, 2017, 324 p. (ISBN 9782821882843, lire en ligne).
- Sylvain Pagé, « Joseph Bonaparte et la convention de Mortefontaine », Napoléon Ier, no 77,‎ août-octobre 2015, p. 28-34.
- Thierry Lentz, « Le testament et l’inventaire après décès de Joseph Bonaparte », Napoleonica. La Revue, no 26,‎ 2016, p. 5-20 (lire en ligne).
- Jean Sarramon, La bataille de Vitoria : La fin de l'aventure napoléonienne en Espagne, Paris, J. C. Bailly Éditeur, 1985, 727 p. (ISBN 2-86554-006-5).
- Les papiers personnels de Joseph Bonaparte sont conservés aux Archives nationales, site de Pierrefitte-sur-Seine, sous la cote 381AP : Inventaire du fonds.